# Михайловка (город)
Миха́йловка — город (с 1948 года) в Волгоградской области России. Административный центр муниципального образования «город Михайловка» в рамках местного самоуправления; в рамках административно-территориального устройства является городом областного значения (которому подчинён рабочий посёлок Себрово) и центром Михайловского района. Население — около ↘54 772 человек (2024).
Является одним из крупнейших промышленных центров региона и моногородом с развитым производственным кластером. Основу экономики составляют цементная промышленность и производство строительных материалов. Крупнейшее предприятие — АО «Себряковцемент».

## Этимология
Название города связано с именем Михаила Сидоровича Себрякова, которому 24 мая (6 июня) 1762 года указом императора Петра III был пожалован пустопорожний Кобылянский юрт в Войске Донском в вечное и потомственное владение. На этих землях Себряков основал слободу, которая получила название по имени владельца — Михайловка.

## Физико-географическая характеристика

### Географическое положение
Город расположен на правом берегу Медведицы в 192 км к северо-западу от Волгограда. В степной местности, в пределах юго-восточной возвышенной окраины Хопёрско-Бузулукской равнины, изрезанной балками и оврагами. Высота центра населённого пункта около 80 метров над уровнем моря. В пойме Медведицы сохранился пойменный лес. 

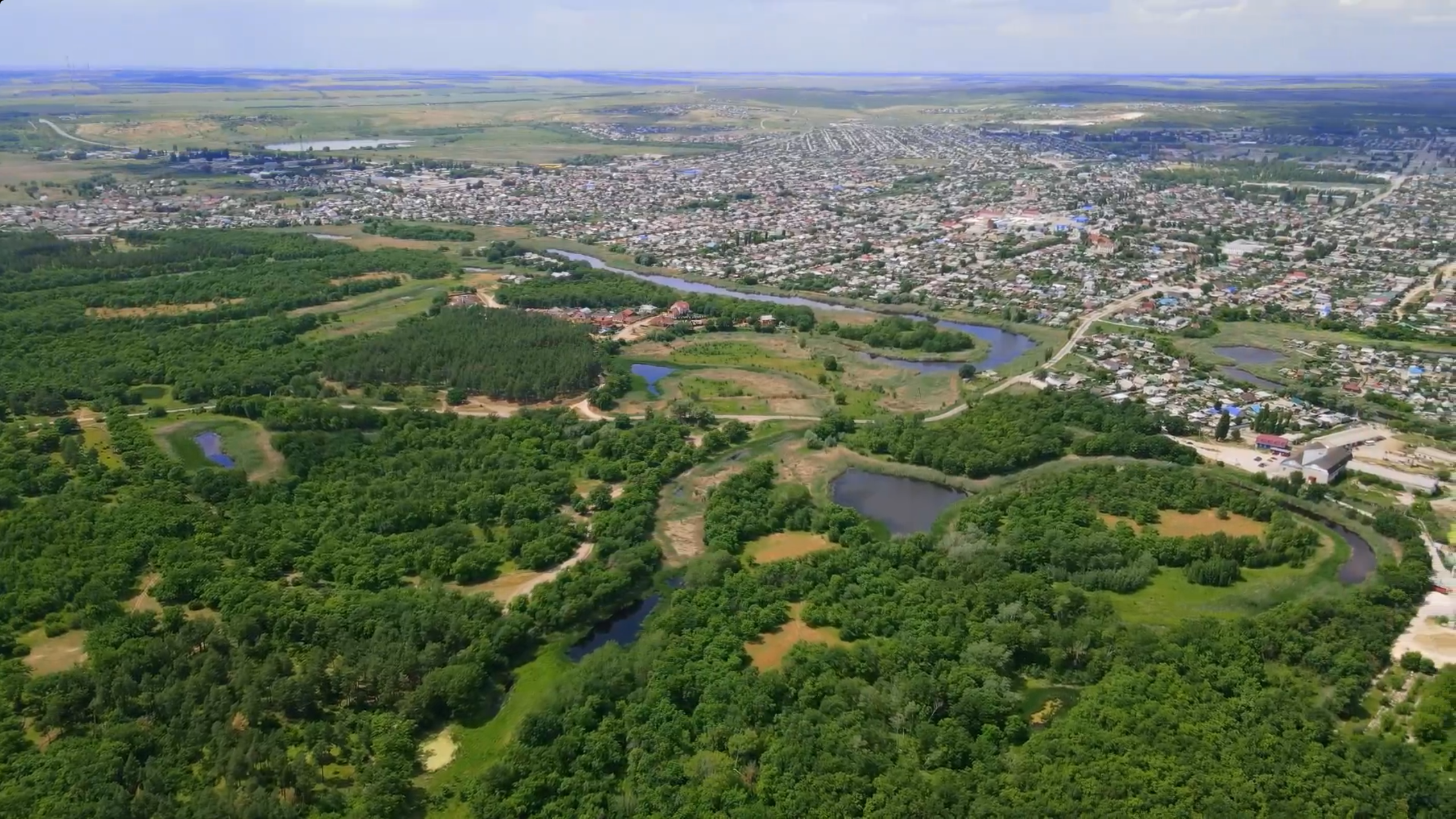
Панорама города с южной стороны

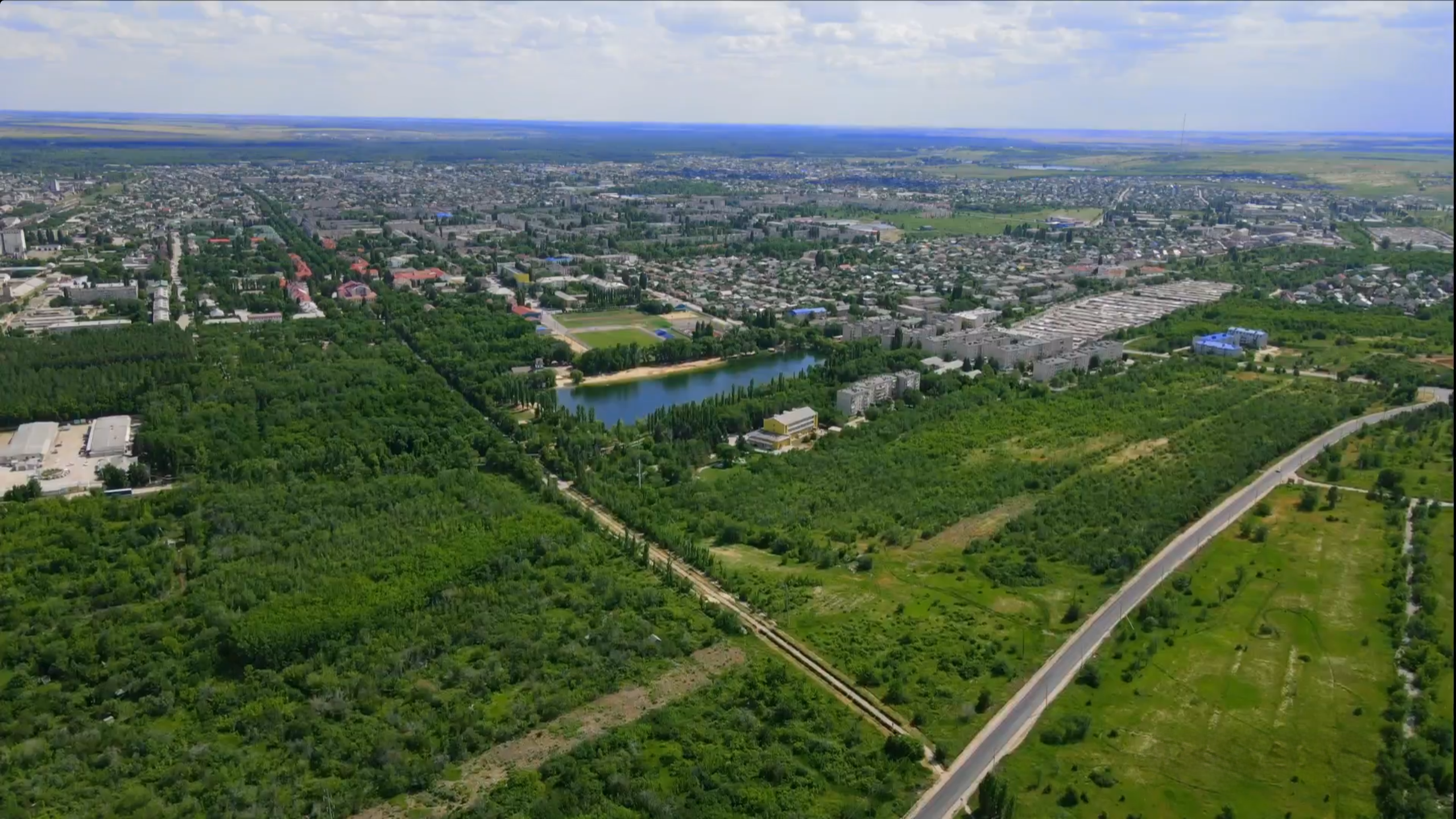
Панорама города с северной стороны

Почвы — чернозёмы южные, в пойме Медведицы — пойменные нейтральные и слабокислые.

На севере города расположено Себряковское месторождение мела и глины – одно из крупнейших месторождений цементного сырья, на базе которого с 1953 г. функционирует Себряковский цементный завод. Месторождение разрабатывается открытым способом, за 69 лет эксплуатации карьер стал крупнейшей техногенной формой рельефа Волгоградской области общей площадью 6,5 км².

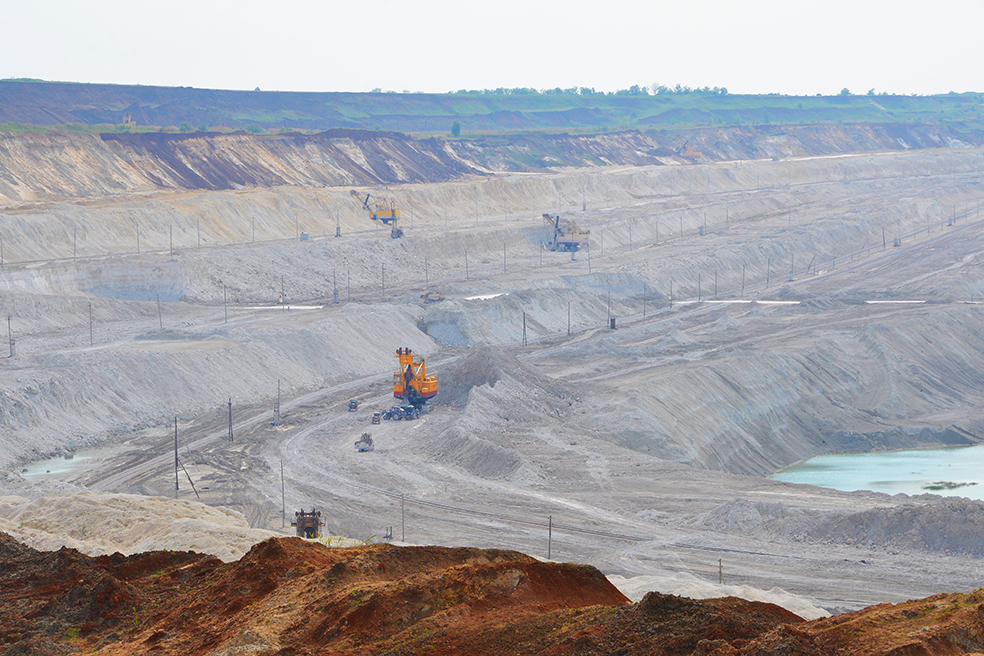
Себряковский карьер

Мощность разрабатываемой меловой толщи составляет 45–52 м, глины – 31–36 м. В геологическом плане месторождение слагают верхнемеловые (сеноманские, турон-коньякские и сантонские), неогеновые (ергенинские, скифские) и четвертичные отложения.
Михайловка, как и вся Волгоградская область, находится в часовой зоне МСК (московское время). Смещение применяемого времени относительно UTC составляет +3:00.

### Климат
Климат умеренный континентальный (согласно классификации климатов Кёппена — Dfa). Многолетняя норма осадков — 518 мм. Наибольшее количество осадков выпадает в июне — 50 мм, наименьшее в августе — 30 мм. Среднегодовая температура положительная и составляет + 8,5 °С, средняя температура самого холодного месяца января −6,5 °С, самого жаркого месяца июля +23,5 °С.
Зимой холодный и сухой континентальный воздух из Сибирского антициклона усиливает суровость климата, иногда температура опускается до -38 °C. Летом воздушные массы с Атлантического океана, прогреваясь при прохождении над Русской равниной, становятся менее влажными и не смягчают летнюю жару. Абсолютный максимум температуры летом достигает +41 °C.

В течение года возможен приток холодного и сухого арктического воздуха с севера, что весной и ранней осенью может привести к заморозкам. Циклоны с Атлантического океана и Средиземного моря более часты зимой, делая погоду в этот период изменчивой. Летом сухой тропический континентальный воздух из Казахстана резко повышает температуру и усиливает сухость воздуха.
| Показатель                                       | Янв. | Фев. | Март | Апр. | Май  | Июнь | Июль | Авг. | Сен. | Окт. | Нояб. | Дек. |
| ------------------------------------------------ | ---- | ---- | ---- | ---- | ---- | ---- | ---- | ---- | ---- | ---- | ----- | ---- |
| Средний суточный максимум, °C                    | −4,1 | −3,3 | 3,7  | 14,2 | 21,5 | 25,6 | 28,3 | 28,1 | 20,8 | 11,9 | 3,4   | −1,5 |
| Средняя температура, °C                          | −6,5 | −6,1 | −0,2 | 9,1  | 16,4 | 20,8 | 23,5 | 22,9 | 16   | 8,2  | 0,9   | −3,6 |
| Средний суточный минимум, °C                     | −9,4 | −9,5 | −4,6 | 3,2  | 10,2 | 14,8 | 17,8 | 17   | 10,9 | 4,4  | −1,7  | −6   |
| Норма осадков, мм                                | 47   | 38   | 42   | 41   | 44   | 50   | 49   | 30   | 48   | 42   | 40    | 47   |
| Средняя влажность, %                             | 84%  | 84%  | 76%  | 62%  | 54%  | 52%  | 50%  | 47%  | 56%  | 68%  | 80%   | 83%  |
| Источник: «Climate Data» актуально на 01.01.2021 |      |      |      |      |      |      |      |      |      |      |       |      |

### Экология

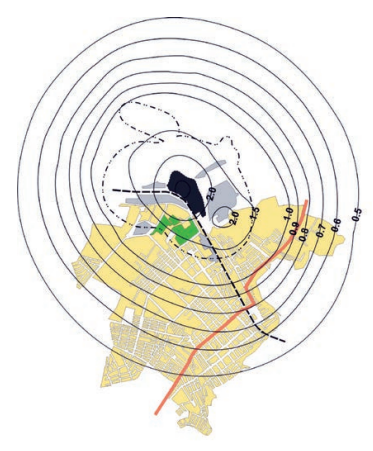
Схема рассеивания пыли неорганической с содержанием SiO2 20-70 %, содержащейся в выбросах АО «Себряковцемент». Условные обозначения: жёлтый цвет — жилая зона; серый цвет — промышленная зона; чёрный цвет — территория завода; зелёный цвет — зелёные насаждения

АО «Себряковцемент» является основным источником загрязнения воздуха в Михайловке, внося свыше 87 % в общий объем выбросов загрязняющих веществ в атмосферу города. В структуре выбросов предприятия доминирует неорганическая пыль с содержанием SiO2 20-70 %, составляющая более 42 % от всех выбросов. Вклад предприятия в общий выброс неорганической пыли в городе превышает 90 %.
В 2017 году сотрудниками ВолгГТУ была составлена карта рассеивания приоритетного загрязнителя неорганической пыли с содержанием SiO2 20-70 % показавшая, что зоны загрязнения с концентрацией выше 1 ПДК выходят за пределы нормативной санитарно-защитной зоны (СЗЗ) предприятия.
Анализ картографических материалов и данных муниципального предприятия «Жилищное хозяйство» позволил оценить численность населения, проживающего в зонах повышенных концентраций пыли:
- свыше 1,5 ПДК — 1 505 чел.;
- в диапазоне 1-1,5 ПДК — 13 020 чел.;
- всего в границах свыше 1 ПДК — 14 525 чел., из них в пределах СЗЗ — 1 425 чел.;
- оставшаяся часть населения города — 43 126 чел. — подвержена риску для здоровья при концентрациях пыли в диапазоне 0,5-1 ПДК.

Таким образом, 24 % населения города по состоянию на 2017 год проживали в условиях риска для здоровья, особенно для органов дыхания и иммунной системы.
При этом с 2002 года на АО «Себряковцемент» действует программа технического перевооружения. В рамках этой программы помимо обновления основного технологического оборудования особое внимание уделяется решению экологических вопросов. В период 2002-2012 г. была произведена замена (реконструкция) газоочистных установок основного технологического оборудования, в результате чего пылевыбросы были снижены в 5 раз.
Также на предприятии в рамках инвестиционного проекта стоимостью более 4 миллиардов рублей производится установка новой печи, оснащённой современными фильтрами. Она заменит сразу семь морально и физически устаревших мельниц. Перевод технологической линии №7 на сухой способ производства цемента позволит снизить нагрузку на окружающую среду на 40%. Обновление производственных площадок закончится к 2025 году.

## История

### XVIII век
Официальной датой основания Михайловки считается 24 мая (6 июня) 1762 года. В этот день именным указом императора Петра III полковнику Михаилу Сидоровичу Себрякову был пожалован пустопорожний Кобылянский юрт, находившийся в составе Войска Донского и охватывавший территорию в 102 версты окружностью. На левом берегу реки Медведицы было основано новое поселение, которое на картах конца XVIII века уже числится под именем слободы Михаила Себрякова.
Изначально Себряков поселился южнее, в районе современного села Староселье (ранее — Николаевка), переселив туда выходцев из Украины. Однако вскоре, в начале XIX века, он принял решение о переносе основной части поселения. Около 50 семей были переселены к озеру Деревенскому, на правый берег Медведицы, в район Отрога. Здесь началась застройка новой улицы — будущей Первомайской, которая в то время называлась Первомихайловской. Образованное поселение получило название Новая Михайловка, в то время как прежнее место обитания стало называться Старая Михайловка, позднее переименованное в Староселье.
В 1777 году в Михайловке была построена первая деревянная церковь, ставшая духовным и культурным центром нового поселения.

### XIX век
К началу XIX века Михайловка представляла собой небольшое поселение: по данным 1800 года, в слободе насчитывалось 93 крестьянских двора с общей численностью населения 1023 человека. Основу местной экономики составляли земледелие и скотоводство, а также активная торговля хлебом, скотом, птицей и строительным лесом.
Развитие слободы продолжилось в последующие десятилетия. В первой половине XIX века в Михайловку активно переселялись семьи из соседних сёл и губерний. Жители из Староселья заложили улицы Большая (ныне ул. Мира) и Почтовая (ныне ул. Ленина), а помещик Михаил Сидорович Себряков переселил крестьян из Тамбовской, Курской, Воронежской и Харьковской губерний. С 1826 года началась застройка улицы Никольской (ныне ул. Свободы).
Особую роль в развитии слободы сыграл Михаил Васильевич Себряков. Потомок основателя Михайловки, он служил в лейб-гвардии казачьем полку, а после выхода в отставку в 1827 году занимал различные общественные должности: был войсковым казначеем, асессором войсковой канцелярии, почётным смотрителем усть-медведицкого окружного училища и депутатом дворянского собрания. За крупные пожертвования в пользу образования был удостоен высочайшего благоволения от императора.

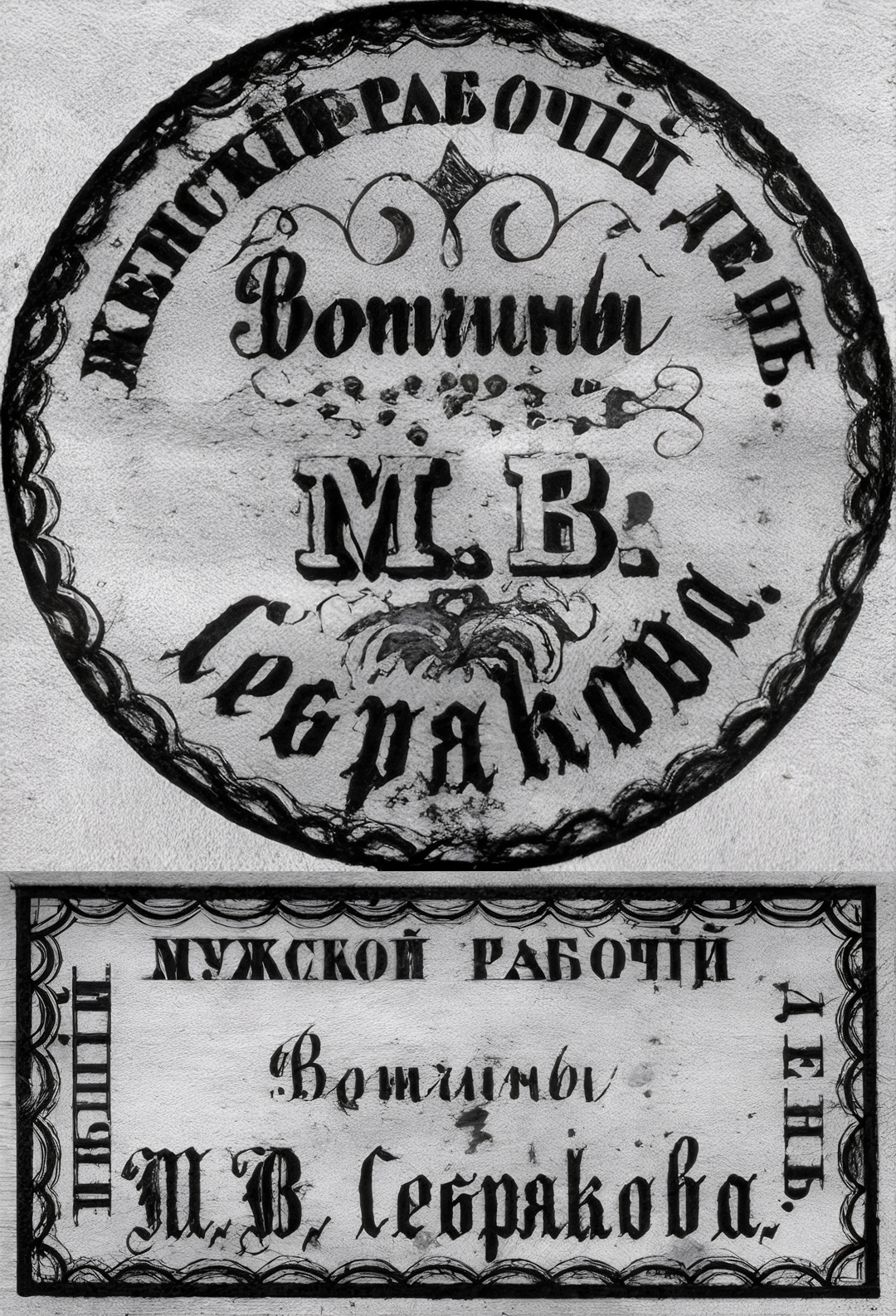
Талоны на отработанный день в вотчине М. В. Себрякова

В его обширной вотчине в районе Михайловки проживало более 2 000 крепостных крестьян. Для организации и учёта барщинного труда М.В. Себряков ввёл особую систему «поденных марок» — своеобразных трудовых суррогатов денег. Эти марки, отпечатанные на плотном картоне, использовались для фиксации количества отработанных дней на помещика и подразделялись на четыре вида: мужской пеший рабочий день (прямоугольная форма), женский рабочий день (круглая форма), детский рабочий день (треугольная форма) и конный рабочий день.
«Поденные марки» имели не только учетную, но и экономическую функцию: за счёт их накопления сверх установленной нормы крепостной получал возможность обмена излишков труда между крестьянами, что превращало принудительный труд в некий аналог товарно-денежных отношений. Таким образом, уже в условиях феодального сельского хозяйства в Михайловке стали формироваться элементы рыночных стимулов и будущего наёмного труда.

В 1831 году в Михайловке появились первые капитальные магазинные постройки и дома купцов, началось активное развитие мелкой торговли, трактиров и увеселительных заведений. В 1834 году, на средства помещика М. В. Себрякова, на Старой площади была возведена Михайло-Архангельская церковь, которая стала духовным центром слободы.

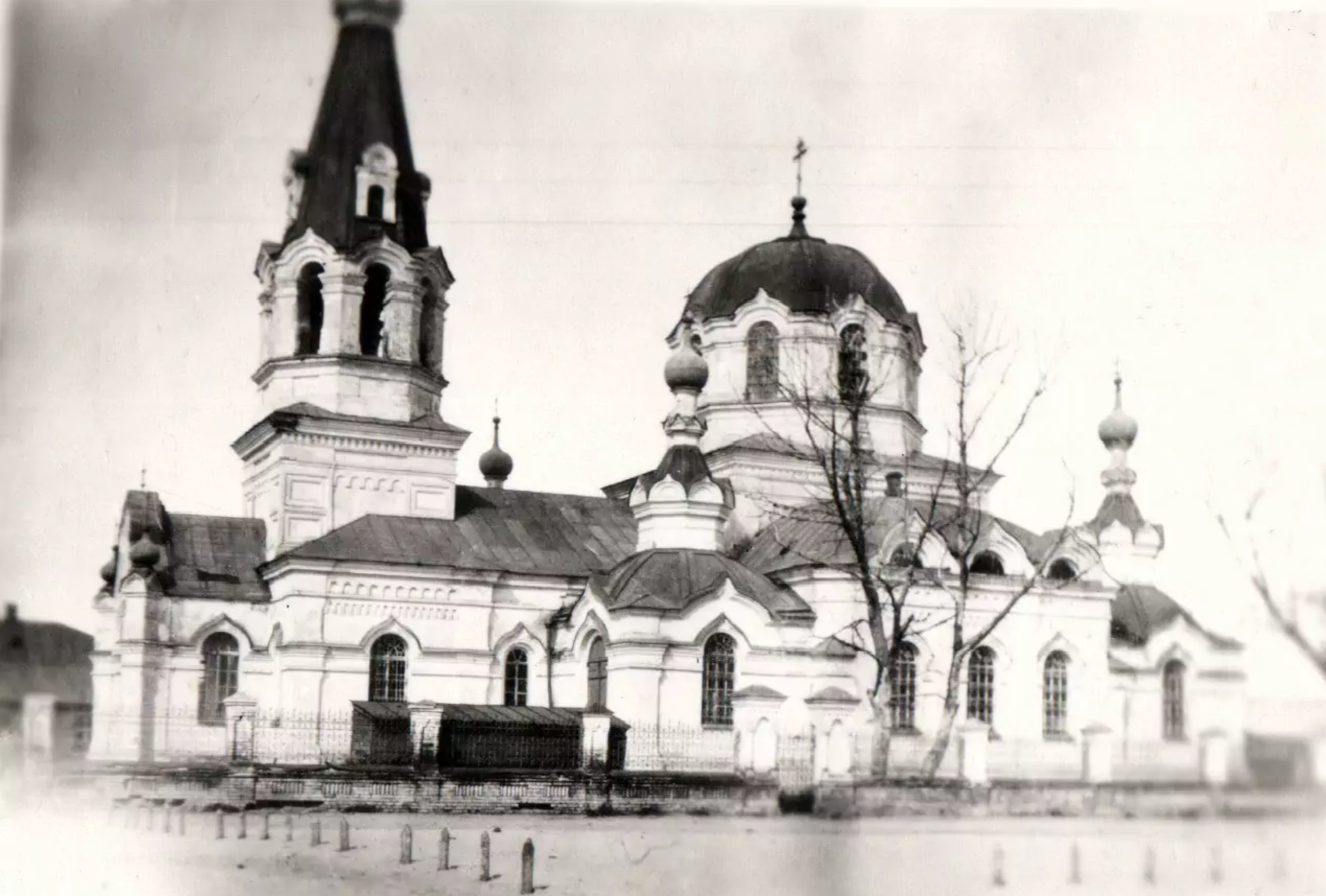
Михаило-Архангельская церковь в начале XX века

С 1836 года Михайловка приобретает статус торгового центра региона. В сентябре того года здесь прошла первая ярмарка, разместившаяся на специально отведённой площади. Были построены деревянные ряды и корпуса-лавки, а торжественное открытие сопровождалось крестным ходом и богослужением в Михайло-Архангельской церкви. Ярмарка стала второй по значимости в Области Войска Донского. Постепенно в Михайловке утвердился цикл ежегодных ярмарок, включавший
- Сорокамученическую (9–13 марта),
- Преполовенскую (14–20 сентября),
- Декабрьскую (6–9 декабря),
- Крещенскую (25 декабря – 12 января)[8]

Согласно переписи 1869 года, в слободе числилось уже 198 дворов и 1782 жителя. Здесь действовали деревянная церковь, ветряная мельница и кузница.

Важнейшим шагом в развитии поселения стало строительство Грязе-Царицынской железной дороги, начатое в 1869 году. Вблизи слободы была построена станция Себряково, получившая название в честь помещика М. В. Себрякова. Уже в 1871 году было завершено строительство деревянного вокзала, а 25 июля первый пассажирский поезд отправился в Царицын. Так описывает эти события Ф. Д. Крюков в очерке «На тихом Дону» (1897):
«Поезд отошёл в третьем часу утра. Мимо поезда быстро промелькнули длинные деревянные и каменные — сараи, товарные вагоны, паровая мельница, лабазы с надписью «Торговля дехтю и соли», только что проснувшиеся обыватели слободы, не спеша направлявшиеся к вокзалу, казак, державший под уздцы испуганную лошадь, равнодушные волы, лежавшие у возов с досками, хохлацкие белые хатки с тесовыми и соломенными крышами, наконец, дубовый лес по р. Медведице, река, разделённая на два русла песчаной отмелью, бледно-зелёные ивы и на ее берегу — всё это мелькнуло и торопливо скрылось из глаз».
К 1873 году Михайловка значительно выросла: в слободе было уже 437 дворов и 17 изб с населением около 2555 человек. Основу экономики по-прежнему составляли сельское хозяйство, мелкое ремесло и торговля. Особую роль играла Этапная улица (ныне Народная), где располагалась тюрьма, служившая транзитным пунктом для арестантов, направлявшихся из Царицына и Астрахани.

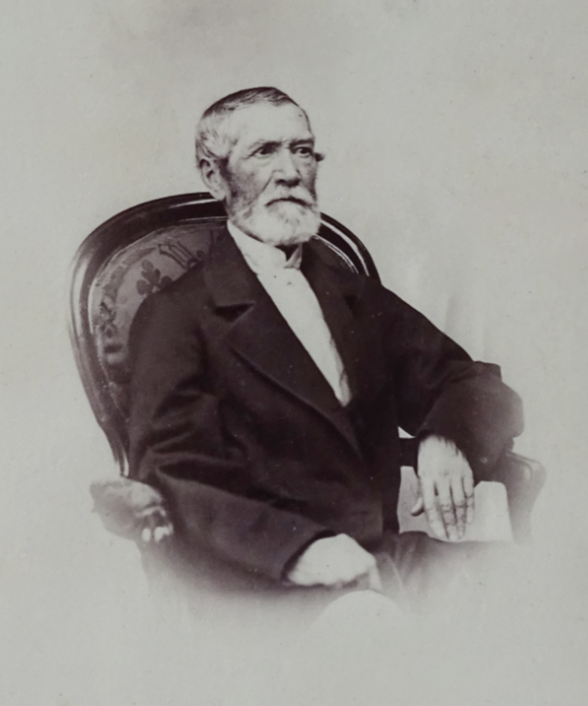
Михаил Васильевич Себряков

В 1876 году на средства семьи Себряковых открылась церковно-приходская школа на 20 мест для мальчиков. Глава семьи, Михаил Васильевич Себряков, был глубоко верующим человеком, что сказалось и на судьбе его дочери — Анны Себряковой, впоследствии ставшей игуменьей Арсенией Усть-Медведицкого монастыря.
К 1891 году социальная и почтово-связная инфраструктура продолжала развиваться. В слободе открылось почтово-телеграфное отделение V класса, располагавшееся в небольшом домике. Обслуживание осуществлялось всего одним письмоносцем, который доставлял почту дважды в неделю. В этом же году было построено каменное здание школы грамоты при Михайло-Архангельской церкви, позже преобразованное в церковно-приходскую мужскую школу.
К концу XIX века Михайловка превратилась в один из ведущих торгово-промышленных центров округа. В районе станции Себряково появились элеваторы, лесные склады, маслобойки, кузницы, кожевенные и кирпичные заводы. В 1892 году на улице Казначейской (ныне Торговая) было открыто отделение Русско-Азиатского банка. В 1897 году начала работать первая амбулатория, а по инициативе Анны Васильевны Черныш, представительницы фамилии Себряковых, на улице Лабазной (ныне Пирогова) открылась первая больница на 10 коек.
В 1898 году, благодаря совместному ходатайству помещика Себрякова и местного купечества, Михайловке был официально присвоен статус волости Области Войска Донского. Численность сословных групп выглядела следующим образом: 16 потомственных дворян, 33 личных дворянина, 13 представителей духовенства, 71 донской казак, 446 мещан, 3208 крестьян и прочие категории. Экономически слобода в это время превзошла даже окружной центр — станицу Усть-Медведицкую.
Михайловка стала притягивать ремесленников и рабочих, селившихся в районе железной дороги. Ремеслом занимались 1240 человек, а торговлей — 837 человек. Немецкий промышленник И. Л. Вебер построил рядом со станцией паровую «Белую» мельницу (впоследствии — комбикормовый завод), а в 1898 году — вторую, «Красную» мельницу, что положило начало формированию местного рабочего класса.
Таким образом, вторая половина XIX века стала важным этапом становления Михайловки как экономического, административного и социального центра. Развитие железной дороги, торговых связей, промышленности, образование и здравоохранение обеспечили слободе устойчивый рост и стратегическое значение в регионе.

### Начало XX века
В начале XX века Михайловка продолжала активно развиваться как крупный промышленный и торговый центр Усть-Медведицкого округа. Об изменениях того периода писал писатель Ф. Д. Крюков в очерке «В родных местах» (1903), с удивлением отмечая масштабное преобразование слободы:

«Он сошёл с поезда на Себряковском вокзале и вошел в слободу Михайловку. За двадцать лет слобода изменилась до неузнаваемости. Вместо хохлацких мазанок – большие, железом крытые дома, магазины с зеркальными окнами, многоэтажные заводские корпуса. И много народу...».

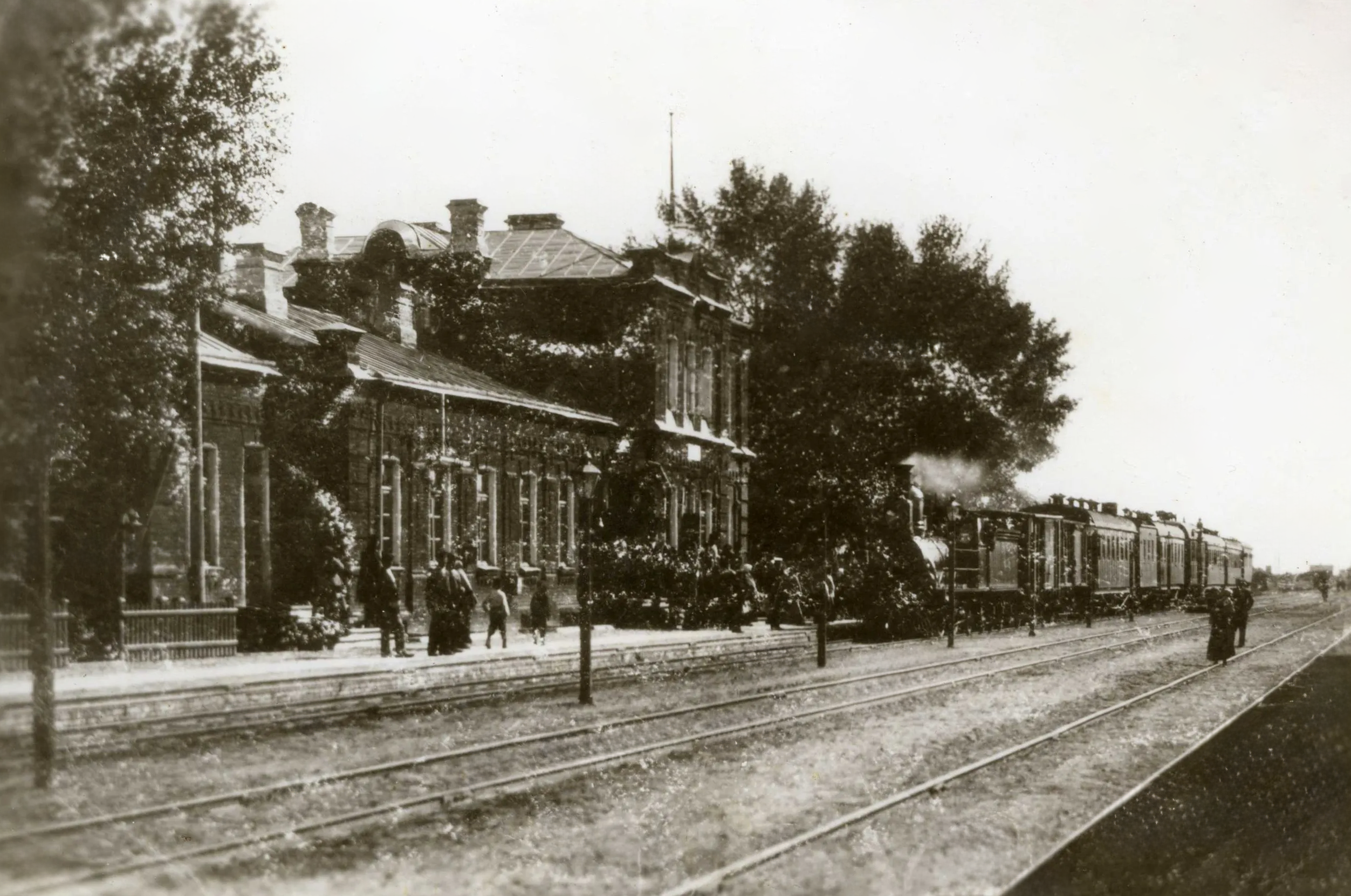
Железнодорожная станция Себряково, начало XX века

К 1900 году, согласно административным требованиям Области Войска Донского, для получения официального статуса слободы Михайловке было необходимо иметь две церкви. В том же году на Новой площади (ныне территория между школой № 2 и педагогическим колледжем) была построена и 13 ноября освящена церковь Николая Чудотворца. К моменту открытия прихожанами храма числилось более 4900 человек, включая как православных, так и старообрядцев. С 22 сентября 1902 года при церкви начала работу церковно-приходская женская школа.
Развивалась и культурная инфраструктура. В 1901 году в Михайловке появилась первая типография, выпускавшая рекламные и упаковочные материалы. В слободе действовали три клуба, в том числе — клуб приказчиков и клуб на улице Садовой. Работал киноклуб «Аванс». В 1902 году немецкий промышленник И. Л. Вебер построил мучной склад на углу улиц Казначейской (ныне Торговая) и Большой (ныне Мира). После революции 1917 года в его здании была размещена электростанция, позднее — районные электросети.

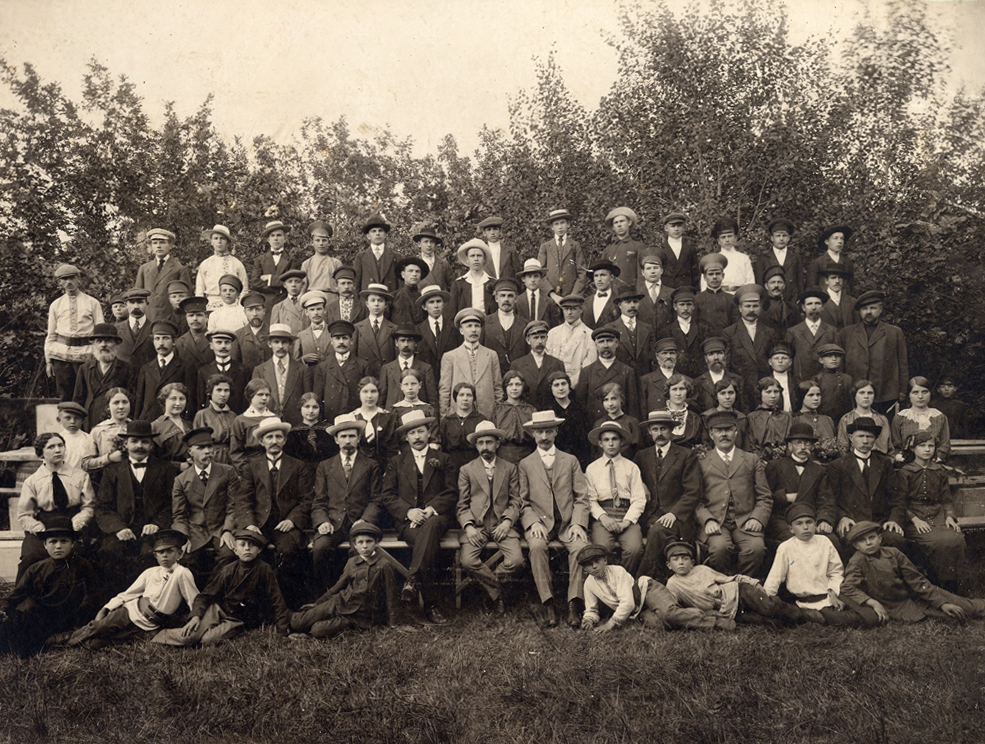
Торговый дом «Ширяев-Аксенов-Веретенниковы» в слободе Михайловка в 1906 году

Важным событием стало открытие в августе 1903 года низшей ремесленной школы с отделениями слесарного и столярного дела. Образовательная сеть Михайловки продолжала формироваться: в начале века в слободе действовали четыре начальные школы — две церковно-приходские, народная школа и частная женская гимназия Евгении Никаноровны Себряковой-Кулагиной, в которой обучалось 120 учениц.

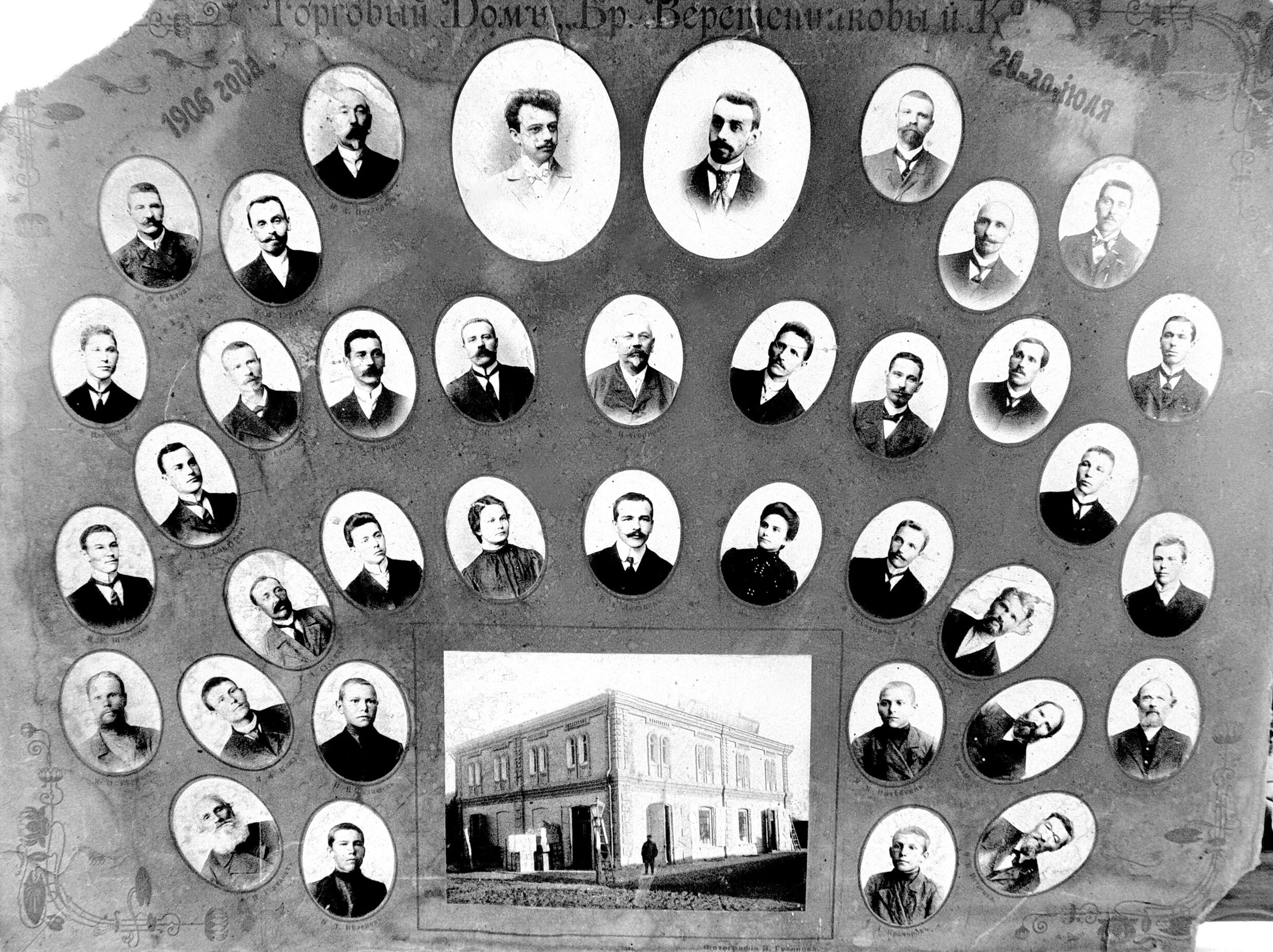
Торговый дом братьев Веретенниковых, 1906 год

На волне революционных событий октября 1905 года в Михайловке и на станции Себряково вспыхнули массовые волнения. В забастовочном движении участвовали железнодорожники, рабочие мельниц, почтово-телеграфные служащие, приказчики и батраки. В ходе протестов было принято решение об упразднении волостного и сельского правления, учреждении союза рабочих, служащих и крестьян, а также публикации постановлений о передаче помещичьих земель крестьянам, установлении восьмичасового рабочего дня и повышении зарплат. В начале ноября властями было задержано около 60 человек.
Экономическая жизнь продолжала развиваться, в том числе с участием местных предпринимателей. В 1908 году было создано кредитное товарищество И. Т. Грабилина, к 1914 году объединявшее 1075 пайщиков и обладавшее капиталом в 104 740 рублей.

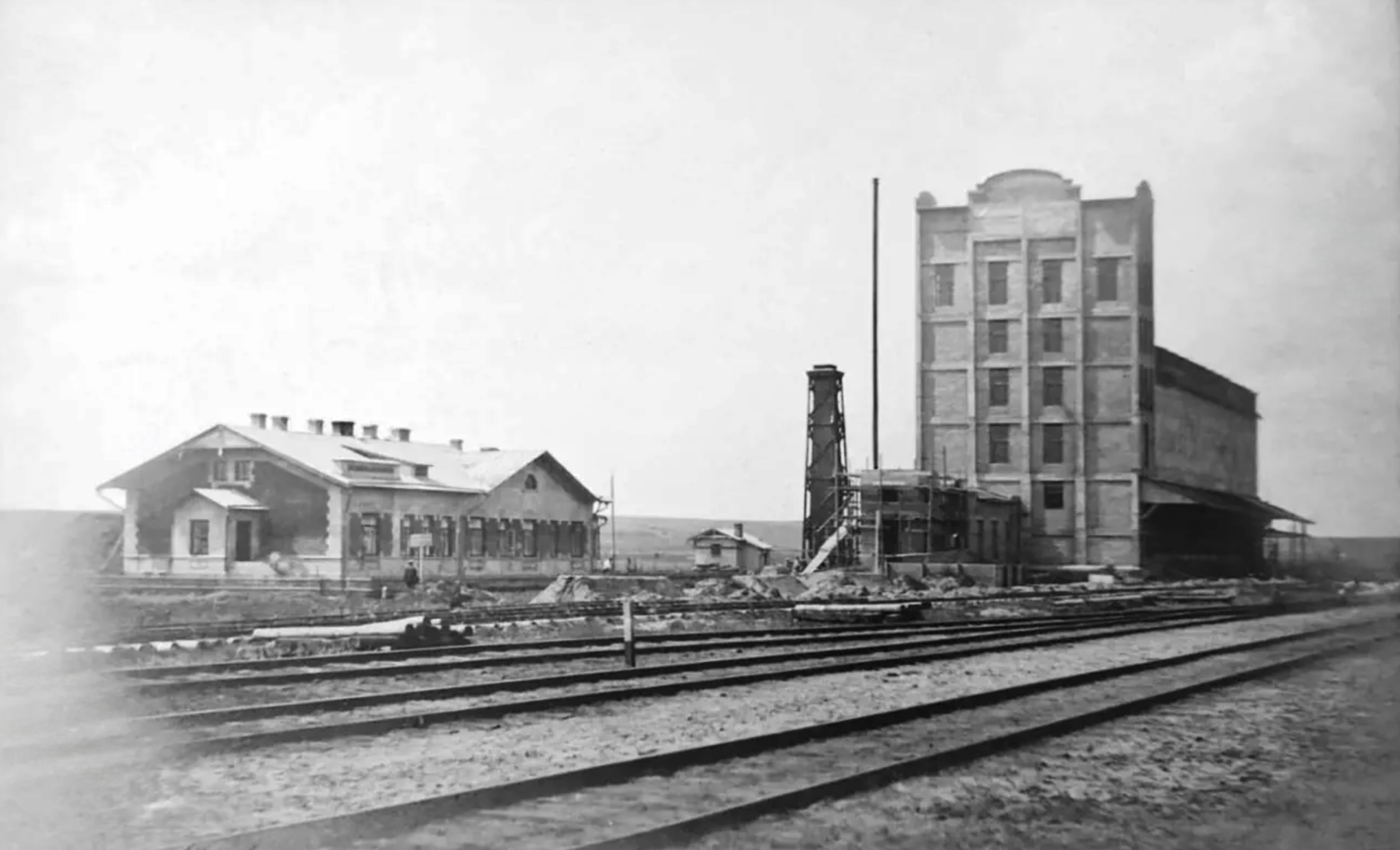
Элеватор в 1916 году

Значительное развитие получила торговая и промышленная инфраструктура. В 1913 году предприниматель П. А. Андреев открыл фотостудию на углу улиц Семёнова и Казначейской (ныне улицы Мира и Торговая), выстроив одноэтажное кирпичное здание. В 1914 году в городе были возведены элеватор «Банковский» и зерносушилка «Рендольф».
Важную роль в управлении слободой играли местные органы самоуправления. Волостное правление, возглавляемое выборным старшиной, выполняло функции по сбору податей, воинскому учёту, исполнению государственных распоряжений, а также занималось нотариальной и почтовой деятельностью. Кроме того, в Михайловке существовала купеческая управа — сословный представительный орган. Её староста организовывал выборы, следил за распоряжениями и учётом гильдий, взимал налоги. Купеческое сословие играло заметную роль в экономике и общественной жизни слободы, выполняя функцию посредника между местными предпринимателями и органами власти.
Однако с ростом капиталистических отношений в слободе усиливалось и социальное неравенство. Купцы и владельцы производств составляли узкую, но влиятельную элиту, тогда как большая часть населения — батраки, ремесленники и наёмные рабочие — находилась в бедственном положении. Это усиливало социальную напряжённость и формировало устойчивые протестные настроения, которые проявились в активном участии михайловцев в революционных событиях начала XX века.

### Гражданская война
С наступлением революционных событий 1917 года в Михайловке, как и во многих уголках Российской империи, начались масштабные социально-политические изменения. Уже в марте 1917 года в слободе проходили многочисленные митинги и демонстрации. Однако власть в округе по-прежнему сохранялась за выборными атаманами и старшинами.

1 мая 1917 года Временный исполнительный комитет Михайловки рассмотрел вопрос о разделе помещичьих земель в пользу крестьян. В сентябре того же года местные большевики начали формировать профсоюзы для мельничных и деревообрабатывающих рабочих. В этот период в Михайловке появились участники штурма Зимнего дворца, которые делились воспоминаниями об Октябрьской революции и зачитывали обращения В. И. Ленина. В начале ноября состоялись выборы в Совет рабочих и крестьянских депутатов, по итогам которых победу одержали сторонники большевиков. Вскоре были организованы объединения: «Союз фронтовиков» под руководством И. А. Бирюкова и «Союз рабочих и служащих» во главе с Н. П. Топчиевым.

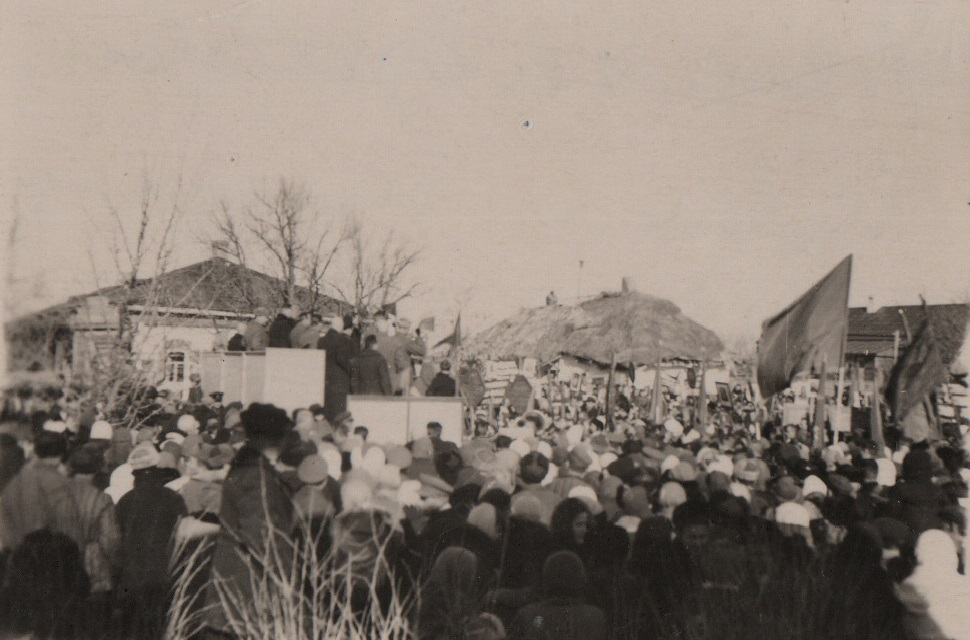
Митинг на Новой площади в 1917 году

31 декабря 1917 года власть в Михайловке официально перешла к революционному комитету (Ревкому), председателем которого стал М. К. Шейкин. Однако уже в начале января 1918 года в слободу прибыл контрреволюционный отряд имени Степана Разина, разогнавший Ревком. Вскоре белогвардейцы были вытеснены из Михайловки революционным отрядом из Царицына, после чего в слободе вновь установилась советская власть. Эти события подробно описаны в воспоминаниях писателя Ф. Д. Крюкова:
Утром 12-го января слобода Михайловка была разбужена пушечным громом и пулеметной трескотней. Расторопные люди с окраин сообщили: пришли красногвардейцы из Царицына с четырьмя казачьими пушками, обстреливают винный склад. И сразу все михайловские жулики, воры, шибаи, карманники бросились помогать царицынской армии – кто чем мог: соглядатайством, шпионажем, агитацией в гарнизоне. Гарнизон с полной готовностью сдал винтовки этим гражданам. Даже гражданки кое-какие щеголяли в это время с казачьими ружьями в руках. Маленький партизанский отряд геройски встретил нападающих, перестрелял несколько десятков, но, потеряв командира, решил уйти – поезд его стоял всё время под парами. Слобода, винный склад и все прочие учреждения снова перешли в ведение советской власти.
После установления контроля советские отряды провели в Михайловке карательные мероприятия. По различным источникам, были расстреляны 36 офицеров, причисленных к числу «кадетов» — как представителей контрреволюции. Ф. Д. Крюков в своих воспоминаниях так описывает эти события:
Перестреляли несколько десятков офицеров за то, что «кадеты». Трудно было хоть приблизительно уяснить, какое содержание влагала толпа в это фатальное наименование: кадет. Благозвучное словечко – контрреволюционер – слобожанину не под силу было выговорить. Да и равнодушен он был как к революции, так и к контрреволюции. Сказано: бей кадета! – он и усердствовал и стрелял в 12-летних мальчуганов-гимназистов, не сомневаясь, что это и есть самые доподлинные кадеты; стрелял в студентов, полагая, что это – тоже «кадеты» старшего возраста, или «юнкаря», убивал учителей, священников – тоже «ученые» люди, значит – бывшие «кадеты».
13 января 1918 года в Михайловке состоялись довыборы в Ревком. 26 января официально была провозглашена советская власть в слободе при поддержке рабочих Царицына. Начали работу Советы рабочих и крестьянских депутатов. К концу января в Михайловке разместились части Красной гвардии, включая солдат и матросов, установив оборону с помощью окопов и проволочных заграждений. Местное население было мобилизовано и привлечено к военным работам.
С 15 по 20 февраля 1918 года в Михайловке состоялся первый Окружной съезд Советов, по результатам которого слобода была определена как центр Усть-Медведицкого округа.

В этот период усилилась борьба с силами Белого движения. Под командованием А. В. Голубинцева войска белых предпринимали попытки отбить Михайловку, однако в июне 1918 года наступление провалилось из-за нехватки оружия. Несмотря на мобилизацию до 10 000 повстанцев, оборону слободы удалось удержать.

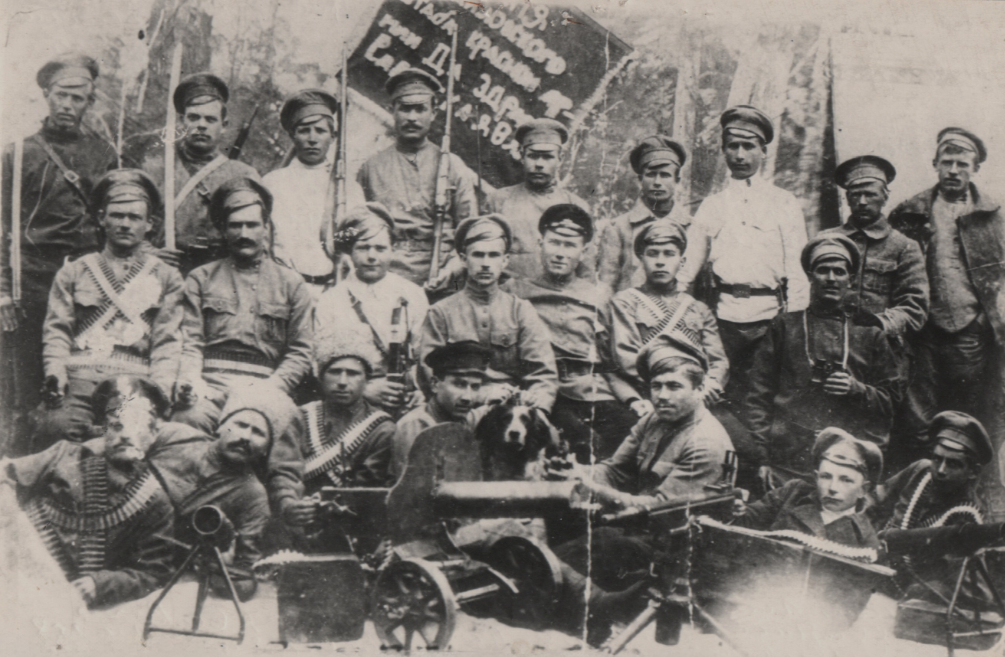
Пулемётная команда михайловской дружины Красной гвардии в апреле 1918 года

В июле того же года, после прибытия свежих сил Донской армии, белогвардейцы получили подкрепление. В середине месяца началось общее наступление под командованием генерала А. П. Фицхелаурова, в результате которого Красная гвардия была вынуждена оставить Михайловку. В этом наступлении участвовал и Фёдор Крюков, получивший лёгкую контузию от артиллерийского снаряда.
Окончательное установление советской власти в Михайловке произошло только в конце 1919 года, после разгрома армии Деникина и отступления белогвардейских войск на юг.

### Межвоенный период

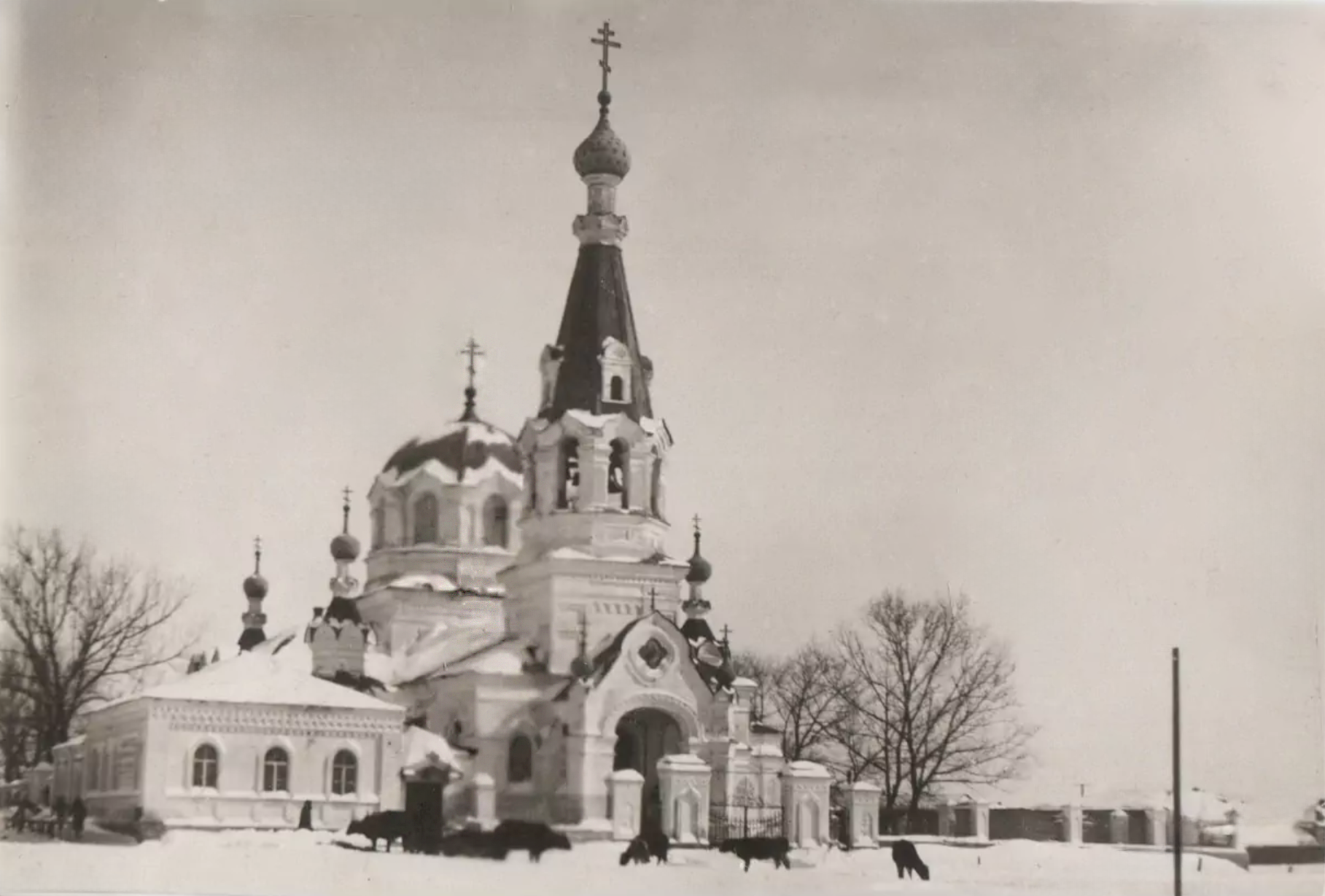
Михаило-Архангельская церковь в 1912 году

С установлением советской власти в 1920 году в Михайловке произошли значительные преобразования в системе управления. Революционный комитет был упразднён, а его функции перешли к исполкому волостного Совета рабочих, крестьянских и красноармейских депутатов. Новый орган власти организовал работу нескольких ключевых отделов — народного образования, здравоохранения и местного хозяйства.
В 1928 году в поселении состоялся первый районный съезд Советов, в ходе которого был избран районный исполнительный комитет. В 1939 году был образован Совет депутатов трудящихся рабочего посёлка Михайловка — новый выборный орган местного самоуправления.
Одним из центров общественно-политической жизни стала здание бывшего купеческого клуба, где в 1917 году прошли значимые события, включая I Окружной съезд Советов и выступление председателя ВЦИК М. И. Калинина.
Существенные изменения произошли в сфере образования. В августе 1918 года в здании дореволюционной гимназии по переулку Парижскому была открыта школа I и II ступени. В 1925 году на её основе организовали школу рабочей и крестьянской молодежи, реорганизованную в 1931 году в девятилетнюю школу № 1. В 1934 году открылась начальная школа № 3, которая год спустя получила статус семилетней. В сентябре 1935 года в Михайловке начала работу первая общеобразовательная школа, а в декабре 1939 года открылась семилетняя школа № 2.

Квалифицированные кадры для образования стали готовить в агропедагогическом техникуме, решение об открытии которого было принято 16 декабря 1928 года Президиумом Хопёрского окружного исполнительного комитета. В 1937 году в рабочем посёлке была также организована межрайонная сельскохозяйственная школа, специализировавшаяся на подготовке агротехников, пчеловодов и лесомелиораторов.

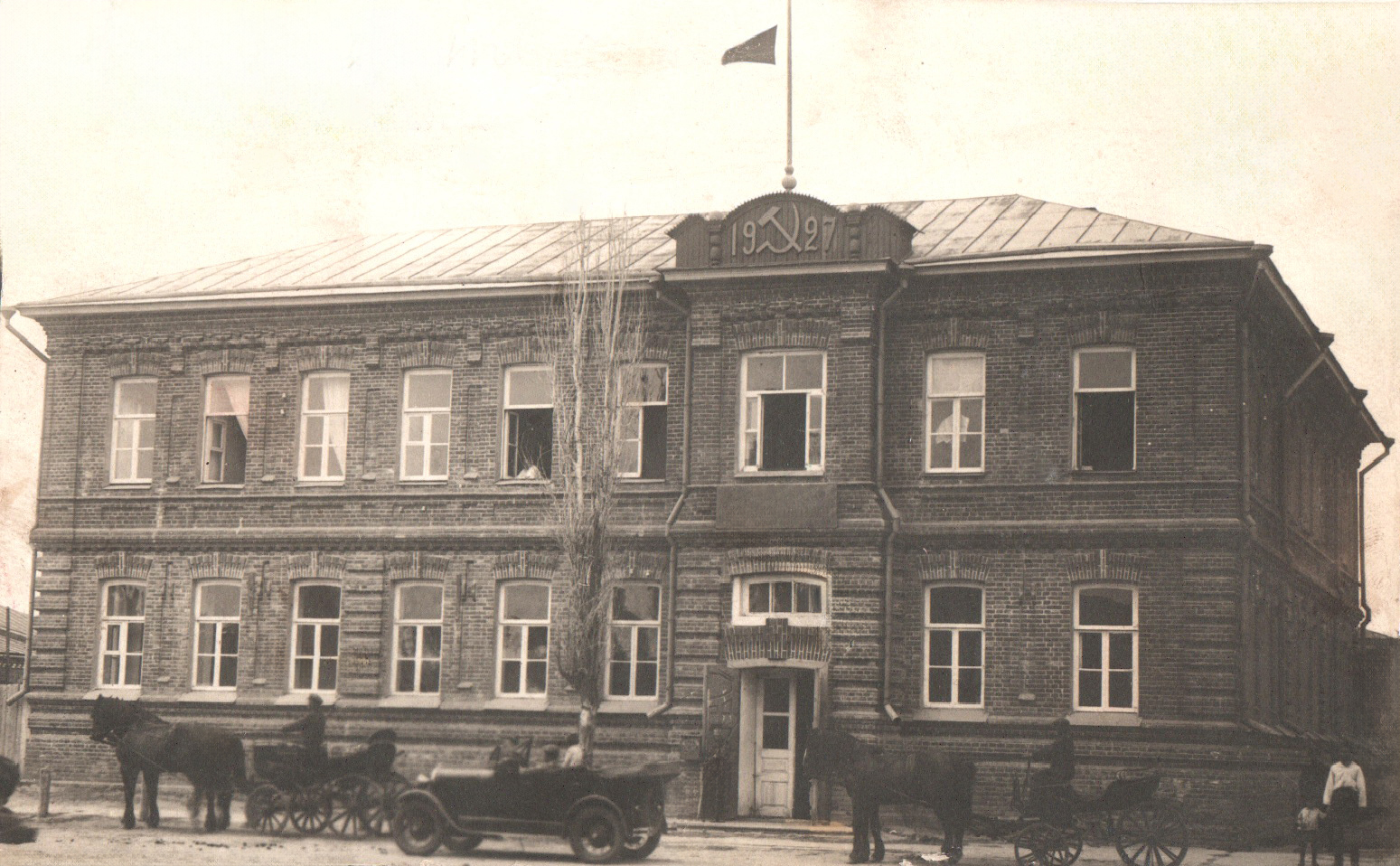
Здание михайловского райисполкома в 1927 году

В 1924 году первая амбулатория города начала работу в доме купца Аксёнова. В 1934 году на улице Лабазной было построено здание районной больницы на 75 коек. Впоследствии, в 1936 году, в больнице появились узкопрофильные кабинеты — офтальмологический, неврологический и рентгенологический.
Развитие социальной сферы продолжилось в сентябре 1928 года с открытием отделения социального обеспечения, ведавшего вопросами начисления пенсий, пособий, включая выплаты при рождении ребёнка.
Формирование новой экономики сопровождалось активным строительством объектов транспортной и информационной инфраструктуры. В 1925 году было завершено строительство нового железнодорожного вокзала. В 1930 году на улице Почтовой был построен двухэтажный дом связи, в котором работали 130 человек, включая 15 письмоносцев. В том же году в городе появились первые киоски «Союзпечати».
Развивалась и пищевая промышленность. В 1931 году начал работу маслосырзавод, а в 1934 году — консервный завод, обеспечивавший продовольственную продукцию не только для местного населения, но и для нужд других регионов. Развивалась и финансовая инфраструктура — 10 января 1923 года на улице Казначейской (ныне — Торговая) открылось отделение Государственного банка.
В 1934 году, в рамках масштабной административной реформы, слобода Михайловка была преобразована в рабочий посёлок. По данным того периода, в посёлке насчитывалось 2 323 двора, а население составляло 13 171 человек. Появлялись новые службы и учреждения: в январе 1935 года была организована первая пожарная часть, а к 1939 году уже функционировала телефонная станция на 130 номеров (против 40 номеров в 1934 году), что свидетельствует о быстром росте технической оснащённости и уровня организации городской инфраструктуры.
Также в эти годы Михайловка лишилась Николаевской и Михайло-Архангельской церквей, которые были разрушены в рамках государственной антирелигиозной кампании.
По данным переписи населения 1939 года, численность населения рабочего посёлка Михайловка составляла 17 741 человек. Общая протяжённость уличной сети достигала около 60 км, однако замощённых дорог в посёлке не было, как и канализации или централизованного водопровода, что существенно осложняло санитарные условия и повседневную жизнь горожан.
Несмотря на это, к концу 1930-х годов в Михайловке сформировалась развитая сеть социальных, образовательных и бытовых учреждений. В посёлке действовали: больница на 80 коек, аптека, поликлиника, родильный дом на 25 мест, школа медицинских сестёр, педагогическое училище, 7 школ, 5 постоянных и 27 сезонных детских садов. В экономической инфраструктуре функционировали элеватор, три хлебопекарни, молочная кухня, 49 торговых точек, швейная мастерская, а также услуги бытового характера предоставляли 4 парикмахерские и 4 фотоателье. Действовали детская техническая станция, два кинотеатра общей вместимостью 660 мест, и общественная баня на 56 человек.

### Великая Отечественная война
В первые месяцы Великой Отечественной войны из Михайловки было мобилизовано 10 378 человек. Город принимал эвакуированных из Ленинграда, Москвы, Киева и Харькова, предоставляя им работу, жильё и питание.
В 1942 году, когда немецко-фашистские войска стремились перерезать стратегически важную железнодорожную магистраль Сталинград — Москва, линии фронта приблизились к Михайловке вплотную — наступление противника было остановлено всего в 80 километрах от города. В период с осени 1942 года до весны 1943 года Михайловка фактически стала ближайшим тыловым пунктом Донского фронта, играя важнейшую роль в обеспечении войск.
23 июля 1942 года Михайловка подверглась первому массированному авиационному налёту. В результате бомбардировки была уничтожена железнодорожная станция Себряково, повреждён консервный завод, возник масштабный пожар на складах. Позднее были разрушены или серьёзно пострадали здания райкома партии, исполкома райсовета, педагогического училища, почты и телеграфа, а также несколько жилых домов.
Железнодорожная станция Себряково выполняла стратегическую транспортную функцию: за годы войны через неё прошло более 500 тысяч железнодорожных вагонов с военными грузами, эвакуированными и ранеными. Двенадцать железнодорожников станции погибли при исполнении своих обязанностей. За проявленные мужество и самоотверженность многие из них были удостоены государственных наград.
С октября по декабрь 1942 года в Михайловке дислоцировался 4427-й эвакуационный госпиталь 61-го фронтового эвакуационного пункта. Кроме того, в городе были размещены госпиталь № 3245 — в здании педагогического училища и школы № 2, а также госпиталь № 3246 — в здании школы № 1. В районе действовали также 27 полевых госпиталей, куда поступали тяжелораненые участники боёв.
Погибших войнов хоронили на территории города. Те, кто был награждён орденами (всего 13 человек), были захоронены в индивидуальных могилах на аллее улицы Семёнова (ныне — улица Мира), рядом с памятником В. И. Ленину. Остальные были погребены в братской могиле на кладбище по улице Краснознаменской. По приблизительным данным, на этом кладбище покоятся останки более 1000 участников Сталинградской битвы.
Военное время ознаменовалось также высокой самоотдачей тружеников тыла. Жители Михайловки активно участвовали в сборе средств на постройку боевой техники — самолётов и танков. Работники швейной мастерской изготавливали полушубки, брюки, фуфайки и бельё для нужд фронта. Михайловский консервный завод выпускал как зажигательные бутылки, так и пищевые брикеты. Ремонтный завод, механические мастерские и МТС занимались восстановлением военной техники и вооружения.
По окончании войны на фронтах не вернулись около 6000 жителей Михайловки. За личное мужество и героизм трое михайловцев были удостоены звания Героя Советского Союза.

### XX в. Послевоенный период

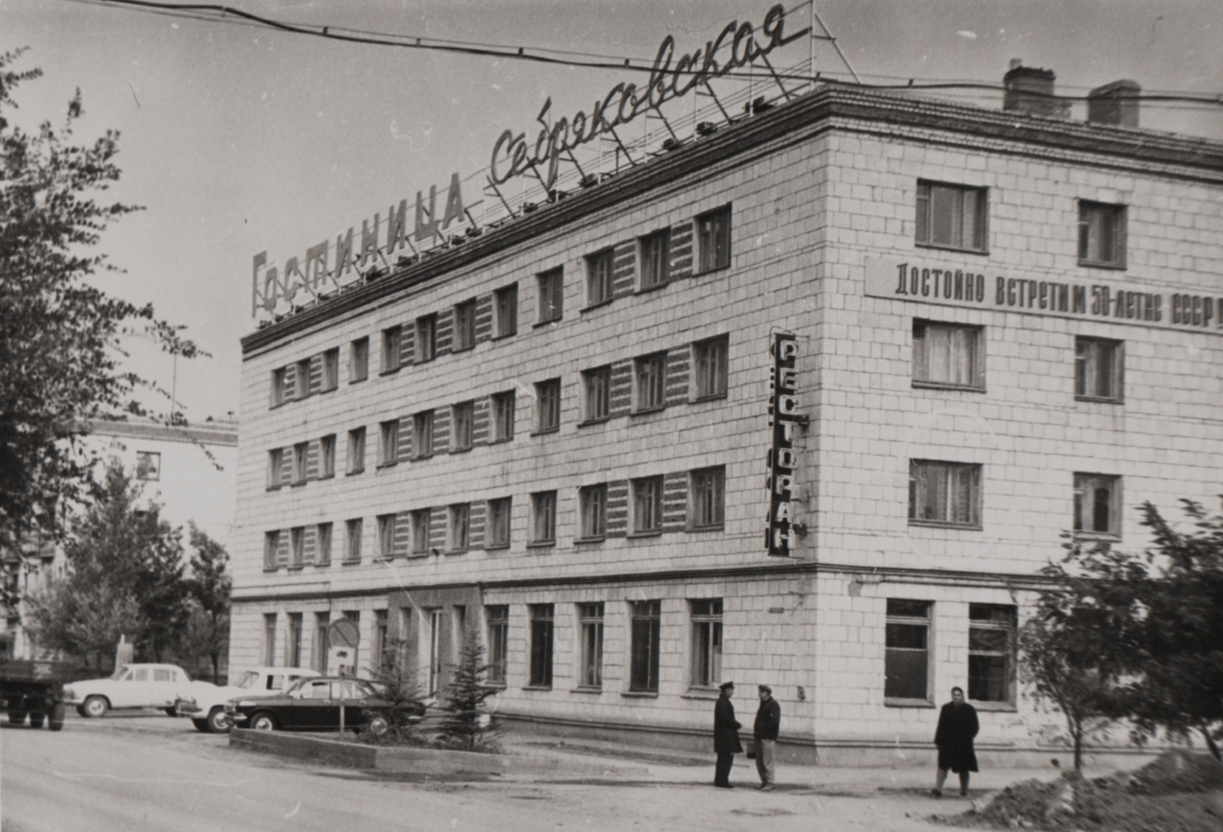
Гостиница «Себряковская» в 1972 году

Во второй половине XX века Михайловка переживала период активного индустриального и социального развития, что способствовало её превращению в значимый промышленный центр Волгоградской области.
После окончания Великой Отечественной войны город начал восстанавливаться от разрушений и постепенно расширял свою инфраструктуру. В 1948 году рабочий посёлок Михайловка получил статус города районного подчинения. В том же году на улице Ремесленной начал работу ремонтный завод, позднее преобразованный в завод пусковых двигателей.

Согласно постановлению Совета Министров СССР от 23 марта 1948 года, в городе было начато строительство Себряковского цементного завода, призванного обеспечить восстановление Сталинграда и других ключевых объектов страны. Строительные работы начались в 1949 году, а 28 сентября 1953 года была зажжена первая печь предприятия. К концу 1954 года завод вышел на проектную мощность — 600 тыс. тонн цемента в год. В 1956 году ввели в эксплуатацию четвёртую вращающуюся печь, что позволило существенно увеличить объёмы производства. В 1962 году предприятие было модернизировано, а в 1972 году на нём была внедрена первая в отрасли автоматизированная система управления производством. Продукция завода активно использовалась при строительстве крупных объектов, включая Останкинскую телебашню, монумент «Родина-мать зовёт!», Волжскую ГЭС, а в XXI веке — объектов к Олимпийским играм 2014 года в Сочи и чемпионату мира по футболу 2018 года.

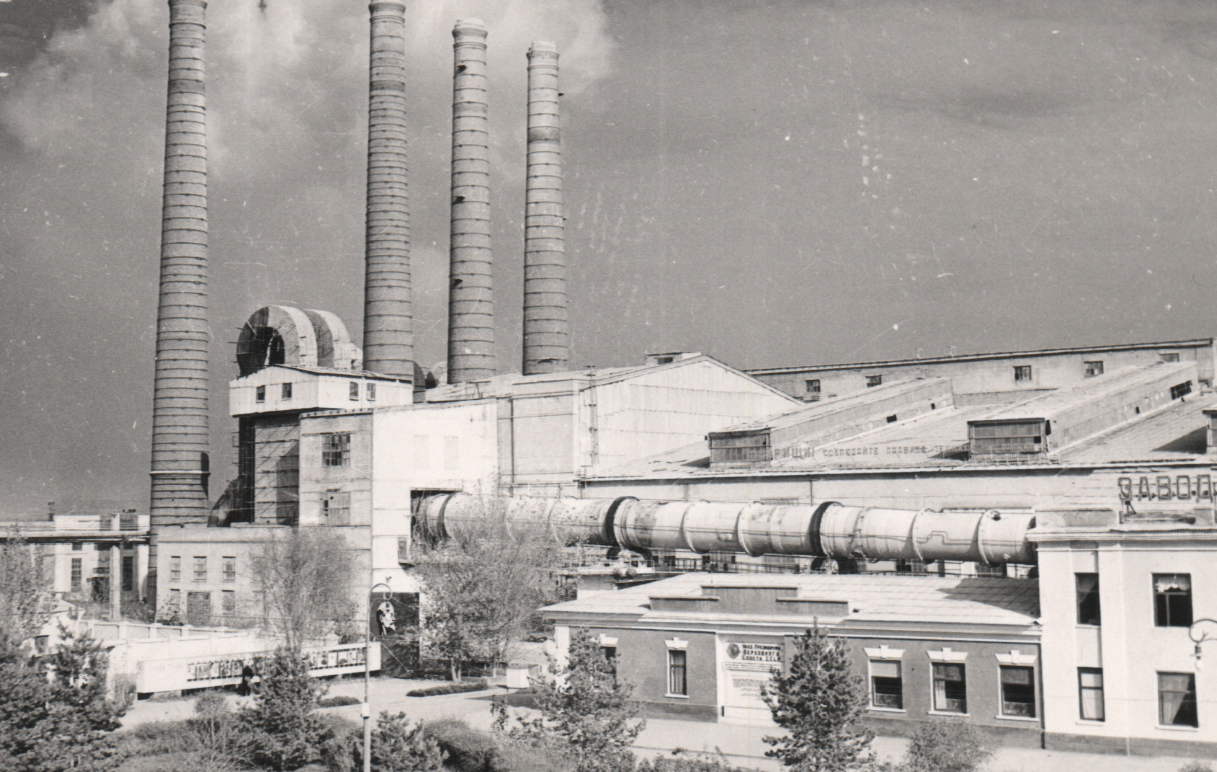
Себряковский цементный завод в 1973 году

В 1949 году была открыта благоустроенная взлётно-посадочная площадка нового аэропорта для самолётов Ан-2, Ан-10 и Ан-24. Однако в 1965 году пассажирские перевозки прекратились, и аэропорт был закрыт.

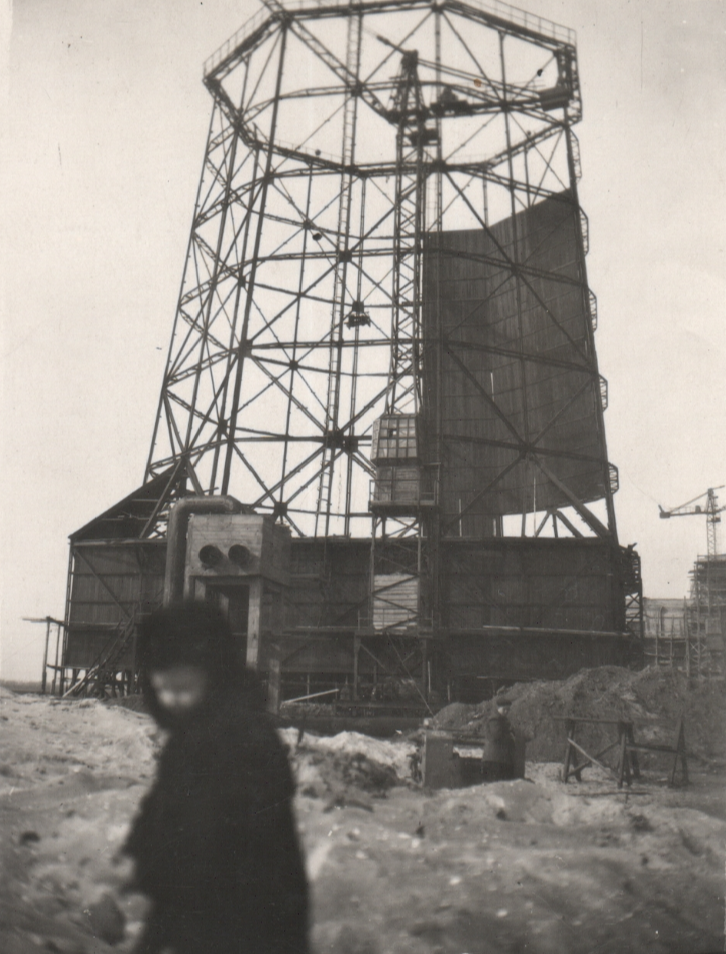
Строительство Себряковского цементного завода в 1950 году

Развитие промышленности сопровождалось активным строительством жилья и учреждений. В 1950 году было начато строительство Михайловской гидроэлектростанции (мощность — 2,5 тыс. кВт), введённой в эксплуатацию в 1954 году. Однако уже в 1972 году её работу прекратили, а саму станцию демонтировали. В том же десятилетии были открыты киноремонтная мастерская и пуговичная фабрика.

В 1954 году начала работу Михайловская теплоэлектроцентраль. В 1950-е также активно развивалась система здравоохранения: были открыты онкологический диспансер (1954), противотуберкулёзный диспансер (1955) и родильный дом (1966). В 1957 году завершилось строительство Дома культуры цементников, в 1958 году — нового здания исполкома и хлебозавода. В этом же году в городе начал работу пивоваренный завод.

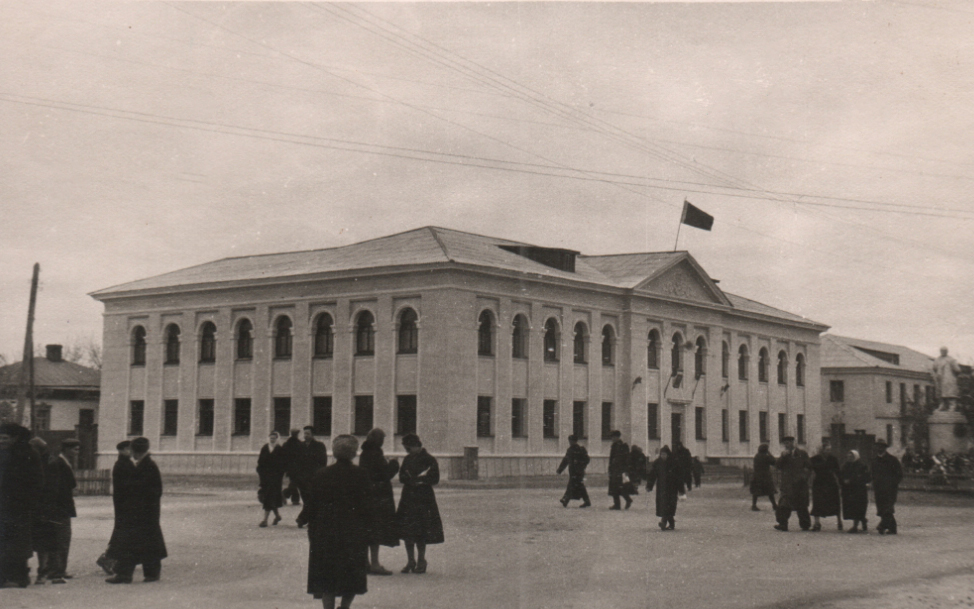
Здание Михайловского райисполкома в 1958 году

В 1960-х годах развивалась городская инфраструктура: началось строительство стадиона (1961), была установлена автоматическая телефонная станция, введена в эксплуатацию городская канализационная сеть и построена гостиница «Себряковская» (1964). В 1966 году началось вещание городской телевизионной станции с мачтой высотой 220 метров, а горожане зажгли Вечный огонь у обелиска на улице Коммуны, увековечив память павших в Великой Отечественной войне. В 1963 году Михайловка получила статус города областного подчинения.

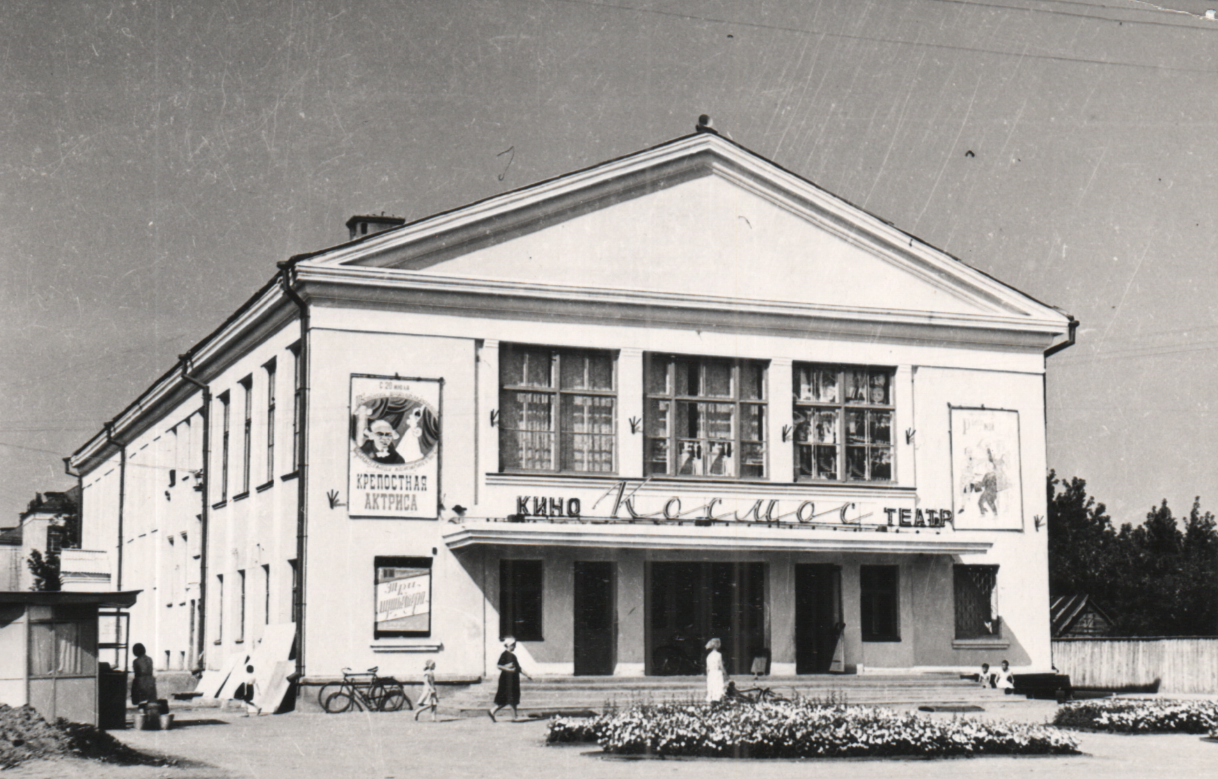
Кинотеатр «Космос» в 1964 году

В 1970 году на улице Ленина было построено здание автоматической телефонной станции на 1500 номеров, что обеспечило полную автоматизацию телефонной связи в городе и районе. В рамках программы механизации учёта в народном хозяйстве была создана городская машиносчётная станция, впоследствии преобразованная в информационно-вычислительную станцию (ИВС).

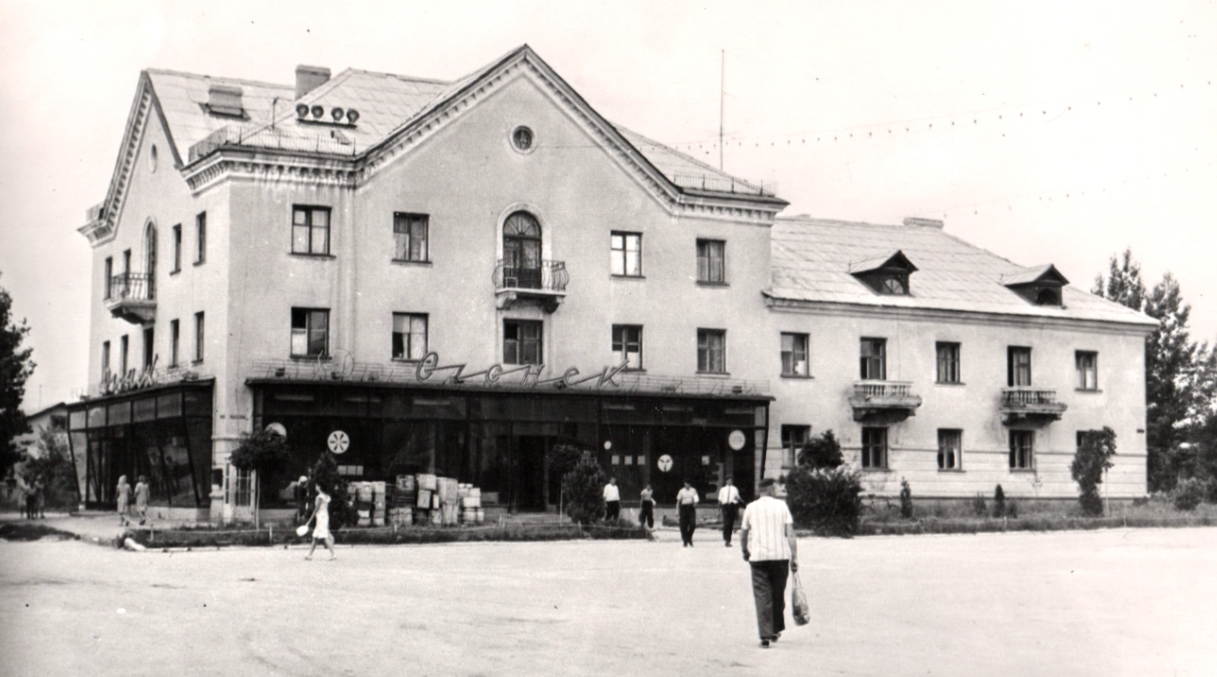
Открытие продовольственного магазина «Огонёк» в 1966 году

В 1972 году начал работу крупнейший в области маслосыродельный завод, а в 1973 году приступили к строительству хлебокомбината (введён в эксплуатацию в 1983 году). В 1973 году была построена новая бетонная автомагистраль Волгоград—Москва, прошедшая через Михайловку, что дало начало регулярному автобусному сообщению с областным центром. В 1975 году был заложен городской парк Победы в память о 6 тысячах михайловцев, погибших в Великой Отечественной войне.

В 1978 году в городе открылся плавательный бассейн «Нептун», а на северо-восточной окраине начал работу завод силикатного кирпича. Развитие здравоохранения продолжилось в 1979 году, когда было введено в эксплуатацию четырёхэтажное здание городской поликлиники на улице Некрасова, рассчитанное на 600 посещений в смену. В 1980 году построили новое здание автовокзала. В 1984 году открылось здание детской городской больницы на улице Леваневского, 2. В 1985 году началось строительство нового храма — Свято-Никольской церкви, освящённой 20 марта 1988 года.
Во второй половине XX века Михайловка стала одним из крупных промышленных и культурных центров Волгоградской области. В этот период наблюдалось активное развитие промышленных предприятий, рост населения, а также расширение социальной, транспортной и городской инфраструктуры, что обеспечило устойчивое развитие города в советское время.

### Современный период (с 1991 года)
После распада СССР в Михайловке началось формирование современной муниципальной власти. В 1991 году была создана администрация города. 12 февраля 1997 года Михайловская городская дума приняла Устав города, определяющий основы местного самоуправления. 22 декабря 1996 года был избран представительный орган местного самоуправления города Михайловки первого созыва в количестве 11 депутатов.
В сентябре 1995 года в городе был открыт филиал Волгоградского учебно-производственного коммерческого комплекса (впоследствии — АНПОО «Михайловский колледж бизнеса»), расположенный по адресу улица Вишнёвая, 86. В октябре того же года на улице 2-й Краснознаменской состоялось открытие памятника «Скорбящая мать», ставшего местом проведения памятных мероприятий, посвящённых участникам боевых действий в Афганистане и Чечне.
3 сентября 1997 года начало свою деятельность ООО «Производство Себряковминводы». Продукция предприятия, включённая в Федеральный реестр программы «100 лучших товаров России», широко представлена как в Волгоградской области, так и в других регионах страны.
Приказом Министерства образования России от 18 марта 2002 года в Михайловке открыт Себряковский филиал Волгоградской государственной архитектурно-строительной академии, расположившийся на улице Мичурина, 21.
29 декабря 2005 года был утверждён новый Устав городского округа город Михайловка Волгоградской области. В этом же году на улице 2-й Краснознаменской открылся торговый центр «Святогор», ставший одним из крупнейших объектов розничной торговли в городе.

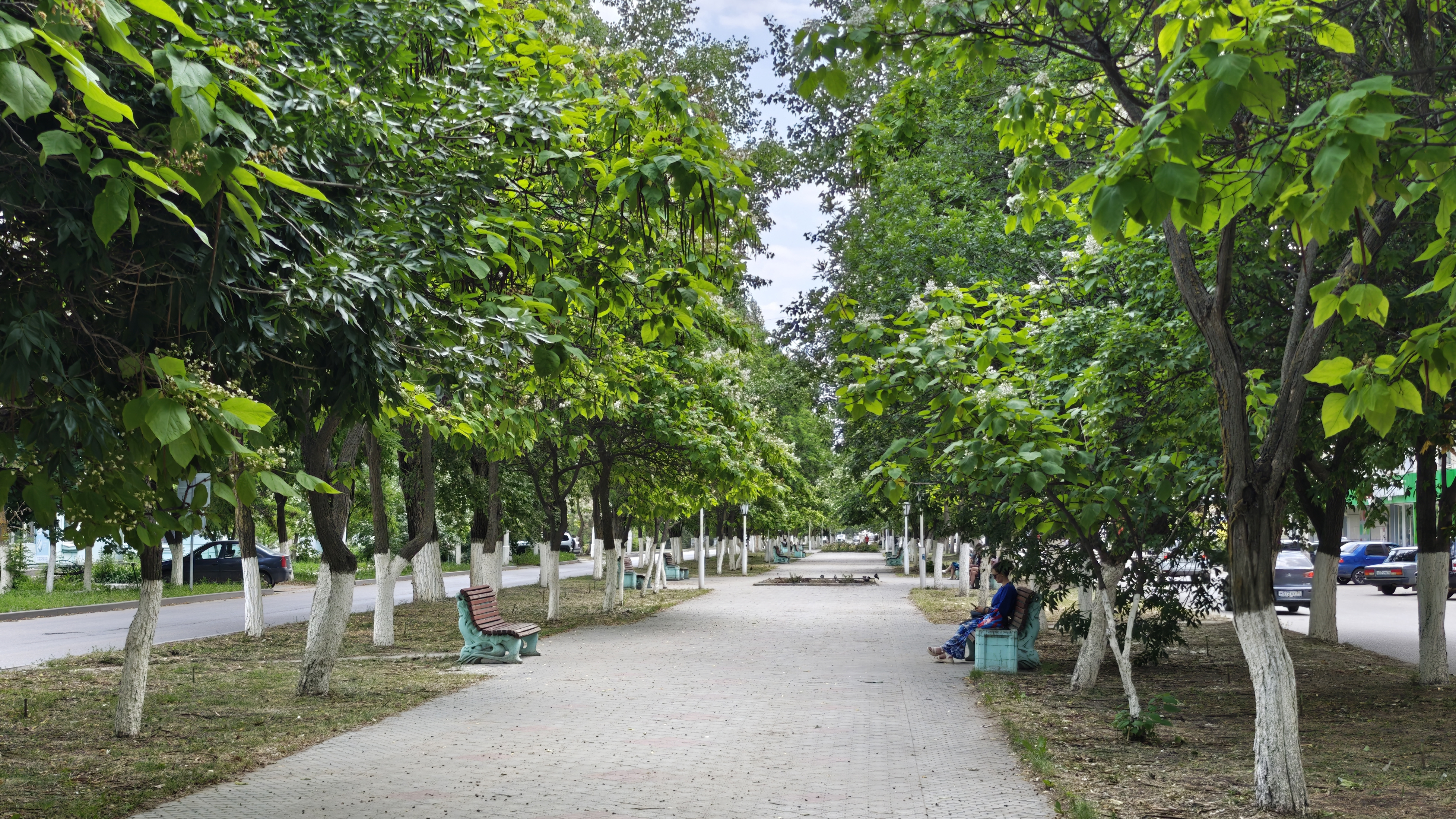
Пешеходная аллея на улицы Коммуны

26 октября 2009 года городская Дума утвердила официальные символы города: герб и флаг, автором которых стал волгоградский художник В. Э. Коваль.
12 июля 2012 года на основании Закона Волгоградской области от 28 июня 2012 года № 65-ОД «Об объединении сельских поселений, входящих в состав Михайловского муниципального района Волгоградской области, с городским округом город Михайловка Волгоградской области» произошло объединение города Михайловки и Михайловского района в единое муниципальное образование «Городской округ город Михайловка».
Распоряжением Правительства РФ от 29.07.2016 N 1398-р (ред. от 13.05.2016) «Об утверждении перечня моногородов» Михайловка была включена в список моногородов Российской Федерации с риском ухудшения социально-экономического положения.
В этом же году на улице 2-й Краснознаменской начал работу торговый центр «Михайловский» — ещё один важный объект торговой инфраструктуры города.
12 апреля 2019 года постановлением Правительства Российской Федерации № 428 на территории городского округа была создана территория опережающего социально-экономического развития (ТОСЭР) «Михайловка». Предприятия-резиденты получили налоговые и административные преференции, включая пониженные ставки по налогу на прибыль, сниженные страховые взносы, а также освобождение от налога на имущество и земельного налога в рамках инвестиционных проектов.
18 сентября 2019 года состоялось торжественное открытие памятника Марку Моисеевичу и Юрию Марковичу Смеховым, внёсшим значительный вклад в деятельность Себряковского цементного завода и в развитие городской промышленности.
В июле 2020 года на улице Фрунзе, 109 был открыт первый в городе рыбоперерабатывающий завод, ставший первым официальным резидентом ТОСЭР «Михайловка».
В 2020–2021 годах в рамках регионального проекта «Формирование комфортной городской среды» национального проекта «Жильё и городская среда» были проведены масштабные работы по реконструкции улицы 2-й Краснознаменской, одной из центральных транспортных и общественных артерий города. 18 декабря 2023 года, в рамках программы по модернизации системы здравоохранения после пандемии COVID-19, был открыт современный инфекционный межрайонный стационар, оснащённый клинико-диагностической лабораторией и специализированным инфекционным отделением.

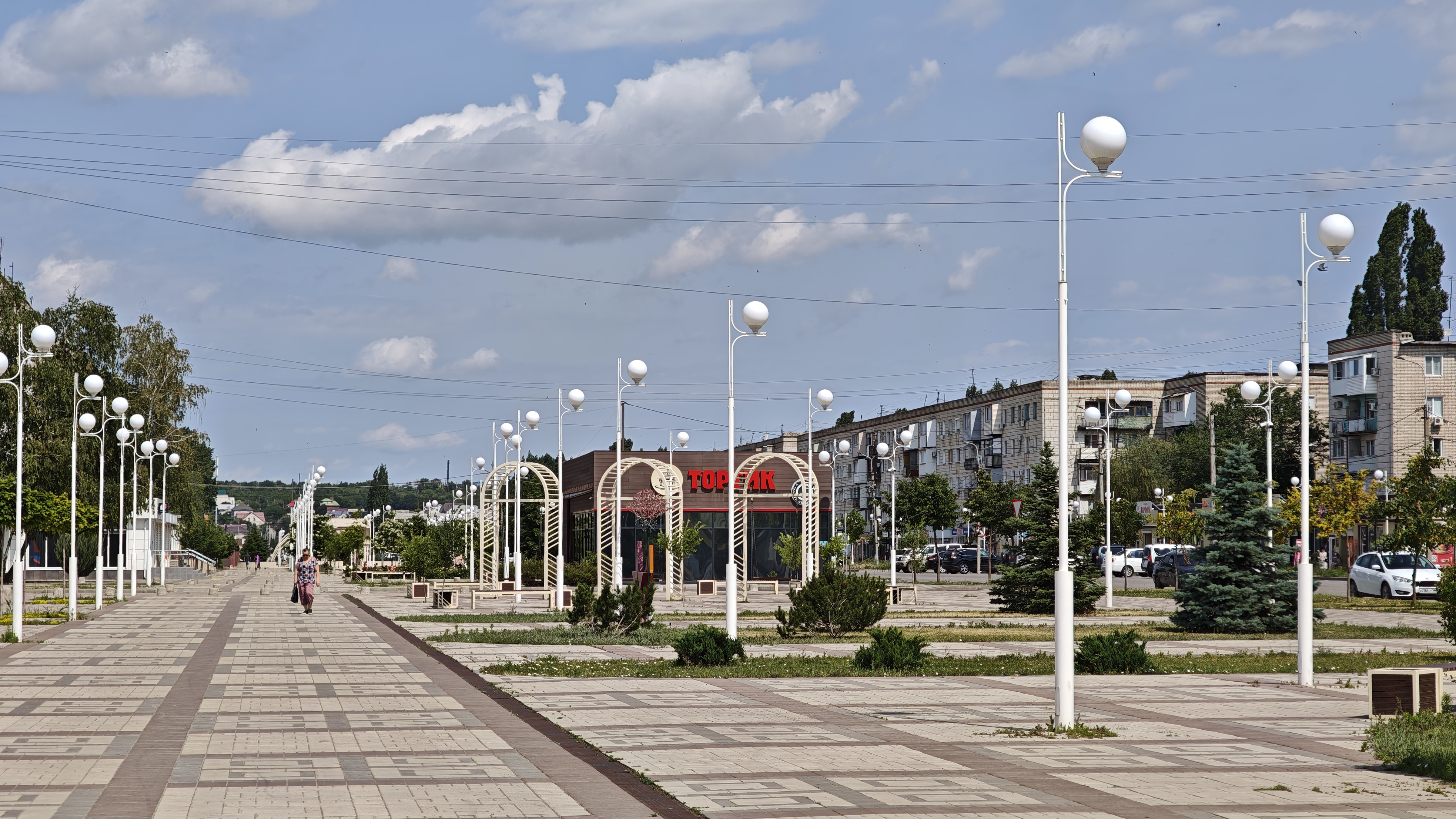
Улица 2-я Краснознаменская в 2025 году

18 октября 2024 года был принят Закон № 72-ОД «О наделении муниципального образования городской округ город Михайловка Волгоградской области статусом муниципального округа и внесении изменений в отдельные законодательные акты в связи с изменением статуса муниципального образования». Согласно данному закону, муниципальный округ город Михайловка не является вновь образованным муниципальным образованием, а сохраняет свой прежний статус.
По данным индекса качества городской среды за 2024 год, составленного Министерством строительства и жилищно-коммунального хозяйства Российской Федерации совместно с институтом развития ДОМ.РФ, Михайловка набрала 214 баллов из 360 возможных. Этот результат позволил городу получить статус населённого пункта с благоприятной городской средой.

## Инфраструктура

### Жилой фонд
Жилая застройка территории современной Михайловки начинается с конца XVIII века, когда переселенцы из слободы Николаевка (ныне Староселье) обосновались у озера Деревенского. К 1800 году в слободе насчитывалось 93 крестьянских двора с населением 1023 человека. Преимущественно это была деревянная одноэтажная застройка с соломенными и чаканными кровлями.

К 1869 году в Михайловке насчитывалось 198 дворов и 1782 жителя. В 1873 году — уже 437 дворов и 2555 человек населения. Строительство велось в основном саманное или деревянное, с хозяйственными постройками (амбары, сараи, печки). Улицы формировались стихийно и получали названия по родам занятий жителей или особенностям местности: Кирпичная, Кузнечная, Базарная и др. Более организованное развитие началось лишь к концу XIX века. В начале XX века распространилось каменное строительство, появились кирпичные купеческие дома и общественные здания. До 1917 года основную часть жилого фонда составляли одноэтажные частные дома. Многоквартирное жильё отсутствовало. Переход к более плотной, городской застройке начался в районе станции Себряково и базарной площади, однако в целом Михайловка сохраняла сельский облик.

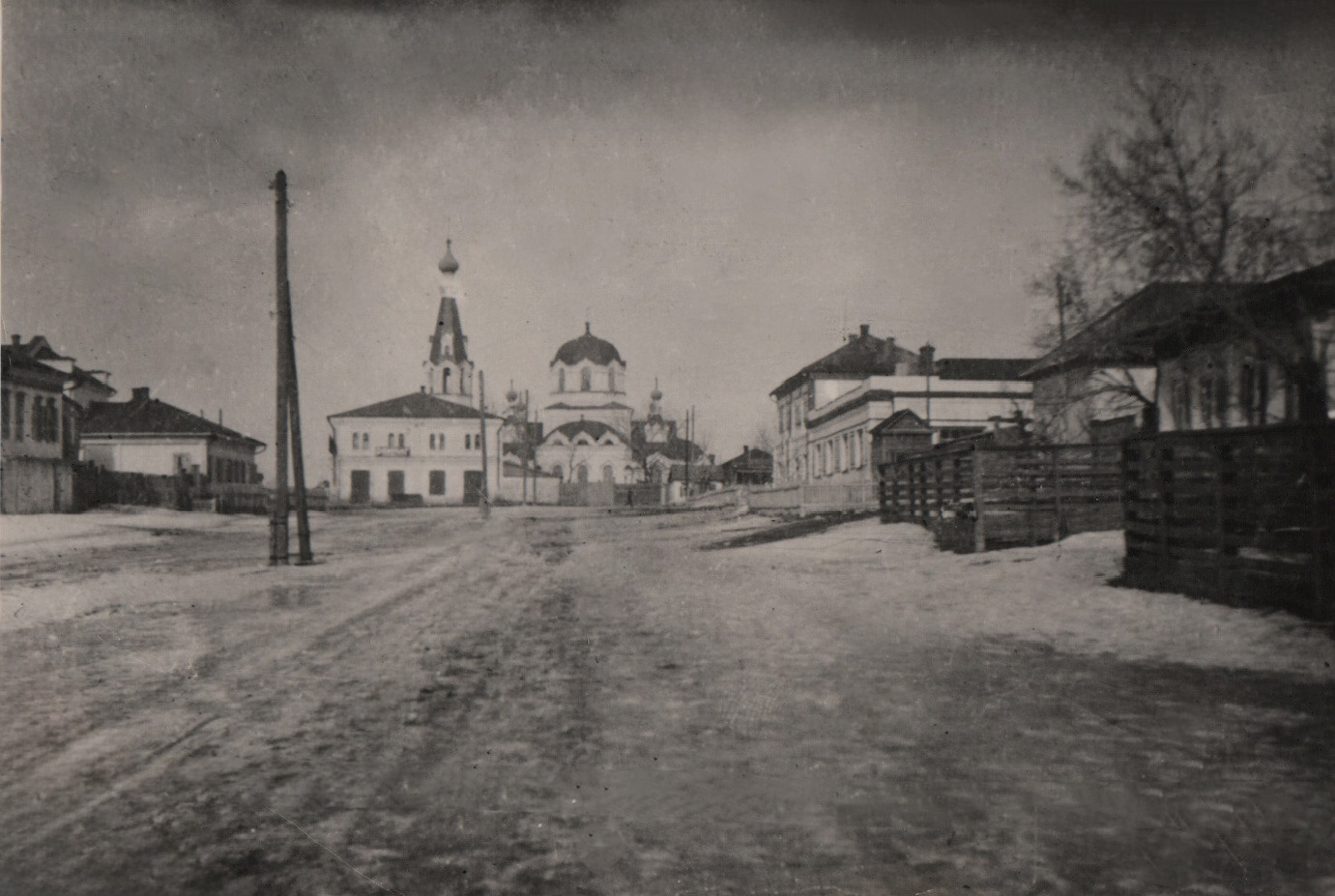
Михайло-Архангельская церковь со стороны ул. Английская (Комсомольская) в 1917 году

После Октябрьской революции развитие жилой застройки замедлилось. В 1920–1930-х годах строительство велось преимущественно индивидуальное, с упором на дома для рабочих железной дороги, хлебозаготовительных предприятий и служащих. Некоторые бывшие купеческие дома были конфискованы и переделаны под коммунальные квартиры или учреждения.
В годы Великой Отечественной войны существующее жильё частично перепрофилировалось под нужды эвакуационных госпиталей. Дефицит жилых площадей в послевоенный период восполнялся за счёт саманного и деревянного индивидуального строительства, зачастую осуществлённого трудовыми коллективами предприятий.

С 1950-х годов начинается переход от индивидуальной малоэтажной застройки к многоквартирной. В 1953 году на улице Коммуны был построен первый двухэтажный многоквартирный дом. К концу 1950-х — началу 1960-х годов начали возводиться двух- и трёхэтажные дома для работников цементного завода, железной дороги, учреждений здравоохранения и образования. С 1958 года по инициативе цементного завода начала формироваться улица Мичурина — первый микрорайон многоквартирной застройки методом хозспособа. Дома того времени были уже кирпичными, с централизованным водоснабжением, электрификацией и отоплением.

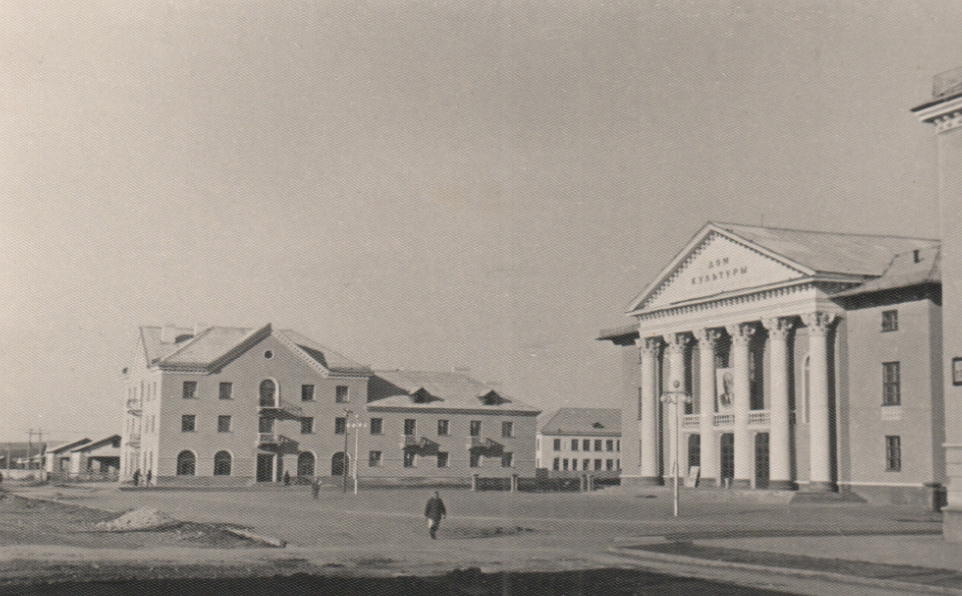
Дом культуры цементников в 1957 году

В 1966 году на улице Коммуны была построена первая в Михайловке пятиэтажка, что ознаменовало начало этапа активной государственной жилищной политики. В 1970–1980-х годах в городе ежегодно вводилось по 25–30 тысяч квадратных метров жилой площади. Всего за это десятилетие было построено более 200 тысяч м² жилья. Основное внимание уделялось возведению типовых панельных и кирпичных многоквартирных домов высотой от двух до пяти этажей.

В этот период формировались новые жилые микрорайоны, среди которых ключевыми стали улицы Энгельса (застраивалась с 1960 по 1993 год), Республиканская (1967–1997), Обороны (1978–1980), Богдана Хмельницкого (1954–1978), 2-я Краснознаменская (1975–1991), Поперечная (1987–1996), а также микрорайон Жилгородок. Одновременно с жилой застройкой активно развивалась городская инфраструктура: строились школы, детские сады, магазины, асфальтировались дороги, благоустраивались дворовые территории.

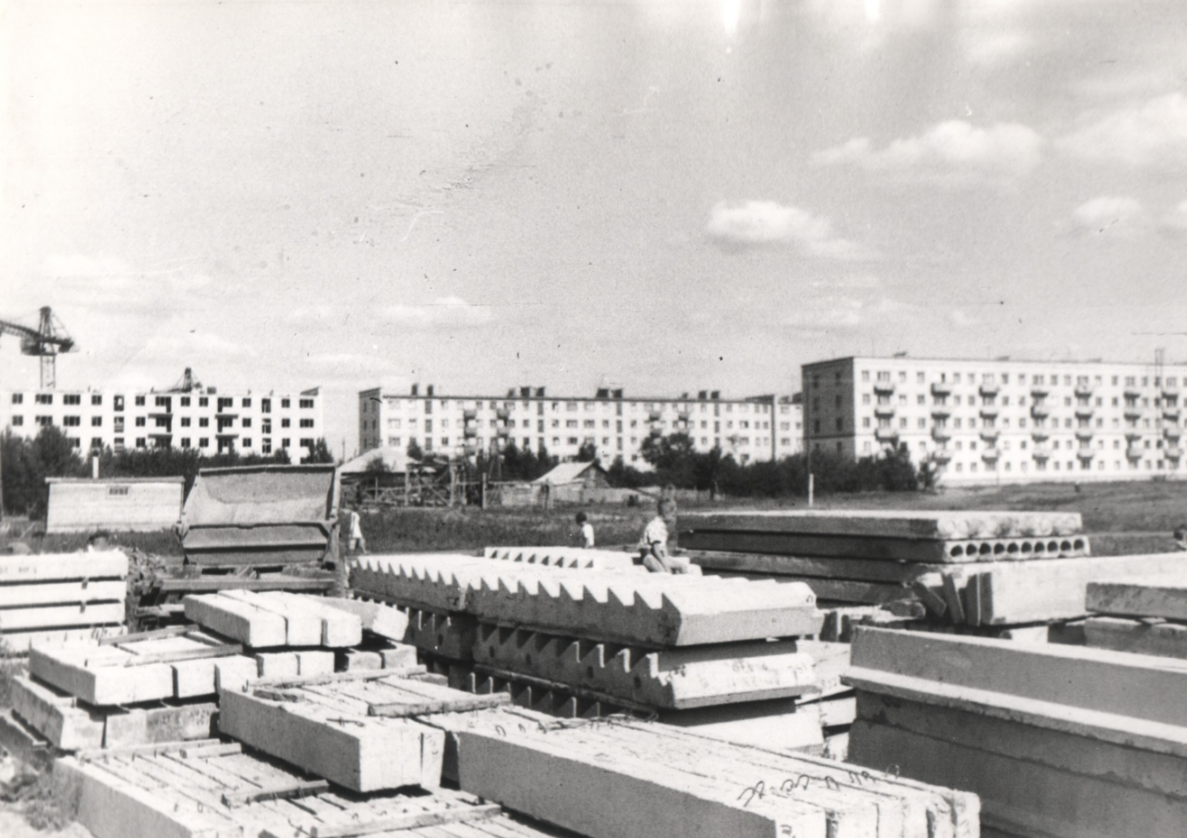
Строительство нового микрорайона в 1970-75 гг.

В 1990-е годы, на фоне экономического кризиса и распада СССР, темпы строительства резко упали. С началом 2000-х в Михайловке начинается постепенное восстановление строительной активности. Первоначально велось точечное строительство: завершались недостроенные дома, появлялись новые объекты по модели долевого участия. Параллельно начался рост индивидуального жилищного строительства. В южной и западной частях города формировались новые улицы: Ореховая, Молодёжная, Парковая, Урожайная, Лазоревая, Абрикосовая, Покровская и другие.

С 2010 года в Михайловке реализуется программа переселения граждан из ветхого и аварийного жилья. В рамках программы были построены современные многоквартирные дома на улицах Обороны, Новороссийской, Поперечной и Парковой. В них были переселены жители 19 аварийных домов.

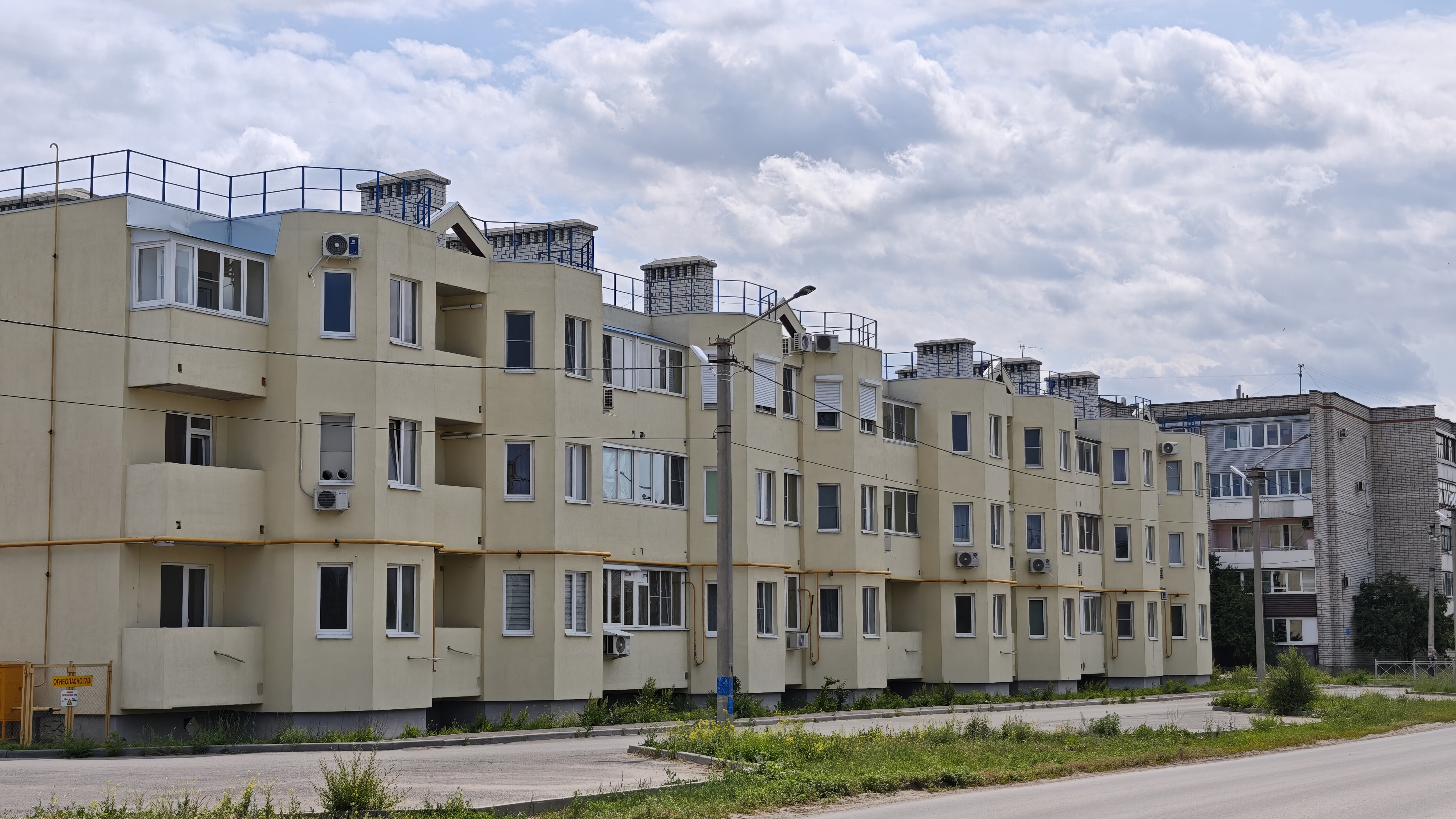
Жилая застройка по улице Поперечной

По состоянию на 2022 год в Михайловке насчитывалось:
- 12 159 частных домовладений,
- 322 многоквартирных дома (включающих 13 312 квартир),
- Общая площадь жилого фонда составляла 1 673 900 м², из которых 945 000 м² приходилось на частные дома.

Частный сектор по-прежнему доминирует по площади. В южной и юго-западной части города продолжается активное индивидуальное строительство, расширяются жилые массивы на улицах Ореховой, Целинной, Двинской и других.

## Экономика

### Промышленное и обрабатывающее производство
На территории муниципального округа город Михайловка на 2024 год в статистическом регистре учтено 46 промышленных  организации (в том числе крупных и средних промышленных предприятий – 9), из них 36 – обрабатывающие производства; 7 – обеспечивающие электрической энергией, газом и паром; кондиционирование воздуха; 3 – обеспечивающие водоснабжение, водоотведение, организацию сбора и утилизации отходов.
К ведущим предприятиям города относятся:
- АО «Себряковцемент». Компания была основана в декабре 1992 года на базе Себряковского цементного завода и является одним из ведущих производителей цемента в России. Основной деятельностью компании является производство цемента и сухих строительных смесей.[84]Цементный завод

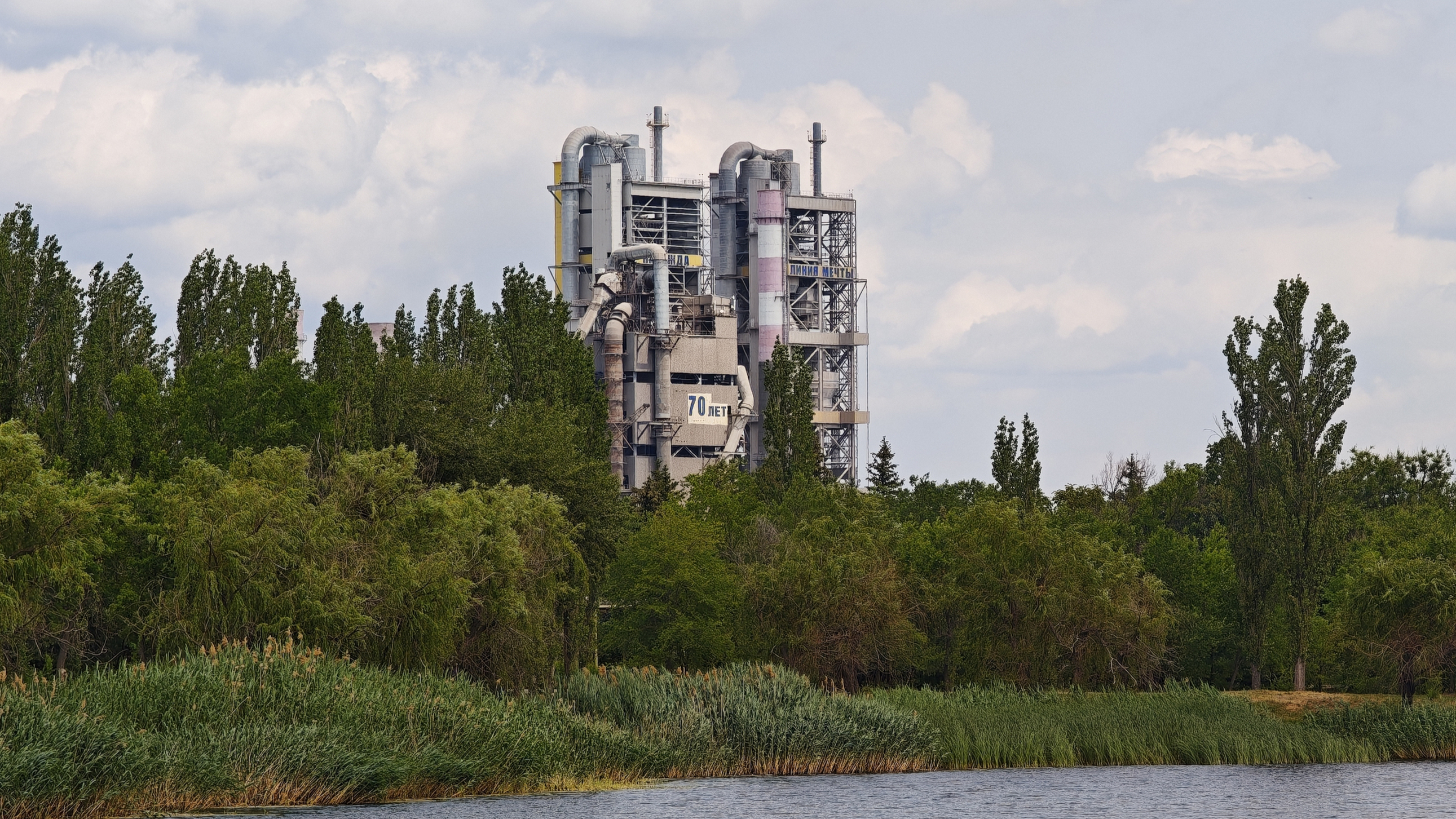
Цементный завод

- ОАО «Себряковский комбинат асбестоцементных изделий». Предприятие является одним из крупнейших производителей асбестоцементных изделий в России. На комбинате производятся шифер, хризотилцементные трубы и бетонные блоки.[85]
- ООО «Завод Редуктор». Основное направление деятельности компании — производство гидравлических и пневматических силовых установок и двигателей.[86]
- ООО «Михайловский завод силикатного кирпича». Завод специализируется на производстве белого силикатного кирпича, включая пустотелые и полнотелые изделия, как лицевого, так и рядового типов.[87]
- ООО «Производство Себряковминводы». Компания является ведущим производителем минеральной и питьевой воды, а также безалкогольных напитков в Волгоградской области.[88]

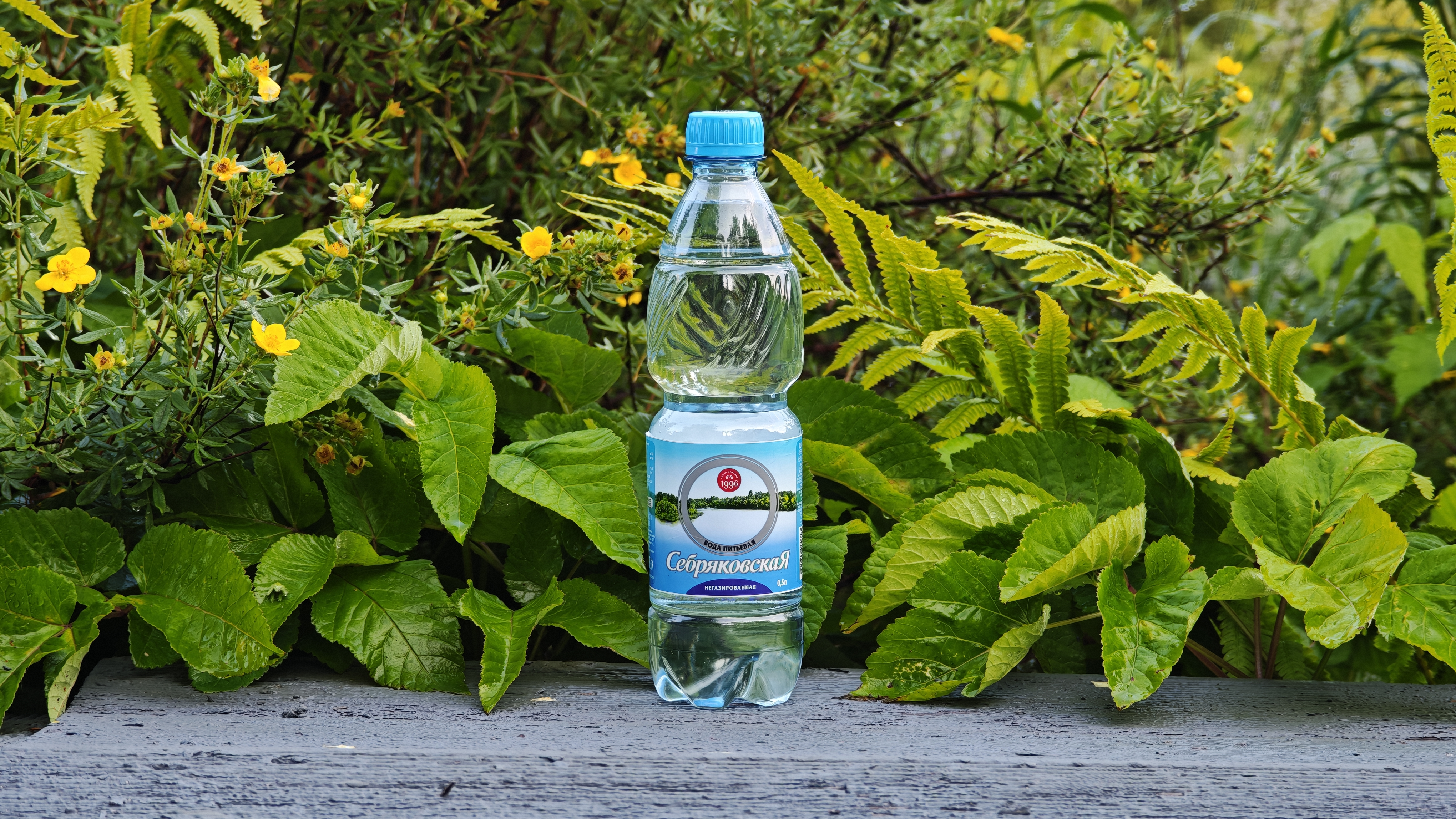
Питьевая вода «Себряковская»

### Рынок товаров и услуг
По состоянию на 1 июля 2024 года потребительский рынок Михайловки включает в себя 1 199 объектов, среди которых:
- 1 розничный рынок сельскохозяйственного типа на 1 660 торговых мест;
- 6 торговых центров и торговых комплексов;
- 739 предприятий розничной торговли;
- 107 предприятий общественного питания общей вместимостью 3 648 посадочных мест;
- 346 предприятий в сфере бытовых услуг.Розничная торговля по улице Республиканская

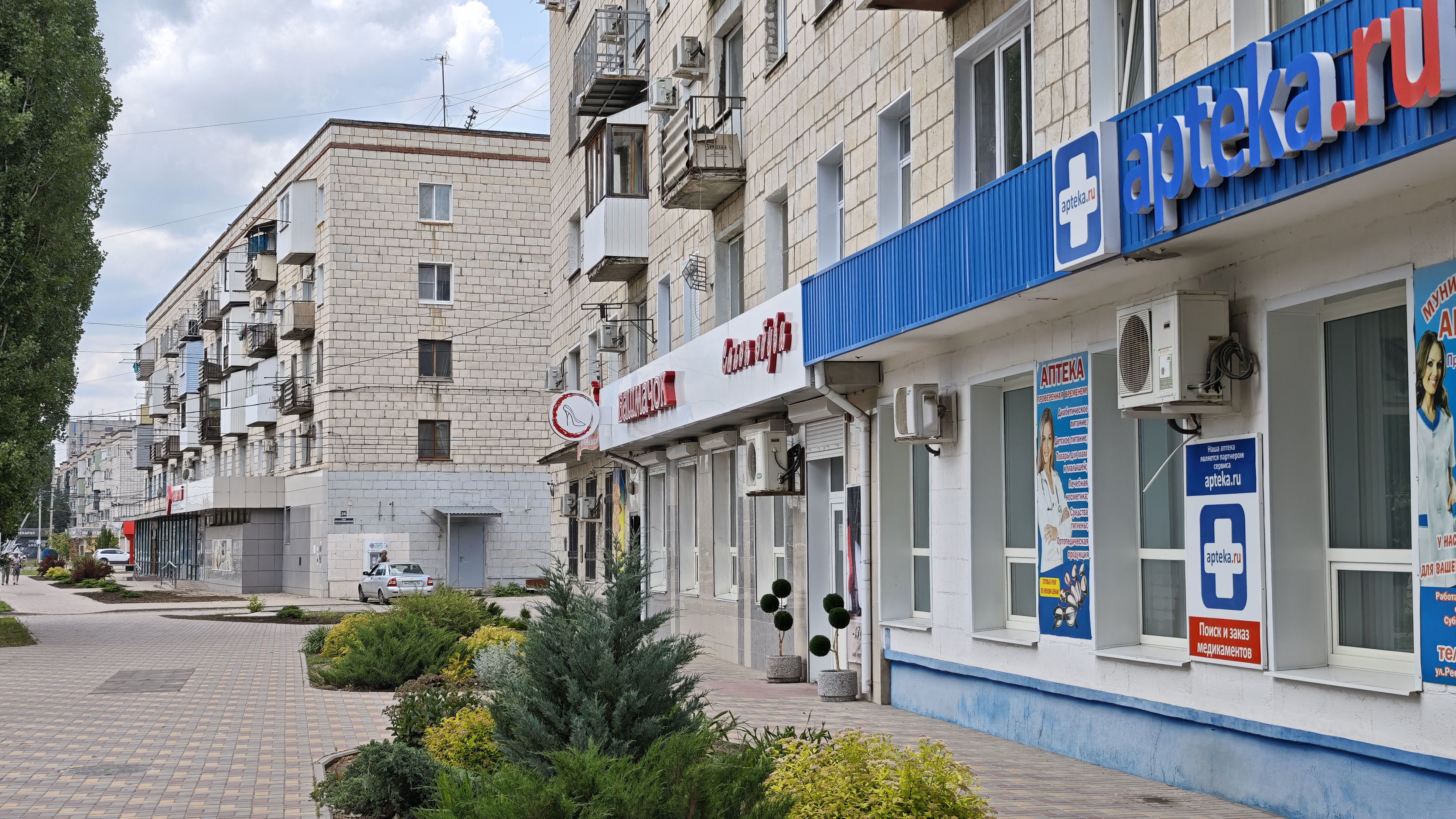
Розничная торговля по улице Республиканская

На рынке продовольственных товаров активно представлены крупнейшие федеральные торговые сети. В их числе:
- АО «Тандер» – 19 магазинов «Магнит»;
- ЗАО ТД «Перекрёсток» – 10 магазинов «Пятёрочка»;
- ООО «Торгсервис-34» – 2 магазина «Светофор»;
- ООО «ТК Лето» – 1 магазин «Победа»;
- сеть магазинов «Чижик» – 1 объект;
- региональный оператор ООО «Тамерлан» (г. Волгоград) – 2 магазина «Покупочка».

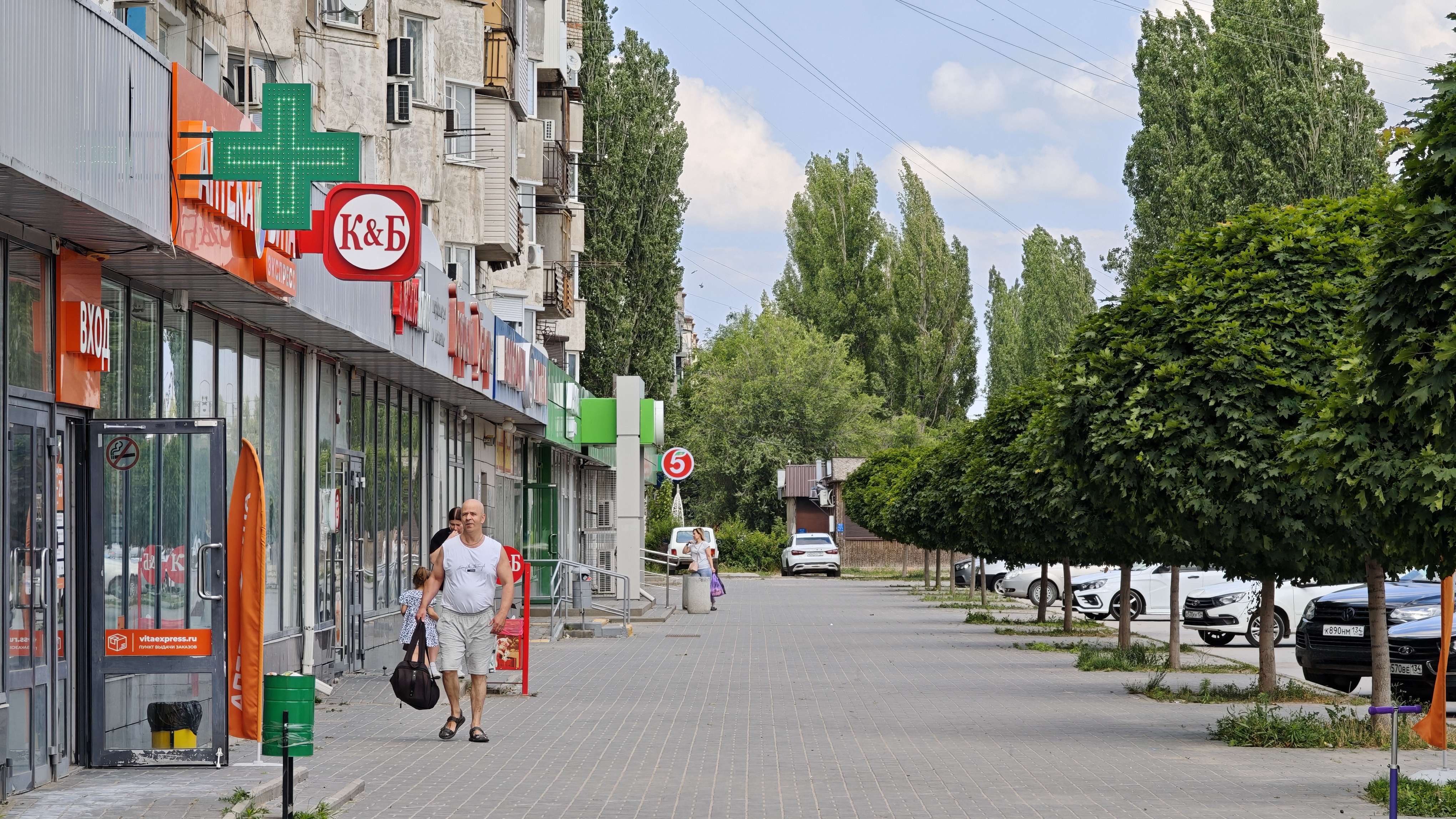
Продовольственные магазины по улице Республиканская

В последние годы в Михайловке наблюдается динамичное развитие электронных торговых площадок. На территории округа функционирует 59 пунктов выдачи заказов и магазинов, работающих через маркетплейсы Wildberries, Ozon, Яндекс Маркет и другие онлайн-платформы.
На 2024 год сфера бытовых услуг представлена 346 предприятиями, обеспечивающими широкий спектр услуг для населения, включая ремонтные, парикмахерские, швейные, фотоуслуги и прочие виды обслуживания.

### Малое и среднее предпринимательство
По оценке на 1 июля 2024 года на территории муниципального округа город Михайловка осуществляют деятельность 2 173 субъекта предпринимательства. Из них:
- 6 — средние предприятия,
- 51 — малые предприятия,
- 269 — микропредприятий,
- 1 847 — индивидуальные предприниматели.Здание Сбербанка

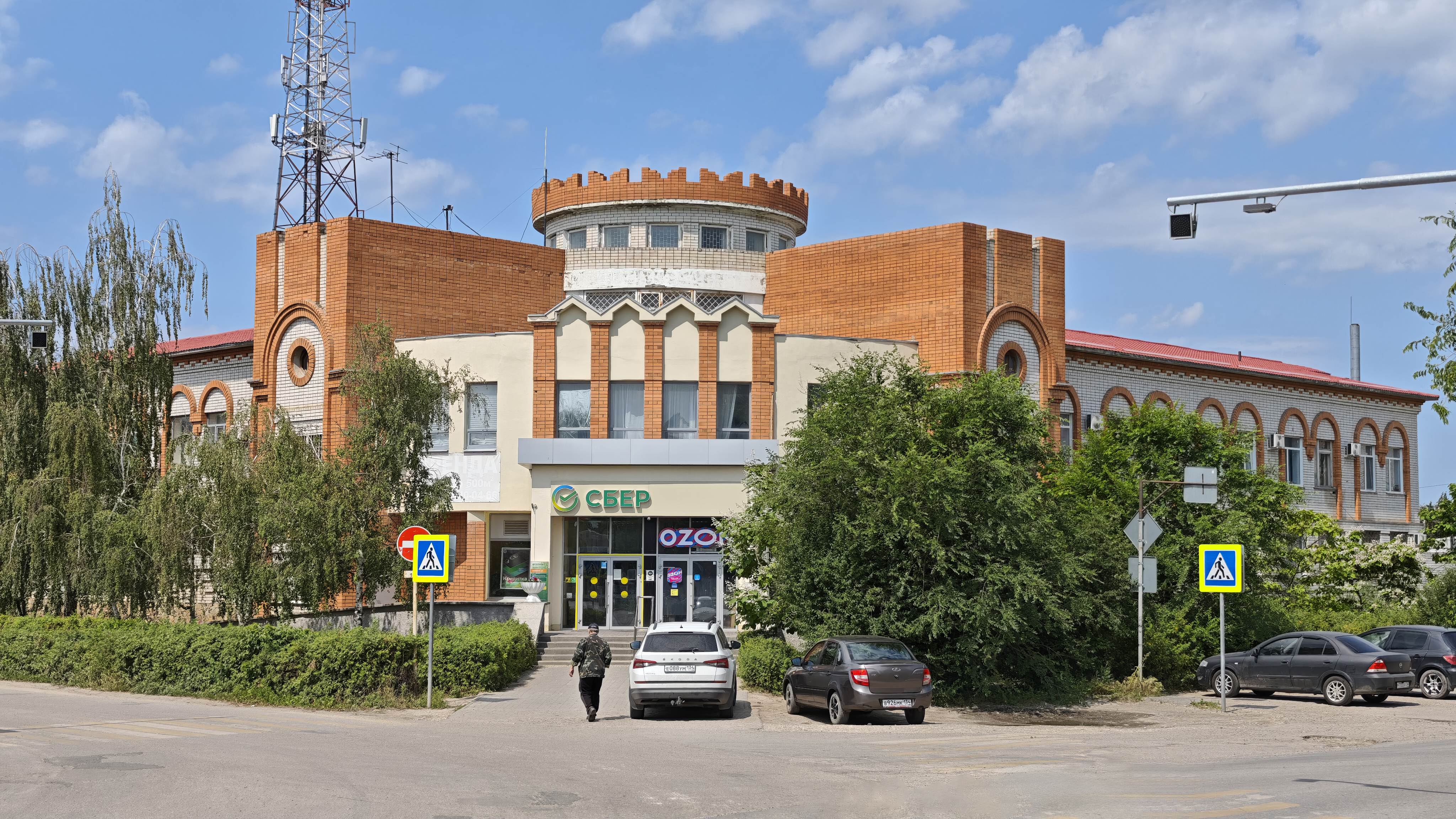
Здание Сбербанка

В сфере малого и среднего бизнеса занято порядка 9,1 тысячи человек, что составляет около 23,6 % от общего числа занятых в экономике округа. Малое предпринимательство продолжает играть важную роль в формировании стабильной социально-экономической среды и создании рабочих мест в Михайловке.

### Инвестиции и строительство
На территории муниципального округа город Михайловка продолжается реализация четырёх значимых инвестиционных проектов с общим объёмом вложений более 5,4 млрд рублей и созданием более 140 новых рабочих мест.
С 2016 года развивается проект строительства завода по переработке рыбной продукции, реализуемый ООО «Михайловский рыбозавод». Сроки реализации охватывают период с 2015 по 2029 годы, предполагаемый объём инвестиций составляет 110 млн рублей. Планируется создание 64 рабочих мест, из которых на сегодняшний день уже создано 58. Завершено строительство цеха, подведены инженерные сети, оборудование введено в эксплуатацию; с июля 2020 года предприятие осуществляет выпуск и реализацию продукции.
С 2022 года реализуется инвестиционный проект ООО «Инвест Битум» по строительству резервуаров для хранения битума и созданию производственного комплекса. Сроки реализации проекта – 2022–2029 годы, объём финансирования – 645,5 млн рублей. В рамках проекта планируется создать 74 рабочих места, из которых 51 уже создано.
В 2024 году началась реализация проекта ООО «Новый дизайн» по организации производства интерьерных материалов с применением современных полиграфических технологий. Проект рассчитан на период до 2031 года, объём инвестиций составляет 2,6 млн рублей.
Одним из ключевых факторов, способствующих активному привлечению инвестиций в муниципальный округ, является наличие статуса территории опережающего социально-экономического развития. По информации Департамента регионального развития Министерства экономического развития Российской Федерации, действующими резидентами ТОСЭР «Михайловка» зарегистрированы ООО «Михайловский рыбозавод», ООО «Инвест Битум» и ООО «Новый дизайн».

## Религия

### История
В 1777 году в слободе была построена первая деревянная церковь, ставшая центром духовной жизни местного населения.
В 1834 году на средства помещика Михаила Васильевича Себрякова в центральной части слободы была построена каменная Михайло-Архангельская церковь, ставшая главным храмом поселения. Церковь располагалась на Старой площади в центре слободы. Это место являлось центром общественной жизни поселения, на котором размещался большой базар. Позднее к храму были пристроены два придела: один во имя святого благоверного князя Александра Невского, другой — во имя святого апостола Архипия.
В 1900 году на Новой площади была возведена и 13 ноября освящена церковь святителя Николая Чудотворца. Строительство второго храма соответствовало требованиям, выдвигаемым администрацией Области Войска Донского, для придания слободе официального статуса. По данным начала XX века, численность прихожан Никольской церкви превышала 4 900 человек. При храме с 1902 года функционировала церковно-приходская женская школа. Согласно архивным сведениям, здание церкви было каменным, с колокольней, крытым листовым железом, и окружалось каменной оградой с деревянной решёткой. В народе храм получил неофициальное название «Белая церковь» по цвету кирпича, использованного при строительстве.
С установлением советской власти начался период преследования религиозных учреждений. В 1919 году был расстрелян настоятель Михайло-Архангельской церкви — священник Феоктист Лебедев. В последующие годы церковь была разрушена. Церковь Николая Чудотворца продолжала действовать до 1926 года. В 1934 году здание было переоборудовано под зернохранилище, а к 1939 году полностью разобрано. Полученные строительные материалы использовали при возведении здания школы № 2 и педагогического училища.
С начала 1990-х годов в Михайловке началось возрождение религиозной жизни. В 1991 году в городе был зарегистрирован православный приход. В последующие годы были построены новые храмы, возобновлены богослужения, открыты воскресные школы и организованы благотворительные инициативы. Кроме Русской православной церкви, в городе представлены другие христианские конфессии, включая Русскую древлеправославную церковь и протестантские общины.
Появление протестантских приходов в Михайловке связано с развитием евангельского движения в Поволжье, которое началось во второй половине XIX века в контексте немецкой колонизации, миссионерской деятельности и распространения молоканства. Первая официальная регистрация молитвенного дома евангельских христиан-баптистов в Михайловке состоялась в 1945 году. В настоящее время в городе действуют несколько протестантских организаций.

### Действующие религиозные учреждения

#### Русская православная церковь
- Храм святителя Николая Чудотворца. Главный православный храм города, расположен по адресу ул. Народная, 82. Первоначальный храм, построенный в 1900 году, был закрыт и разобран в 1930-х годах. Современное здание построено в 1985–1988 годах. Приход ведёт духовно-просветительскую и социальную деятельность, работает воскресная школа.[92][94][95]
- Храм Казанской иконы Божией Матери. Находится по адресу ул. Украинская, 4А. Построен в 2005 году как крестильный храм с звонницей. При храме действует воскресная школа и реализуются благотворительные инициативы.[92][95][96]
- Церковь святителя Михаила Киевского. Расположена на ул. Фрунзе, 113А. Приход создан в 2006 году, постоянное здание построено к 2009 году.[92][95][97]
- Храм преподобного Агапита Киево-Печерского. Храм находится на территории Михайловской районной больницы (ул. Некрасова, 1В), открыт в 2007 году.[92]

#### Русская древлеправославная церковь
- Храм Успения Пресвятой Богородицы. Расположен по адресу ул. Колхозная, 28. Построен в 2015 году, освящён Патриархом Александром (Калининым). Обслуживает общину Русской Древлеправославной церкви.[98][99]

#### Протестантские церкви
- Церковь евангельских христиан-баптистов. Зарегистрирована в 2000 году, располагается по адресу ул. Ленина, 135. Ведёт духовно-просветительскую и социальную деятельность.[92][100]
- Церковь христиан-адвентистов седьмого дня. Функционирует по адресу ул. Черняховского, 21. Проводит богослужения, занятия и социальные программы.[92][101]
- Церковь христиан веры евангельской «Истина». Зарегистрирована в 1999 году, расположена по адресу ул. Павлика Морозова, 1А. Реализует миссионерскую и образовательную деятельность.[92][102]

## Культура

### Дома культуры
Дворец культуры

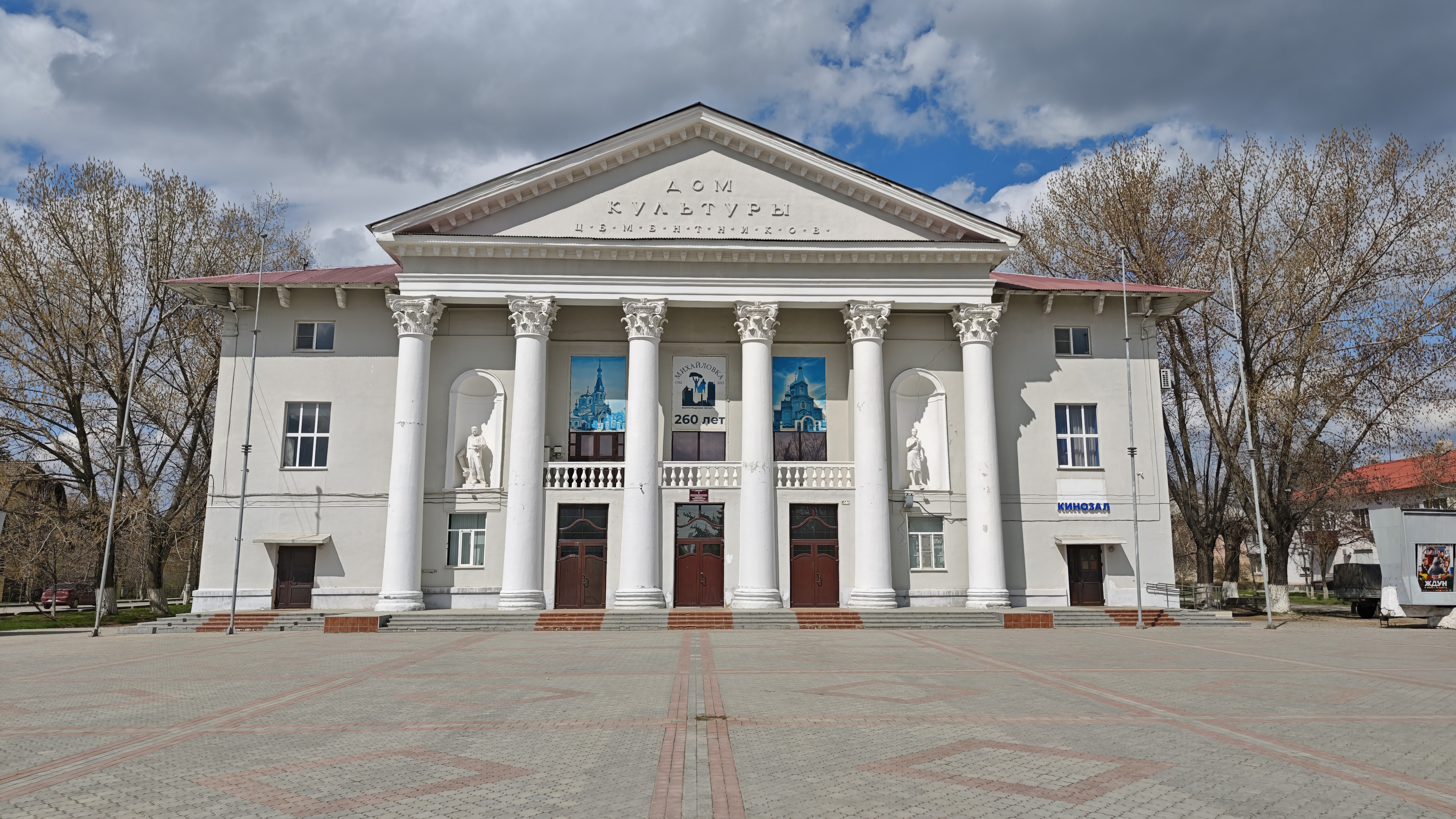
Городской дворец культуры

Дворец был открыт в августе 1957 года по инициативе первого директора цементного завода Марка Моисеевича Смехова. В настоящее время здесь проводятся городские мероприятия, работают многочисленные творческие коллективы: оркестр духовых инструментов, ансамбли русской песни, вокально-инструментальные и танцевальные ансамбли, детская образцовая изостудия, театральные коллективы, студии декоративно-прикладного творчества.
Центр культуры
Старейшее культурное учреждение города Михайловки. Был открыт в 1897 году купцом Иваном Ивановичем Кривенко как купеческий клуб. После революции 1917 года здание стало народным домом, а затем районным Домом культуры. В настоящее время центр располагается в том же историческом здании, которое является памятником архитектуры.
Этнокультурный центр «Вольница»
В 2015 году к Дворцу культуры присоединился еще один объект — старинное здание конца XIX века, бывший дом знаменитого местного купца Вебера. В этом историческом здании сегодня размещается этнокультурный центр «Вольница». Данный центр был создан для поддержки национально-культурного развития народов, проживающих на территории Михайловки, а также содействия сохранению и развитию их материального и духовного культурного наследия.
Клуб «Заозерье»
Клуб начал свою работу в новом статусе и под новым названием 6 мая 2000 года. Расположенный в микрорайоне, где в основном проживают люди с нарушением зрения, клуб стал центром культурной и социальной активности для этой группы населения. Здесь проводятся вечера отдыха, концертные программы и танцевальные вечера.

### Музей
«Михайловский краеведческий музей». Музей был основан для сохранения и популяризации исторического наследия города и его района. Учреждение представлено несколькими экспозиционными залами: «Себряковы с реки Медведица», «Купечество слободы Михайловка», «Традиции и быт донского казачества», «Тыл — фронту», «Животные и птицы нашего края».
В музейных коллекциях представлены предметы казачьего быта, фарфоровая посуда, самовары, документы и фотографии, отражающие историю и развитие края. 
Также, помимо постоянных экспозиций, в музее регулярно организуются тематические выставки, посвящённые различным аспектам истории города и района.

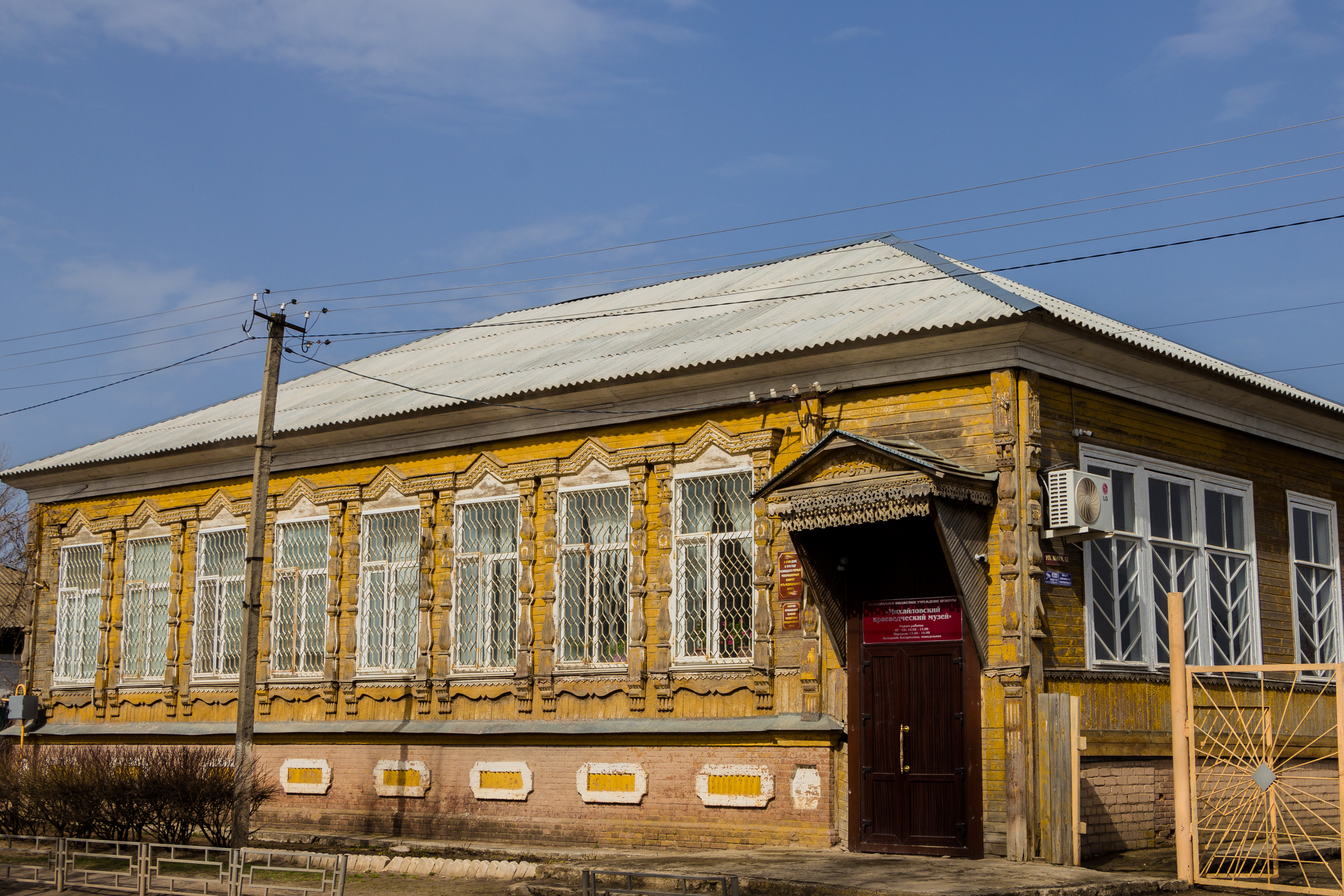
Краеведческий музей

### Выставочный зал
Выставочный зал был образован в 1993 году и является центром по организации выставок работ изобразительного искусства, включая живопись, графику и декоративно-прикладное искусство. Здесь проводятся мастер-классы, творческие кружки и клубы, а также различные мероприятия, конкурсы и праздничные программы для людей всех возрастов.
Ежегодно выставочный зал организует до 12 выставок в своих стенах и около 30 за пределами учреждения. Особое место в зале занимает именная галерея известной в городе художницы и поэтессы Нины Ивановны Арефьевой, где представлено более 70 её произведений.

### Кинотеатр
Кинотеатр «Премьер». В 2016 году кинозал получил грант Фонда кино на приобретение и установку современного цифрового кинооборудования в размере 5 миллионов рублей.
В рамках муниципальной программы городского округа город Михайловка «Укрепление и развитие материально-технической базы учреждений культуры и дополнительного образования детей в сфере культуры городского округа город Михайловка на 2015–2017 годы» было выделено 0,34 миллиона рублей на приобретение новых театральных кресел для кинозала. Кроме того, из бюджета городского округа были выделены дополнительные 7 миллионов рублей на капитальный ремонт помещения.
Общая стоимость проекта составила 12,34 миллиона рублей, по итогу выполненных работ кинотеатр был полностью модернизирован.

### Парково-рекреационные зоны
Городской парк культуры и отдыха им. М. М. Смехова

Парк культуры и отдыха в Михайловке был основан в 1955 году по инициативе директора Себряковского цементного завода Марка Моисеевича Смехова. Уже в 1953 году рабочие предприятия начали благоустройство северо-западной окраины города, преобразуя территорию в полноценную рекреационную зону. В природной впадине был углублён пруд с пляжем, началась масштабная посадка зелёных насаждений. В течение пяти лет рабочие и служащие завода высадили более 6000 деревьев и 3600 кустарников. Особой гордостью новой зоны отдыха стал сосновый бор, заложенный силами трудового коллектива.

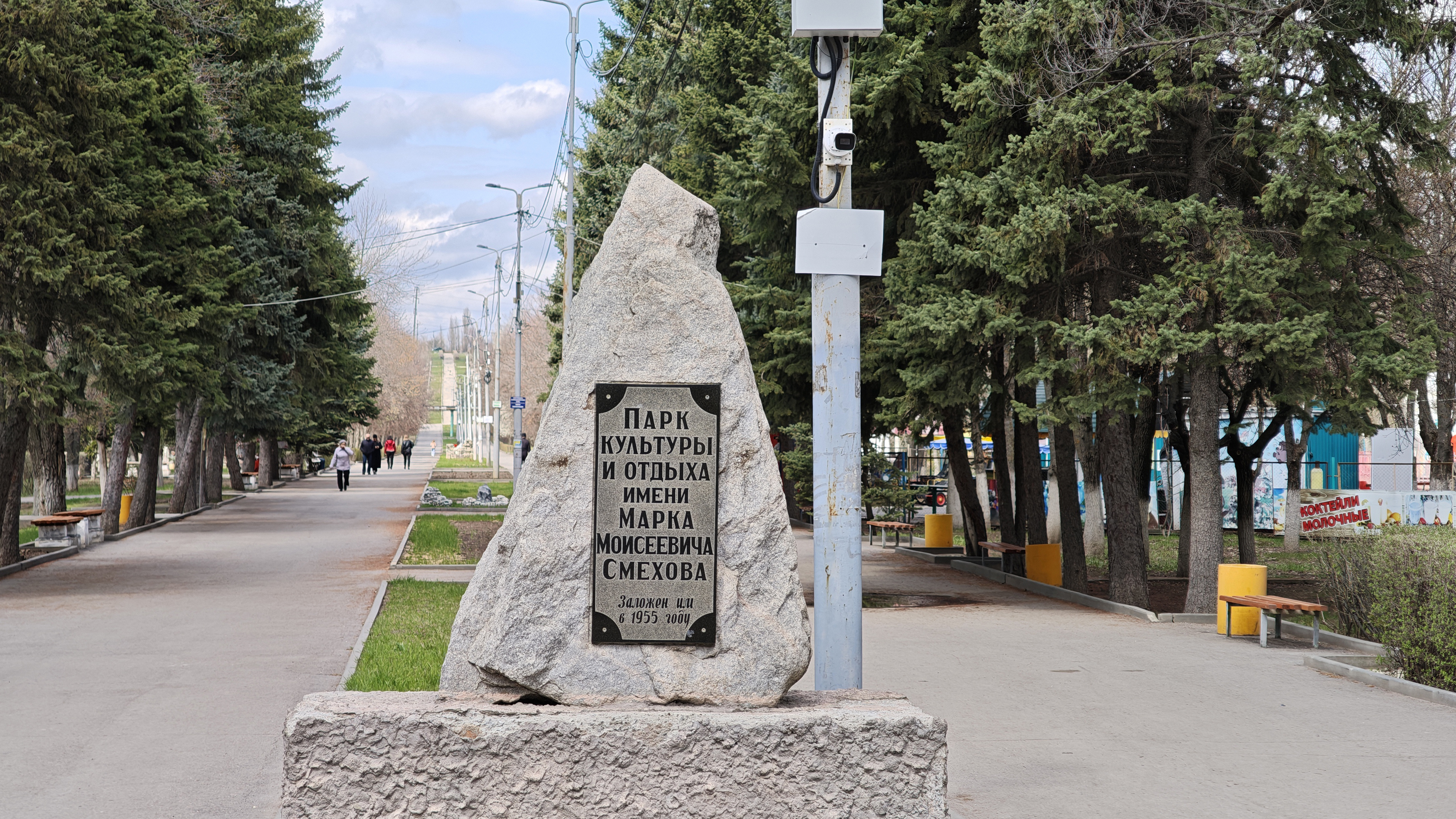
Городской парк культуры и отдыха им. М.М. Смехова

Официальное открытие парка состоялось в 1955 году. На его территории разместились пруд с пляжем и лодочной станцией, аттракционы, летний кинотеатр на 300 мест, танцевальная площадка, павильоны, а также садово-парковые скульптуры. В 1964 году начало работу кафе «Отдых», позднее открылись комната смеха и колесо обозрения высотой 25 метров, ставшее одной из ярких достопримечательностей парка. В праздничные дни здесь играл духовой оркестр, благодаря чему парк становился центром культурной жизни города.
С 1996 по 2009 год парк находился в состоянии упадка. Инфраструктура разрушалась, объекты приходили в негодность. Переломный момент наступил в июне 2009 года, когда решением Михайловской городской думы и постановлением главы городского округа было создано муниципальное учреждение «Городской парк культуры и отдыха им. М. М. Смехова». Возрождённый парк открыл свои двери для посетителей 6 июня 2009 года, восстановив статус одного из любимых мест отдыха жителей Михайловки.
Парк Победы

Парк Победы был заложен в 1975 году в честь 30-летия Победы в Великой Отечественной войне. 

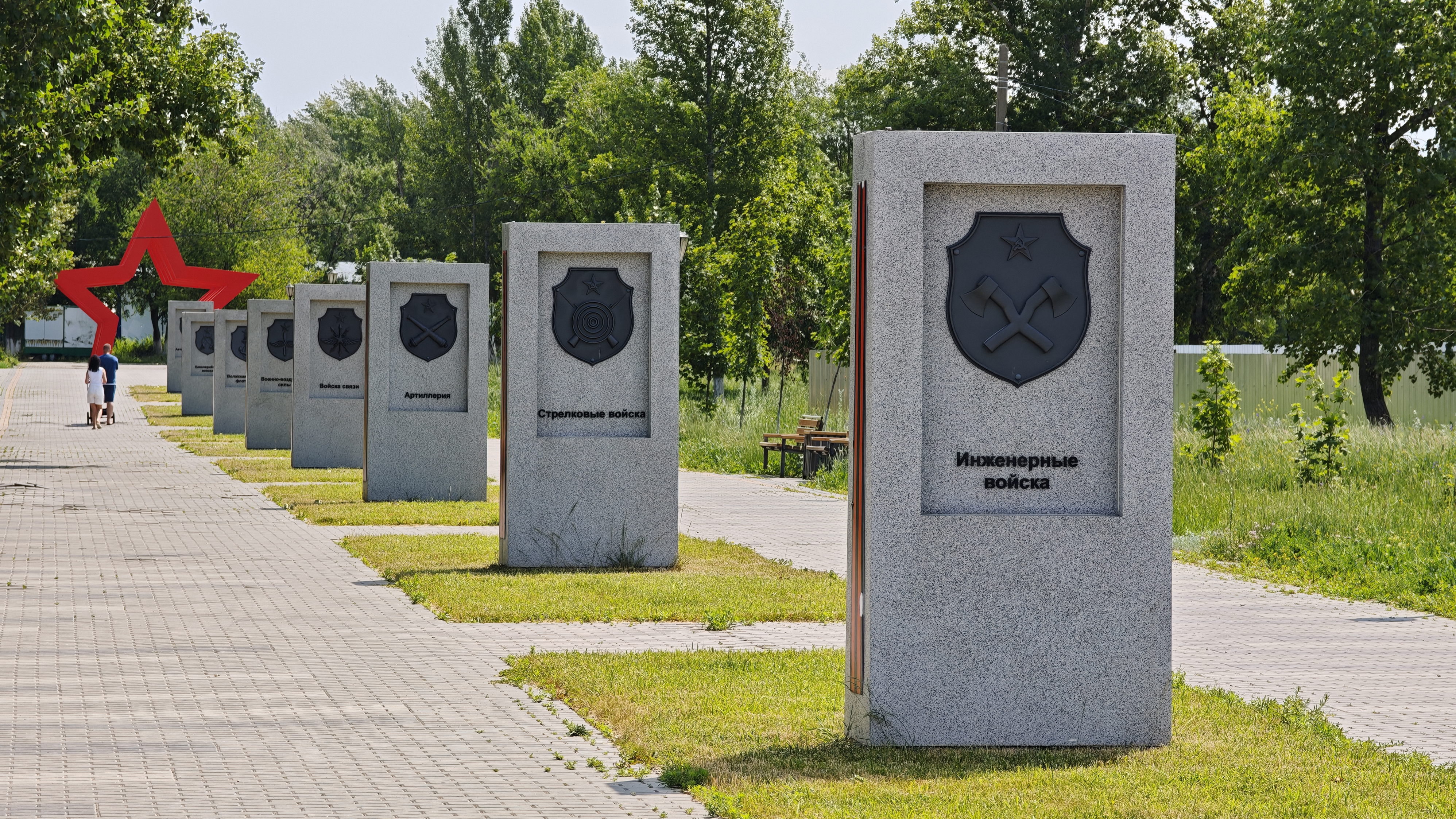
Аллея в парке Победы

В 2018 году в рамках региональной программы «Формирование комфортной городской среды» начался масштабный проект благоустройства Парка Победы. В ходе работ здесь появились новые досуговые зоны, были установлены качели с вечерней подсветкой, шахматные столики, скамеечки, а также организованы современные пространства для отдыха жителей различных возрастов.
Центральное место в парке занимает мемориальная зона, посвящённая героям-землякам, участвовавшим в Великой Отечественной войне. Она оформлена архитектурными элементами, символизирующими воинскую доблесть: стелами с геральдическими знаками Красной Армии, арками в виде светодиодных звёзд, а также композициями «Стена памяти», размещёнными с двух сторон от главной аллеи. Композиционный центр мемориала — скульптура «Воин-Победитель». Мемориальная часть парка является местом проведения торжественных и памятных мероприятий, посвящённых воинской славе, и важным элементом патриотического воспитания молодёжи.
Скверы
- Сквер «Коммунальщиков»;
- Сквер «Лукоморье»;
- Сквер «Знаний»;
- Сквер «Молодежный»;
- Сквер «Радуга»;
- Сквер «Сказка»;
- Сквер по ул. Циолковского;
- Сквер на пересечении ул. Коммуны и ул. К.Маркса[112]

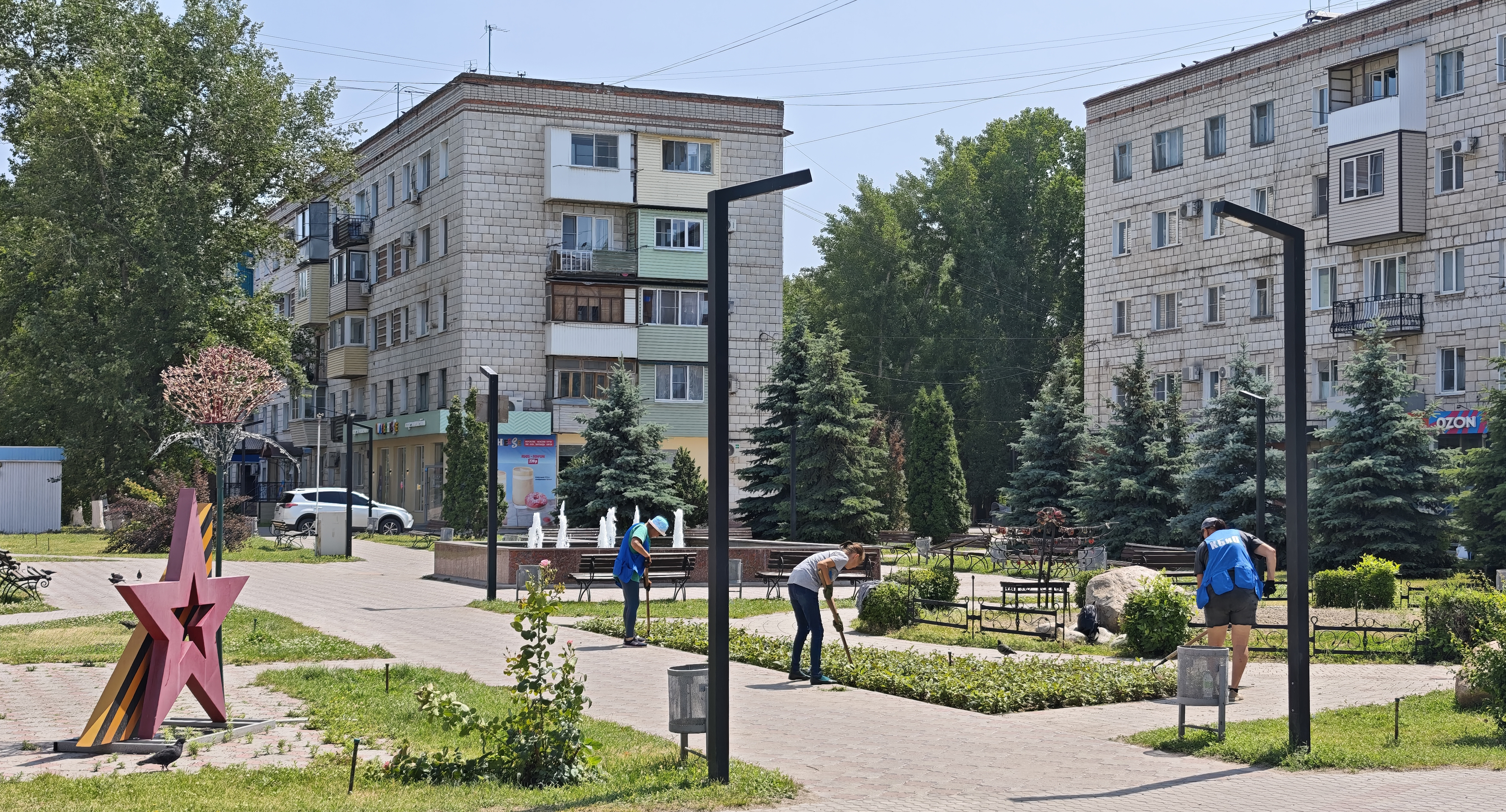
Сквер на улице Обороны
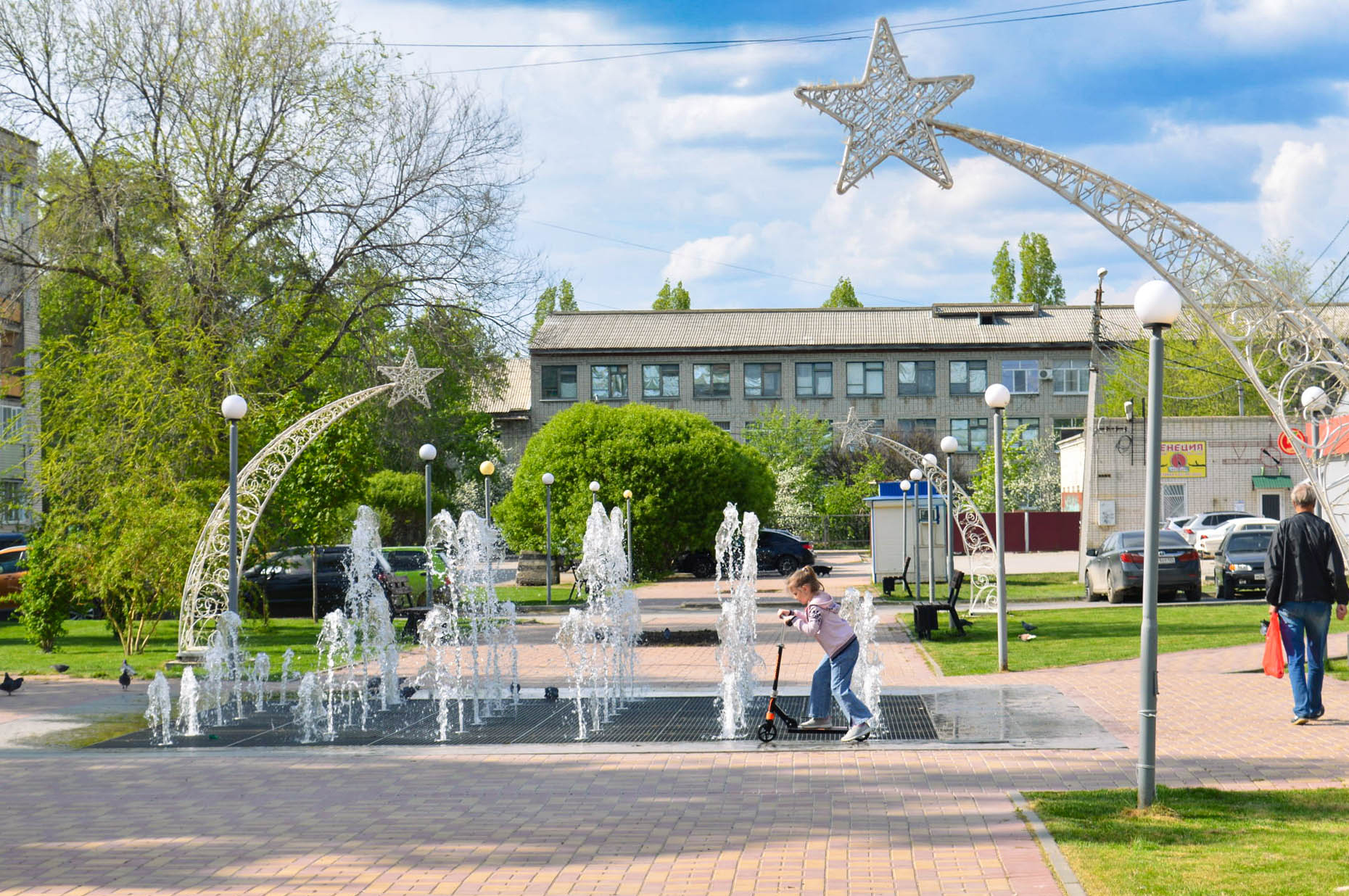
Фонтан в сквере Коммунальщиков
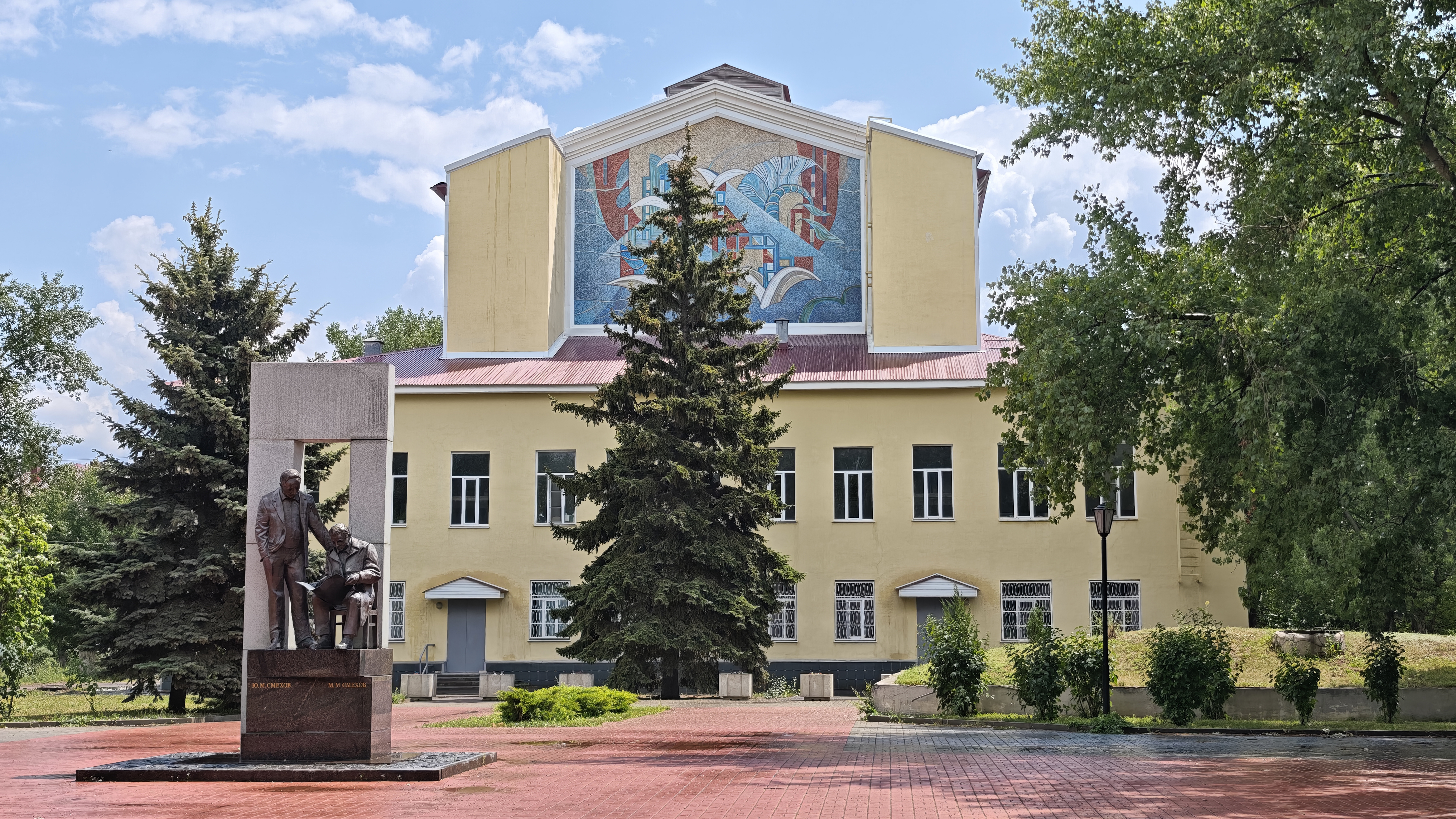
Сквер на улице Магистральной

### Памятники и скульптуры
- Арка с подсветкой «Звезда» — Парк Победы;
- Братская могила участников гражданской войны, погибших в борьбе за власть Советов 1918-1919 годы — ул. Коммуны;
- Братская могила советских воинов, погибших в период Сталинградской битвы 1942-1943 годов — ул. Вокзальная;
- Братская могила советских воинов, погибших в период Сталинградской битвы 1942-1943 годов — ул. Леваневского;
- Вечный огонь — ул. Мичурина;
- Памятник В. И. Ленину — ул. Мира;
- Памятник В. И. Ленину — парк имени Марка Смехова;
- Памятник В. М. Турыгину — ул. Вокзальная;
- Памятник Н. К. Крупской — ул. Гоголя;
- Памятник М. М. и Ю. М. Смеховым — ул. Магистральная;
- Памятник М. С. Себрякову — ул. Коммуны;
- Памятник Р. Ибаррури — ул. Энгельса;
- Памятник «Скорбящая мать» — ул. 2-я Краснознаменская;
- Скульптура «Крокодил» — парк имени Марка Смехова;
- Скульптура «Учёный кот» — ул. Тосовская[113]

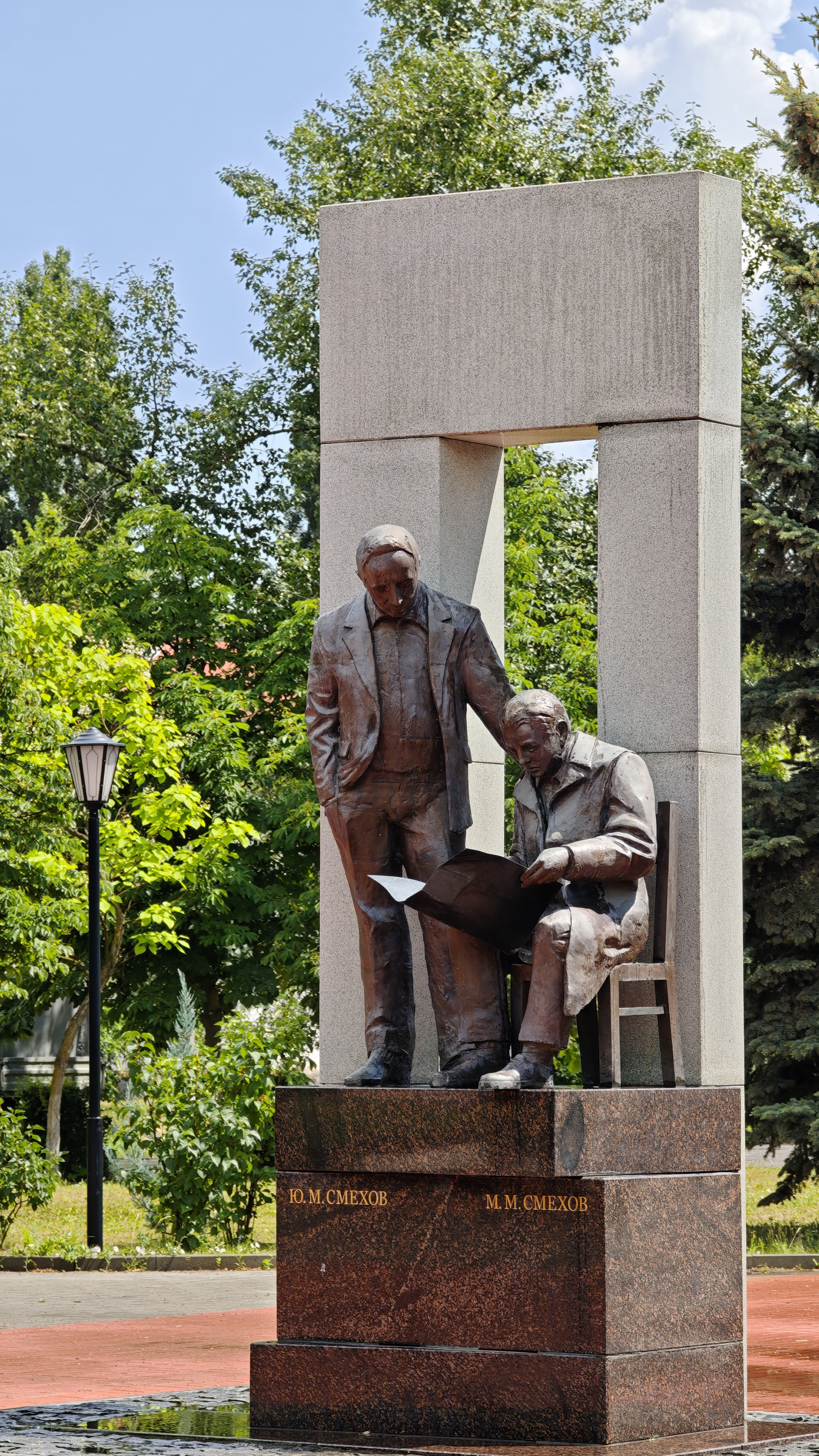
Памятник М.М. и Ю.М. Смеховым
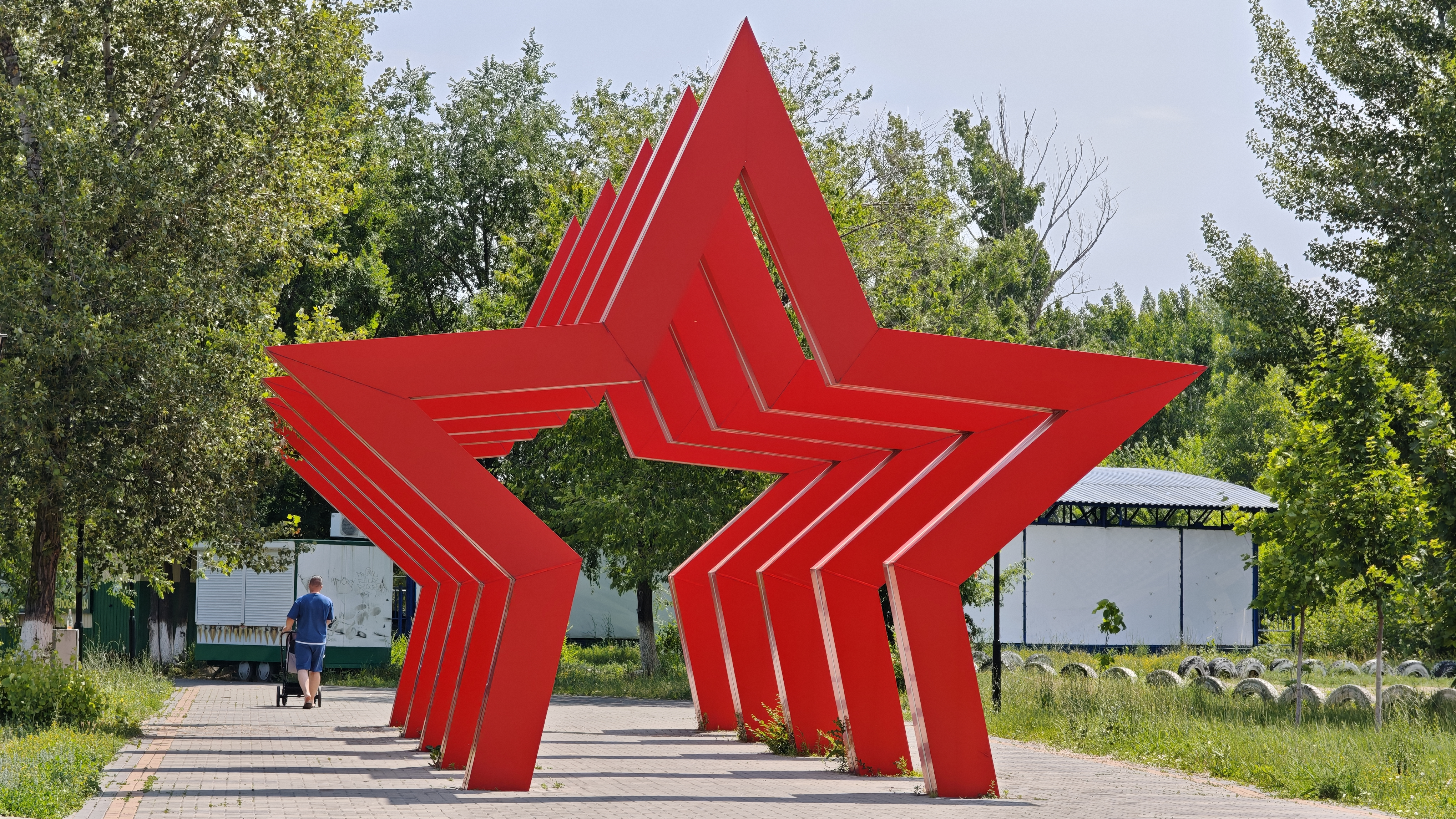
Арка с подсветкой
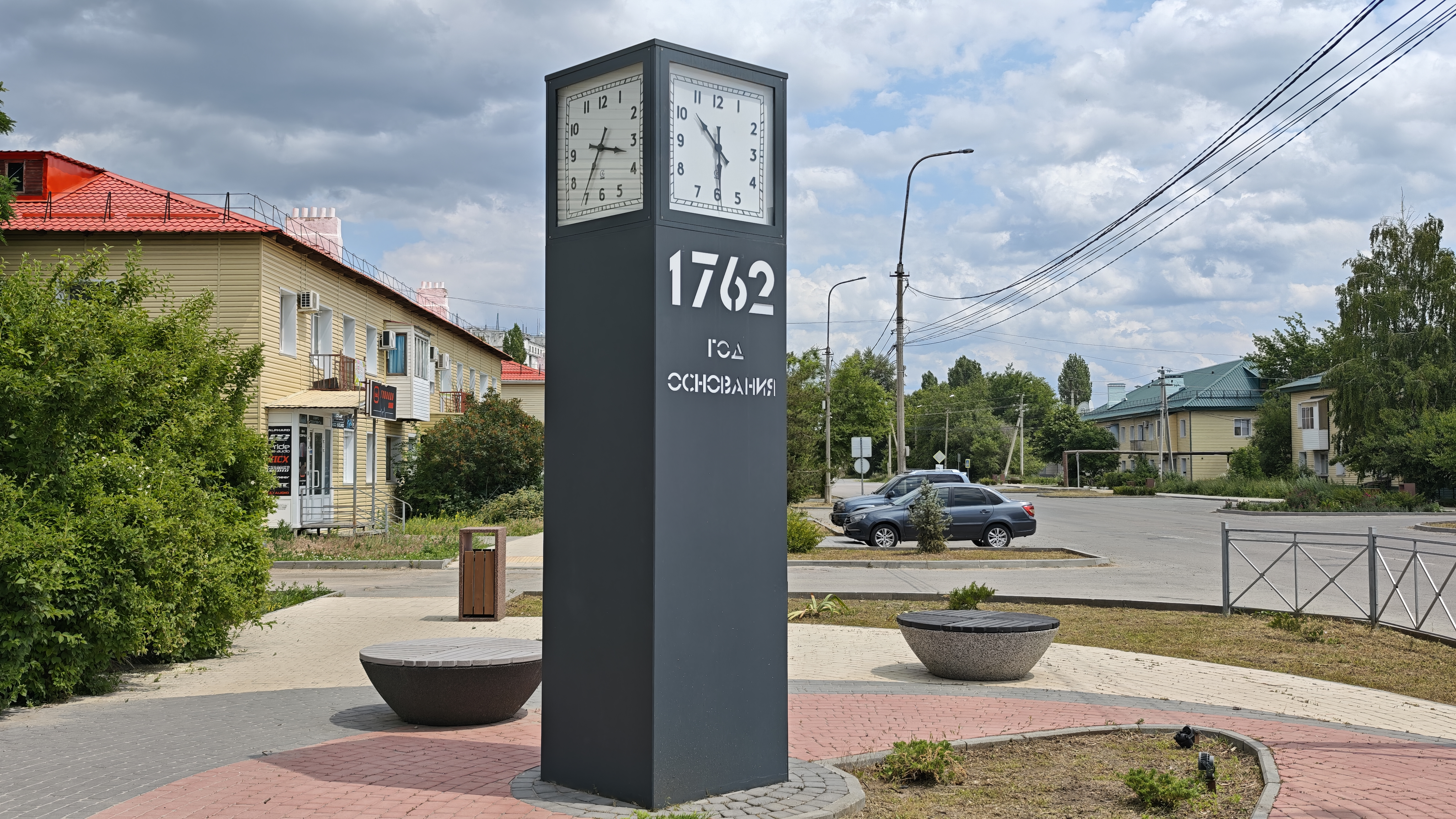
Декоративные часы на улице Коммуны
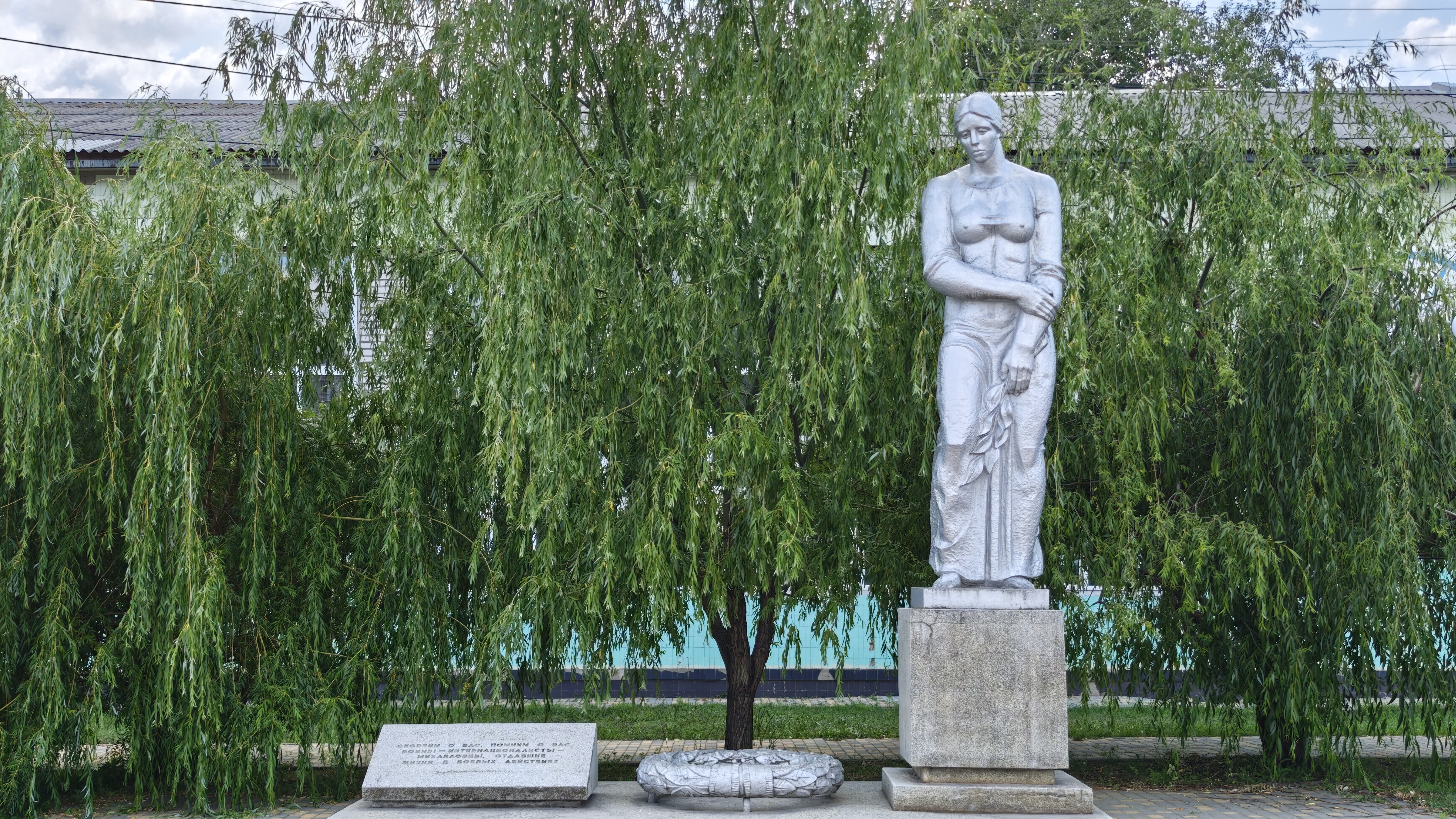
Мемориал «Скорбящая мать»
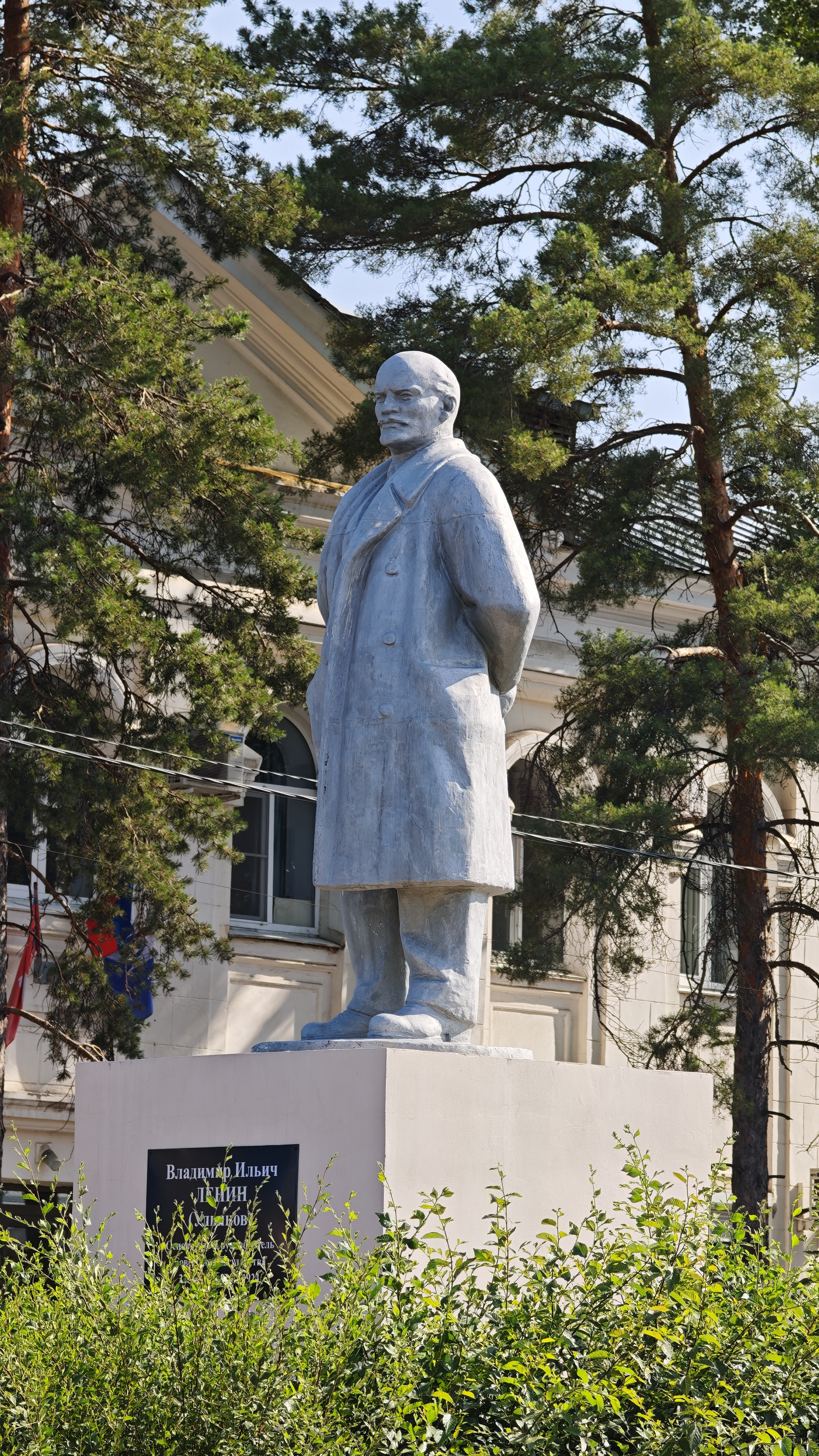
Памятник В. И. Ленину

## Здравоохранение
В городе действуют следующие медицинские учреждения:

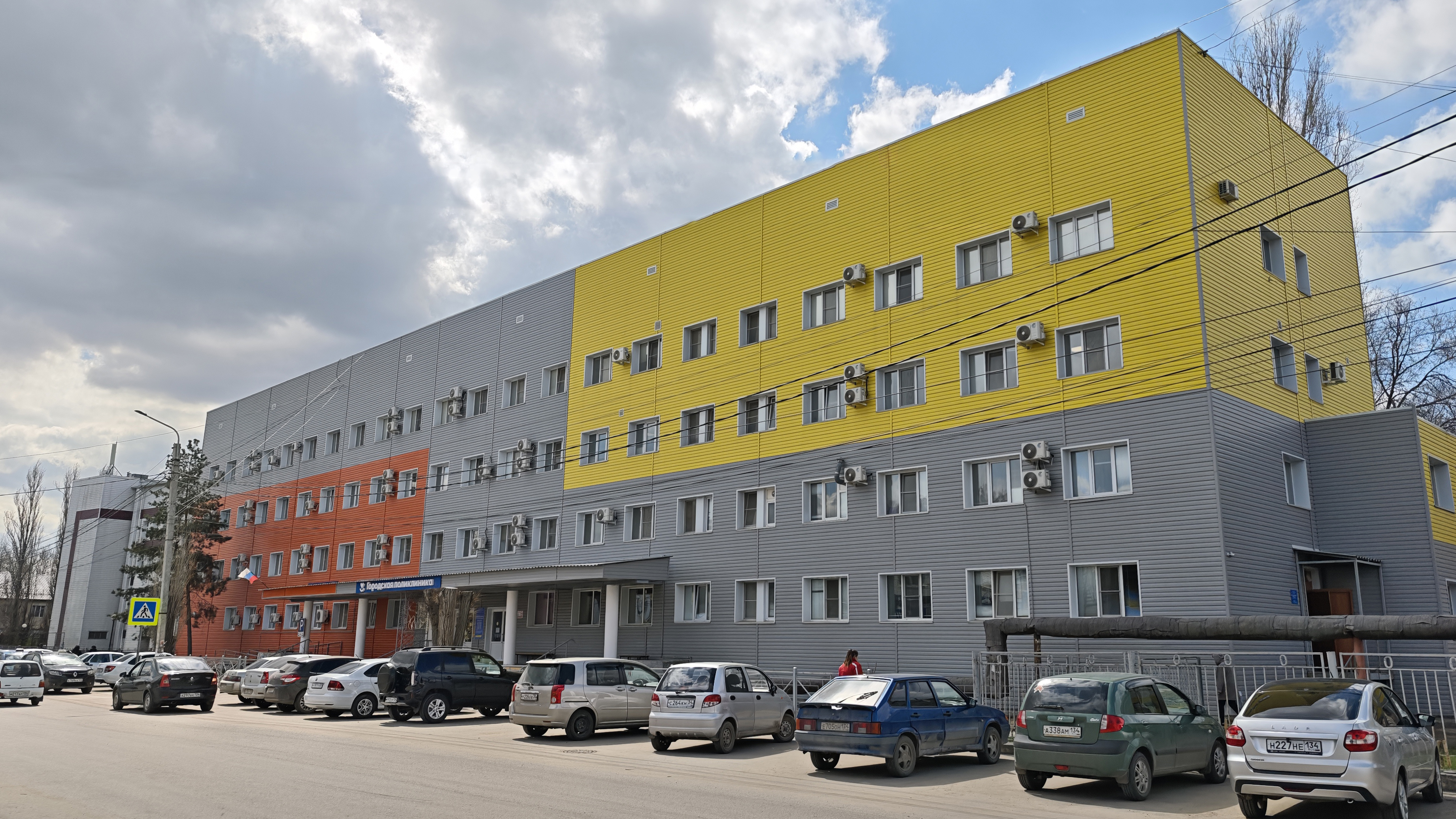
Михайловская центральная районная больница

- ГАУЗ «Михайловская стоматологическая поликлиника» — ул. Б. Хмельницкого, 9а/1;
- ГБУЗ «Клиническая станция скорой медицинской помощи» филиал № 3 г. Михайловка — ул. Ленина, 113;
- ГБУЗ «Михайловская городская детская больница» — ул. Леваневского, 2;
- ГБУЗ «Михайловская центральная районная больница» — ул. Некрасова, 1б;
- ГКУЗ «Волгоградский областной специализированный дом ребенка для детей с органическим поражением центральной нервной системы с нарушением психики» филиал № 1 г. Михайловка — ул. Коммуны, 70;
- Клиентская служба Социального фонда России в городском округе город Михайловка — ул. Подгорная, 4;
- Консультативно-диагностический центр — ул. Мичурина, 8а;
- Медведицкий филиал ГУ «ТФОМС Волгоградской области» — ул. 2-я Краснознаменская, 20;
- Михайловский филиал ГБУЗ «Волгоградский областной клинический кожно-венерологический диспансер» — ул. Пирогова, 80;
- Михайловский филиал ГБУЗ «Волгоградский областной клинический центр медицинской реабилитации» — ул. Обороны, 38;
- МУП «Муниципальная аптека» — ул. Миронова, 56;
- Противотуберкулезное отделение — ул. Пирогова, 78;
- Родильное отделение Михайловки — ул. Пирогова, 79а;
- Филиал № 3 г. Михайловки ГБУЗ «Волгоградский областной центр крови» — ул. Щорса, 2;

## Образование
В городе расположено 15 детских садов , 9 средних общеобразовательных школ, два учреждения дополнительного образования, 4 учреждения учреждения среднего профессионального образования, два филиала вузов.

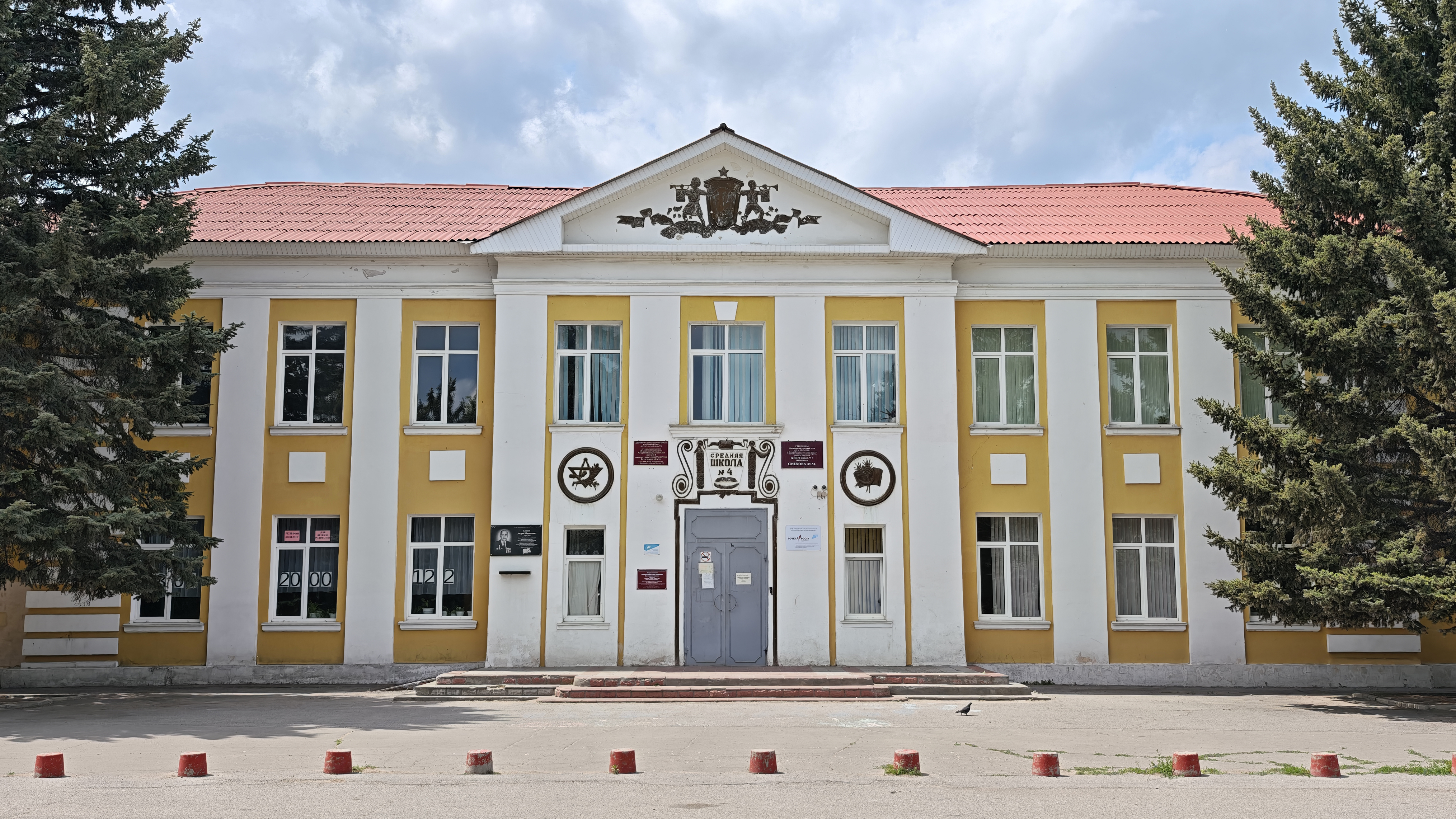
Средняя школа № 4
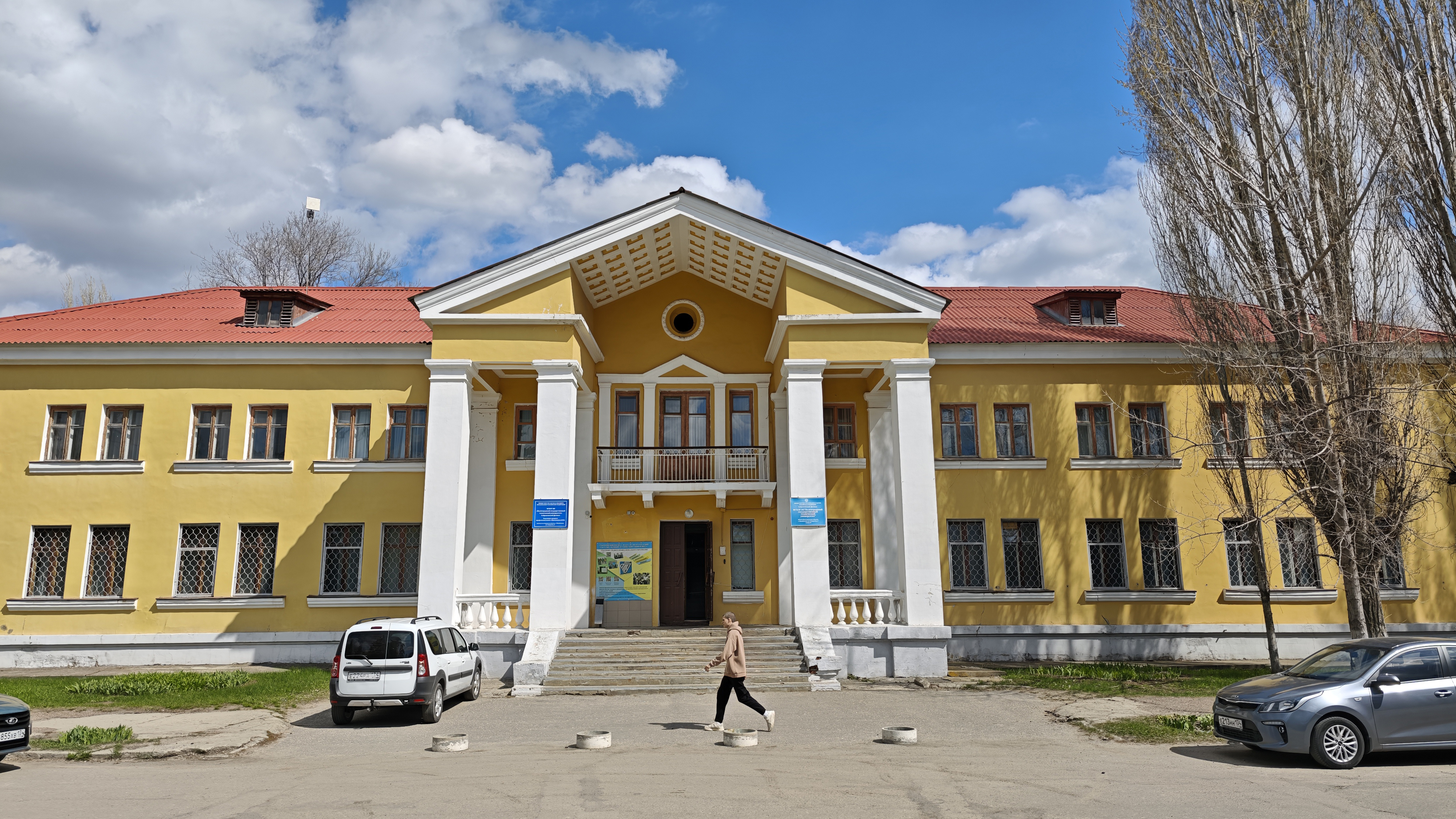
ВолгГТУ, Себряковский филиал
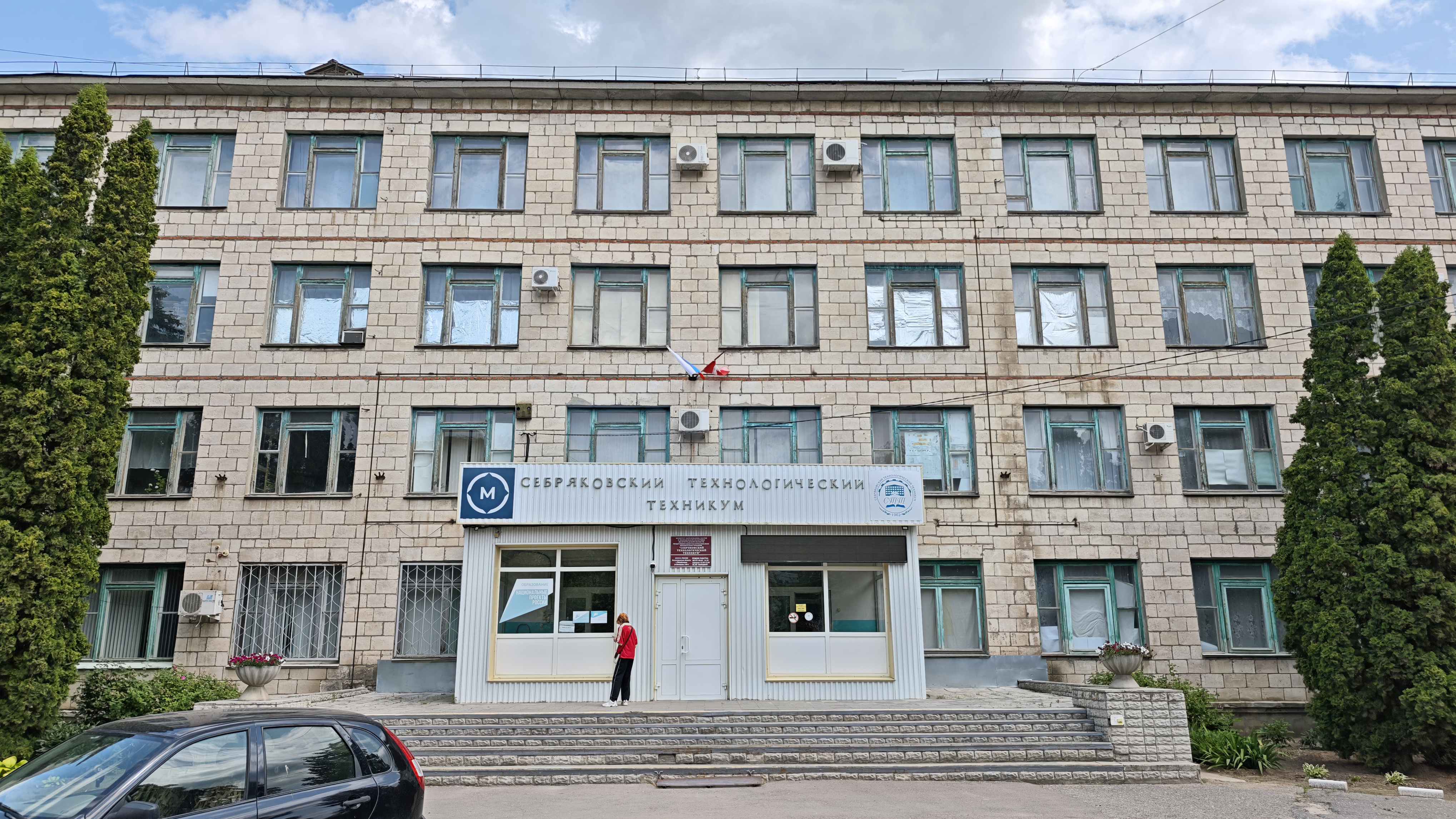
Себряковский технологический техникум

## Спорт

### Спортивные учреждения
В городе действуют следующие спортивные учреждения:
МБУ «Спортивная школа муниципального округа город Михайловка»
Школа реализует программы спортивно-оздоровительной работы и спортивной подготовки, организует физкультурно-спортивные мероприятия по баскетболу, футболу, волейболу, боксу, кикбоксингу, лёгкой атлетике, карате, фитнес-аэробике, пауэрлифтингу.
АУ муниципального округа город Михайловка Волгоградской области «Центр физической культуры и спорта»
Центр физической культуры и спорта функционирует как муниципальный центр тестирования в рамках Всероссийского физкультурно-спортивного комплекса «Готов к труду и обороне» (ГТО). Учреждение реализует программы спортивно-оздоровительной направленности, организует и проводит мероприятия по различным видам спорта, включая плавание, теннис, полиатлон, футбол и баскетбол.

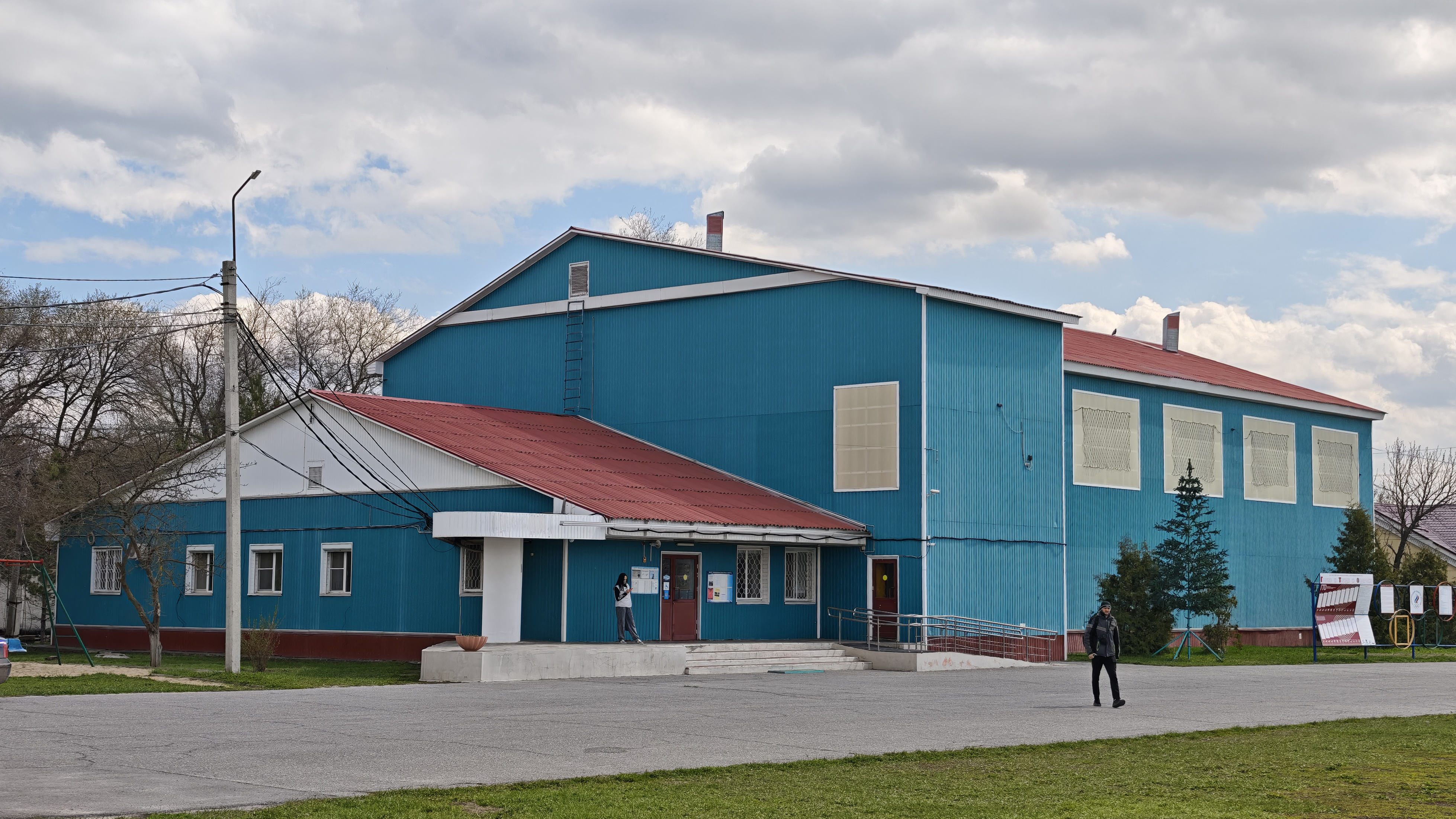
Центр физической культуры и спорта

На территории центра расположены плоскостные спортивные сооружения, включающие два травяных футбольных поля, площадку для пляжного футбола и пляжного волейбола, а также беговую дорожку длиной 400 метров по кругу с асфальтовым покрытием. В распоряжении центра — теннисный корт с грунтовым покрытием, который в зимнее время трансформируется в хоккейную площадку. Также на территории центра имеется крытый плавательный бассейн на три дорожки.

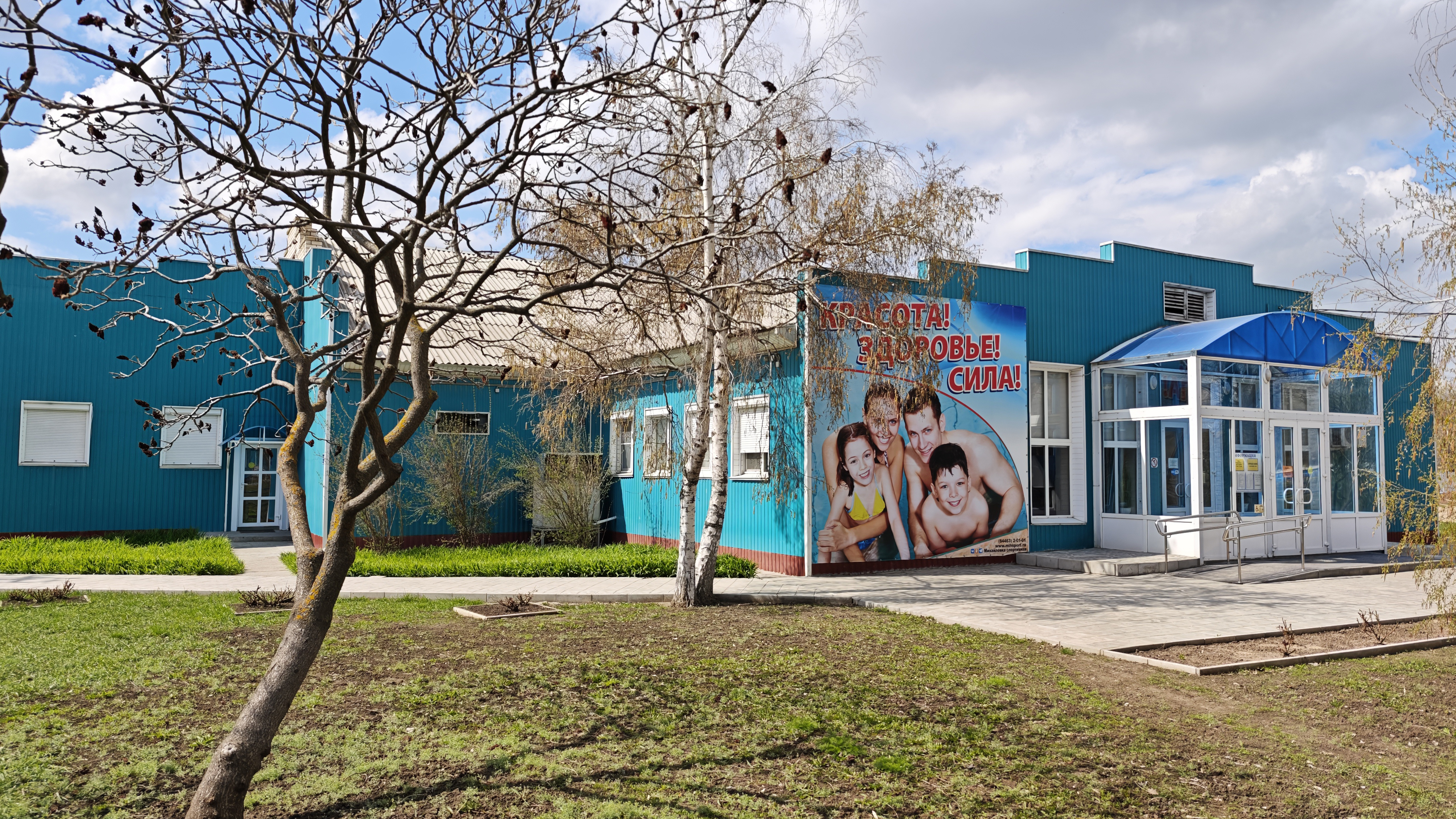
Бассейн «Нептун»

Для проведения матчей и массовых мероприятий используется трибуна на 1046 посадочных мест, обслуживающая центральный стадион. В состав учреждения входит универсальный спортивный зал с балконом, рассчитанным на 200 зрителей, где регулярно проводятся муниципальные, зональные и региональные соревнования различных уровней.
МКУ ДО «Станция детского и юношеского туризма и экскурсий муниципального округа город Михайловка Волгоградской области»
Станция реализует дополнительную общеобразовательную программу туристско-краеведческой направленности, предоставляет туристические экскурсионные услуги, организует физкультурно-спортивные мероприятия.

### Футбол
В период с 2005 по 2015 год в Третьем дивизионе России/ЛФЛ (зона «Черноземье») принимал участие «Цемент», а ранее, в 1995—1997 годах, в Третьей лиге ПФЛ (зона 2) выступал клуб «Динамо» (Михайловка) (в 1997 году — под названием «Ротор-2» (Михайловка). В настоящее время город в чемпионате Волгоградской области представляет ФК «Михайловка», основанный в 2016 году.

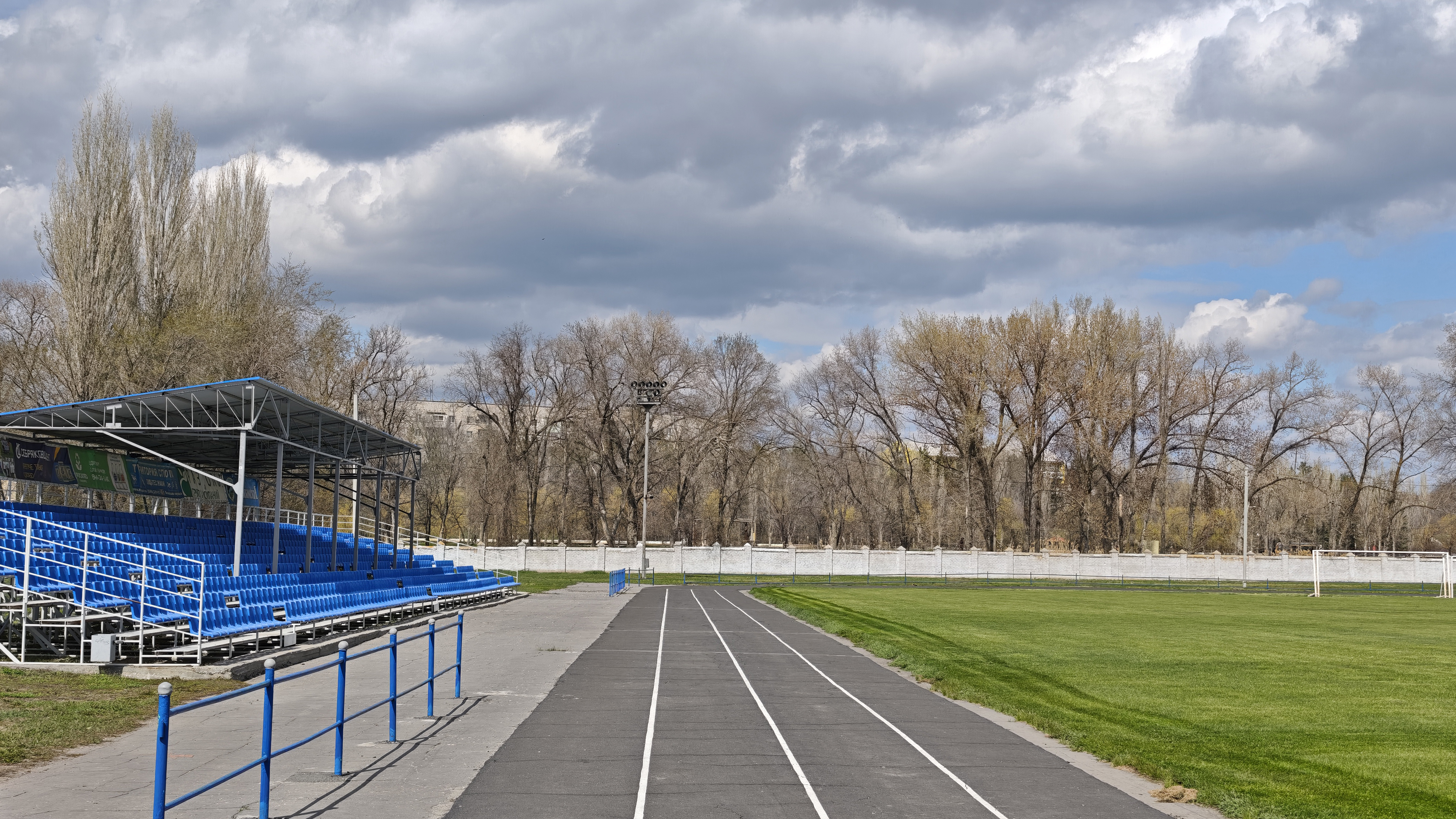
Городской стадион

В 2010-х годах в Михайловке проводился отборочный этап чемпионата детской футбольной лиги «Большие звезды светят малым» в дивизионе Леонида Слуцкого.
Леонид Слуцкий, ещё будучи игроком, провёл сезон в михайловском «Силикате», заняв с командой первое место в чемпионате Волгоградской области в сезоне 1994 года.

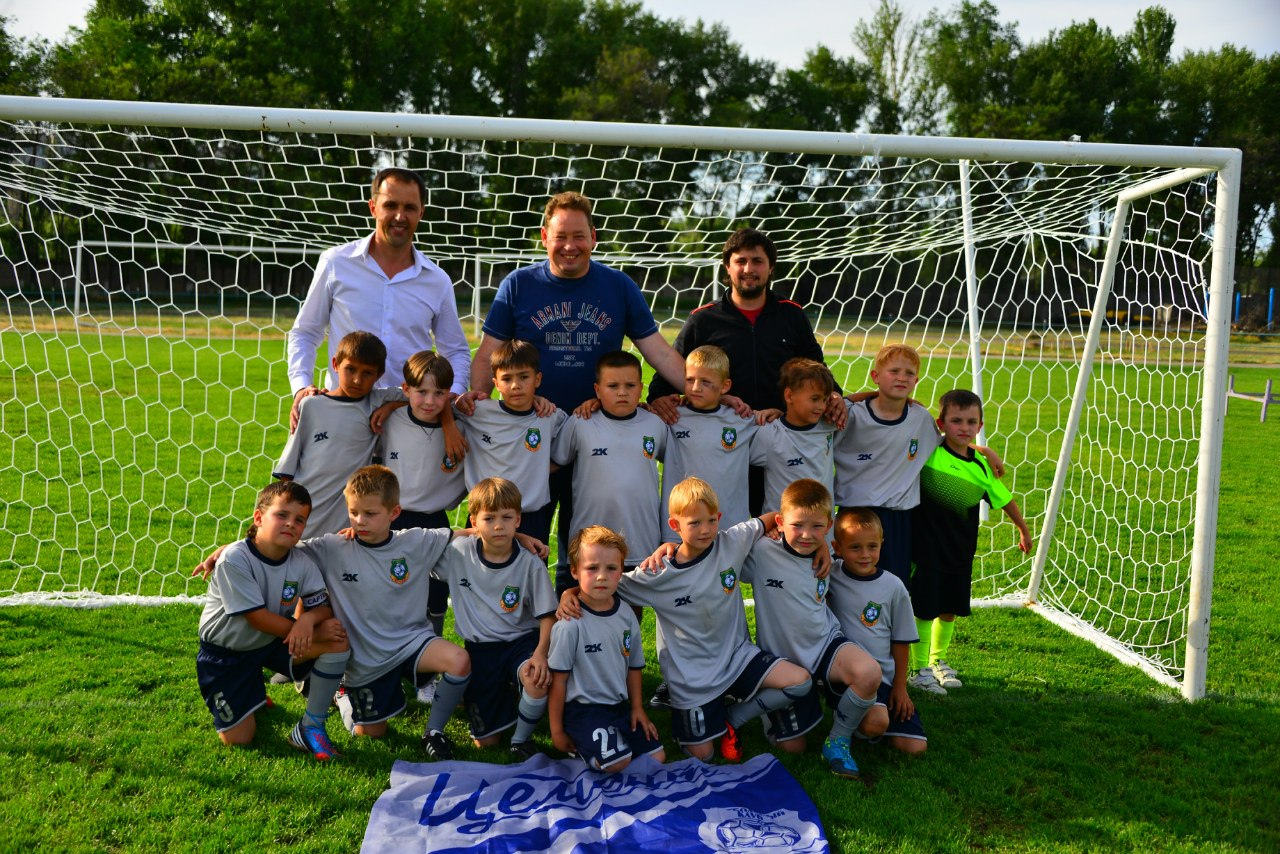
Леонид Слуцкий на турнире «Большие звезды светят малым» в 2013 году

## СМИ
В настоящее время в городе выходят два издания:
- «Новое время». Первый выпуск газеты был напечатан в 1998 году. Редакция газеты располагается на ул. 2-Краснознаменская, д. 20.[123]
- «Призыв». Газета «Призыв» начала выпускаться в 1919 году. Тогда издание носило название «Красное слово». В мае 2020 года издательство отпраздновало 100-летие существования газеты. Редакция газеты расположена на ул. Коммуны, д. 127.[124]

## Транспорт

### Дорожное сообщение
Через Михайловку проходит ряд федеральных и региональных автомобильных дорог, обеспечивающих важное транспортное значение города в региональной и межрегиональной логистике.
Основной магистралью является федеральная автодорога Р22 «Каспий» (до 2018 года — М-6), соединяющая Москву с Астраханью. Дорога имеет протяжённость около 1381 км, проходит по западной окраине Михайловки и обеспечивает транспортную связь с Москвой (около 788 км) и Волгоградом (около 193 км).
Другой важной федеральной трассой, проходящей через Михайловку, является Р207 «Пенза — Балашов — Михайловка — автодорога Р-260», получившая федеральный статус в 2020 году. Дорога обеспечивает транспортную связь между Пензенской, Саратовской и Волгоградской областями.
Развитая сеть автомобильных дорог регионального значения связывает Михайловку с соседними районами и населёнными пунктами. Среди них:
- Автодорога 18К-10 «Михайловка — Котово», с протяжённостью около 139 км, обеспечивает сообщение с северо-восточными районами области;
- Автодорога 18А-2 «Михайловка — Серафимович — Суровикино», входит в состав маршрута «Суровикино — Елань» II технической категории;
- Автодорога 18К-5 «Жирновск — Рудня — Вязовка — Михайловка — Кумылженская — Вёшенская», соединяющая Волгоградскую и Ростовскую области с общей протяжённостью 178 км.

Михайловский автовокзал является центральным автотранспортным узлом города и расположен по адресу ул. Серафимовича, 15. В 2024 году была проведена комплексная модернизация автовокзала. Капитальный ремонт здания был профинансирован из областного бюджета в рамках программы комплексного развития города.

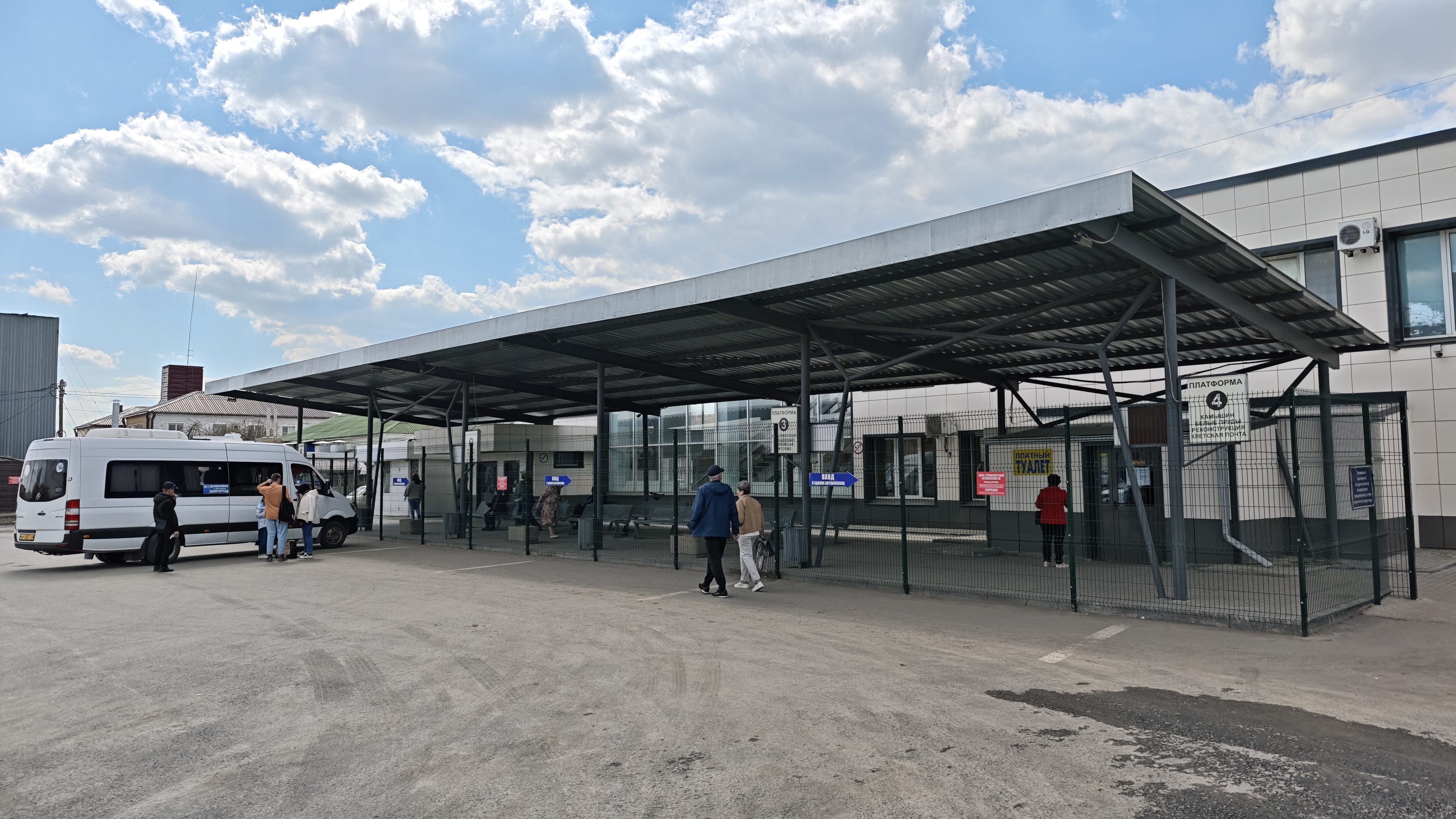
Автовокзал

Михайловка обслуживается регулярными междугородними автобусными маршрутами, соединяющими город с Москвой, Волгоградом, а также с рядом районных и областных центров. На западной окраине города, вдоль федеральной автодороги Р-22 «Каспий», расположена остановка «Рижский рынок», где совершают посадку и высадку пассажиров автобусы транзитных маршрутов, следующих без заезда на автовокзал.
В черте города насчитывается 416 улиц, формирующих разветвлённую транспортную сеть города. Система общественного транспорта включает городские автобусы и маршрутные такси, обеспечивающих сообщение между различными районами города. В Михайловке действует одиннадцать внутримуниципальных автобусных маршрутов, охватывающих основные жилые, промышленные и социально значимые зоны города:
- №1 (ТЦ «Святогор» – Рынок);
- №2 (ДСУ-2 – Поликлиника);
- №3 (Рынок – Себрово);
- №4 (Себрово – Поликлиника);
- №5 (Рынок – 18-й магазин);
- №6 (Рынок – Пенсионный фонд);

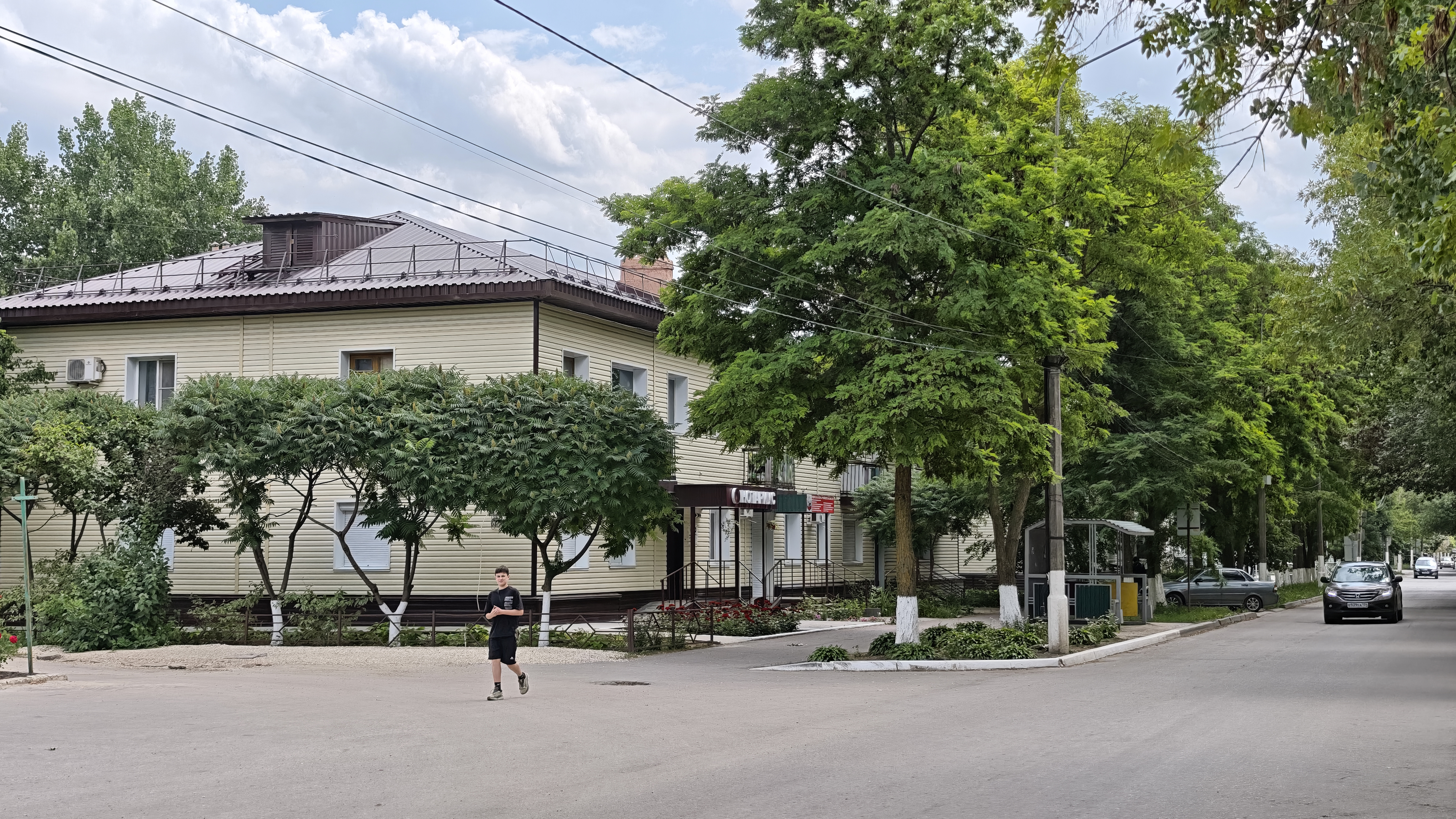
Автобусная остановка на улице Коммуны

- №11 (Рынок – 1-й участок – Новостройка);
- №12 (Рынок – Цемзаводской посёлок, 18 магазин).[129]

### Железнодорожное сообщение
Главным железнодорожным узлом города Михайловка является станция Себряково, расположенная на линии Волгоград I — Поворино. Станция была открыта в 1871 году и получила название в честь основателя города — Михаила Себрякова.

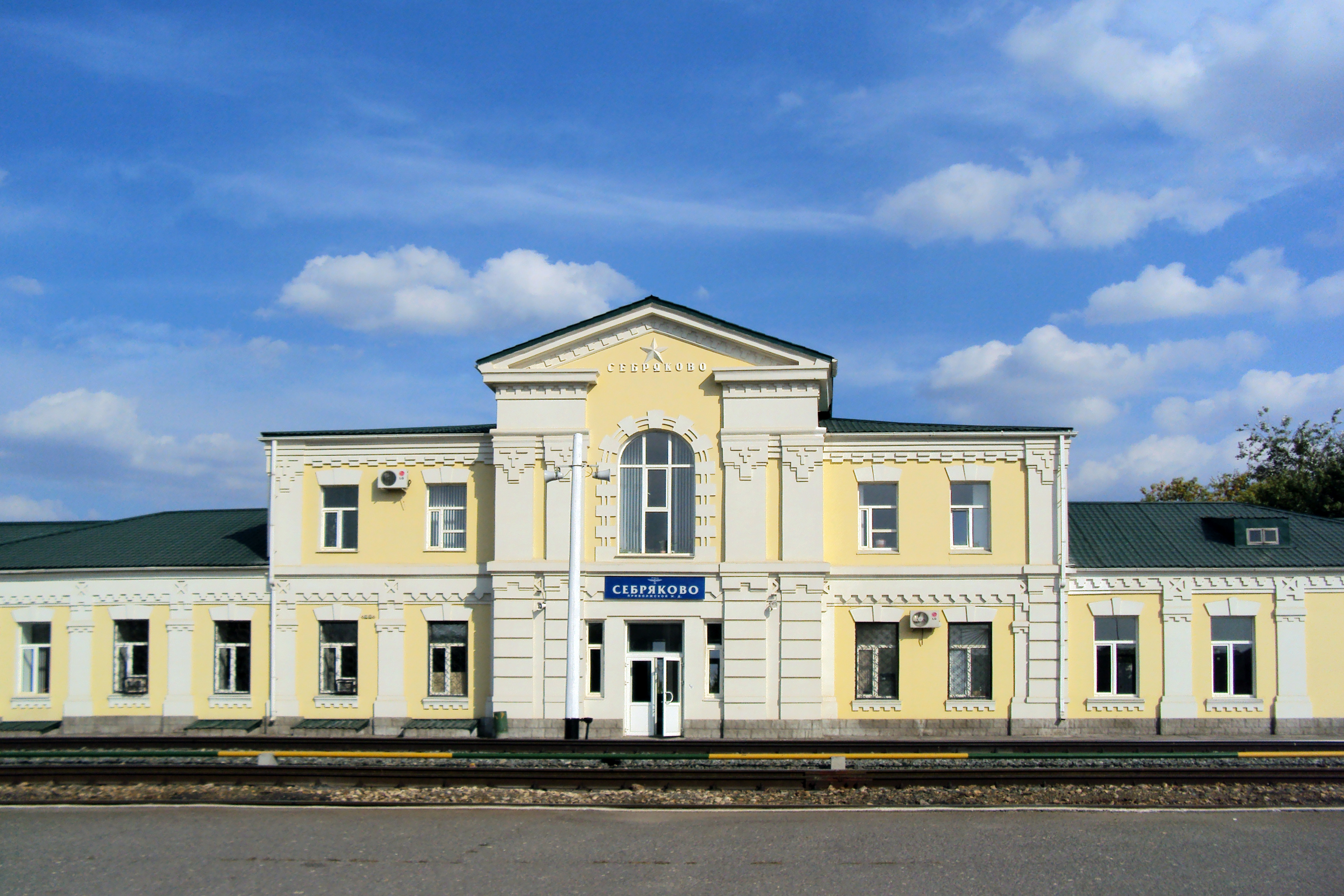
Железнодорожная станция Себряково

В настоящее время Себряково выполняет функции участковой, пассажирской и грузовой станции. На станции расположены две пассажирские платформы — островная и боковая, а также 28 путей, что позволяет обслуживать как пассажирские, так и грузовые перевозки. Согласно расписанию движения на 2025 год, через станцию следуют следующие поезда дальнего следования:
Круглогодичные маршруты
- № 001И/001Ж — фирменный поезд «Волгоград» (Москва — Волгоград — Москва). Круглогодичное ежедневное курсирование;
- № 015Й/015Ж — скорый поезд (Москва — Волгоград — Москва). Круглогодичное ежедневное курсирование;
- № 089А/089Ж — скорый поезд (Санкт-Петербург — Волгоград — Санкт-Петербург).

Сезонные маршруты
- № 497Г/498С — сезонный поезд (Адлер — Ижевск — Адлер). Курсирует в период с 25 мая по 20 сентября 2025 года;
- № 531Г/532С — сезонный поезд (Адлер — Киров — Адлер). Курсирует в период с 24 мая по 2 октября 2025 года;
- № 485Й/485С — сезонный поезд (Москва — Волгоград — Москва). Курсирует с 27 декабря 2024 года по 10 января 2025 года и с 27 декабря 2025 года по 9 января 2026 года;
- № 355Ж — международный поезд (Москва — Баку, через Волгоград). Курсирует по четвергам в период с 19 декабря 2024 года по 11 декабря 2025 года.

Станция обслуживает и пригородные перевозки. В настоящее время курсируют маршруты:
- № 6517/6518 — (Арчеда — Урюпино)
- № 6817/6818 — (Волгоград — Урюпино)

### Авиасообщение
Собственного аэропорта в Михайловке нет, воздушное сообщение осуществляется через международный аэропорт Волгоград (Сталинград) (VOG), расположенный на расстоянии около 180 км от города. Время в пути до аэропорта на автомобиле составляет в среднем от 2,5 до 3 часов.
С 2017 года Михайловка входит в зону действия санитарной авиации Волгоградской области. Для экстренной медицинской эвакуации применяются вертолёты типа «Ансат». Первый вылет в рамках возобновлённой программы был осуществлён в Михайловку в июне 2017 года. За пять лет более полутора тысяч пациентов, включая жителей города, были эвакуированы с применением санитарной авиации.

## Вооружённые силы
На улице Совхозной расположена воинская часть 03007-Т 339-го радиотехнического полка.

## Население
Динамика численности населения по годам:
| 1859    | 1873    | 1897    | 1915    | 1920    | 1939    | 1959    | 1967    | 1970    | 1979    |
| ------- | ------- | ------- | ------- | ------- | ------- | ------- | ------- | ------- | ------- |
| 1870    | ↗2555   | ↗7506   | ↗10 129 | ↘9788   | ↗18 000 | ↗34 984 | ↗47 000 | ↗49 797 | ↗58 193 |
| 1982    | 1986    | 1987    | 1989    | 1992    | 2000    | 2001    | 2002    | 2003    | 2005    |
| ↗60 000 | ↘57 000 | ↗58 000 | ↗58 323 | ↗58 700 | ↘58 400 | ↘58 200 | ↗60 034 | ↘60 000 | ↘59 500 |
| 2006    | 2008    | 2009    | 2010    | 2011    | 2012    | 2013    | 2014    | 2015    | 2016    |
| ↘59 300 | ↘58 900 | ↘58 731 | ↗59 132 | ↘59 100 | ↘58 857 | ↘58 656 | ↘58 320 | ↗58 380 | ↗58 433 |
| 2017    | 2018    | 2019    | 2020    | 2021    | 2023    | 2024    |         |         |         |
| ↘58 407 | ↘58 221 | ↘57 829 | ↘57 447 | ↘56 031 | ↘55 029 | ↘54 772 |         |         |         |

В имперский период ключевым фактором роста Михайловки стала интеграция слободы в региональные рынки и транспортные коридоры. Во второй половине XIX века сюда активно переселялись жители соседних губерний, формировались ярмарки и сеть торгово‑ремесленных заведений. Решающий импульс развитию дала железная дорога и открытие станции Себряково в 1871 году, после чего слобода перешла от медленного прироста к ускоренному росту на рубеже XIX–XX веков. К началу Первой мировой войны Михайловка уже являлась одним из торгово‑промышленных центров округа.

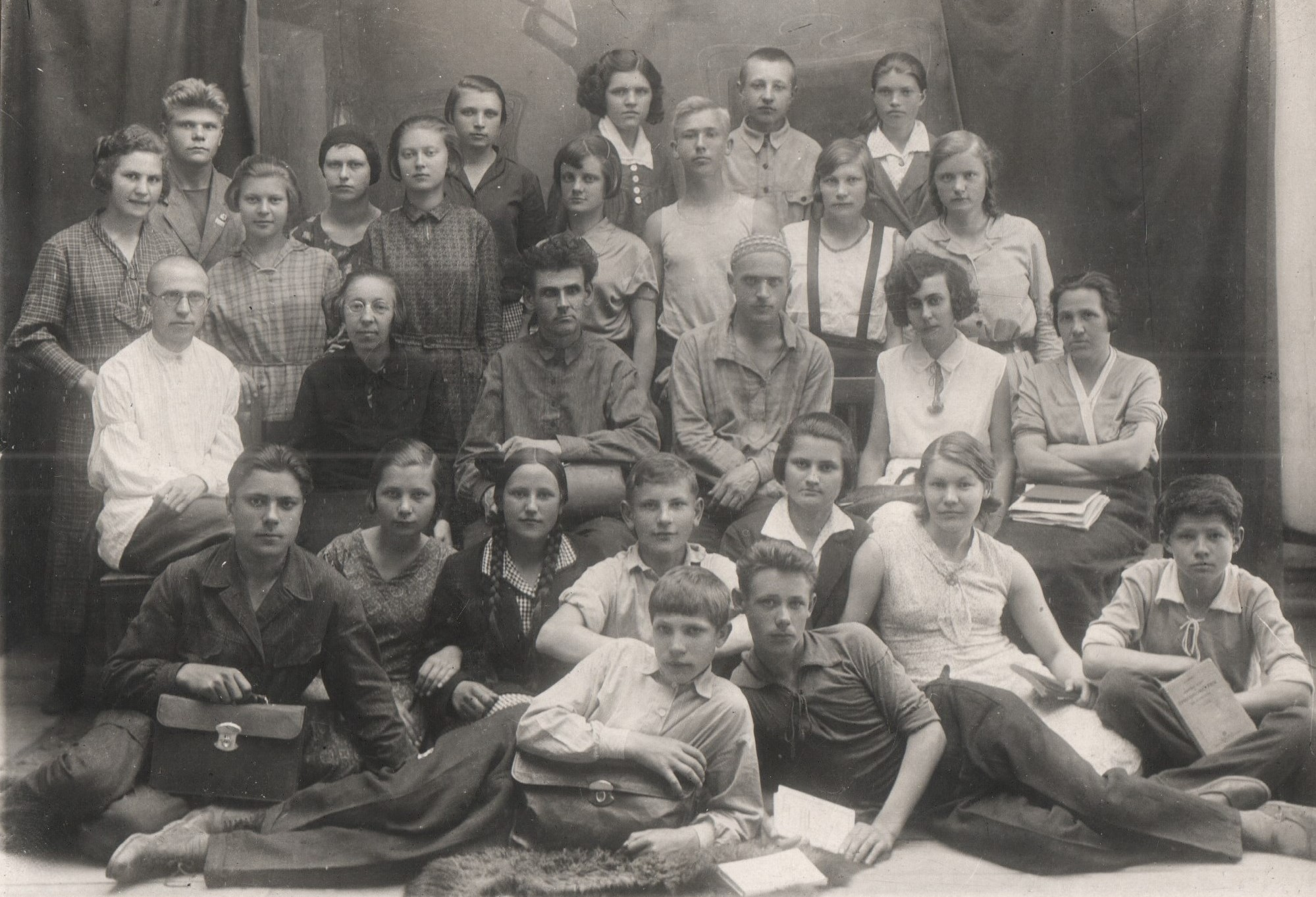
Ученики и учителя школы №1 в 1935 году

Период 1915–1920 годов отметился выраженным спадом: военные действия, революция, Гражданская война, продовольственные кризисы и миграционные потрясения привели к сокращению численности населения. Однако уже в 1920–1930‑е годы начался стремительный рост. Этому способствовали административная концентрация, преобразование Михайловки в рабочий посёлок, развитие перерабатывающей промышленности и социальной инфраструктуры. К 1939 году население удвоилось по сравнению с 1920 годом, что соответствовало всесоюзной волне урбанизации межвоенного периода.
Во время Великой Отечественной войны Михайловка находилась в тыловой зоне, недалеко от линии фронта. Это сопровождалось разрушениями, мобилизацией значительной части трудоспособных жителей и развёртыванием госпиталей. Послевоенное восстановление и индустриальный рывок стали переломным моментом: в 1948 году Михайловка получила статус города, а запуск Себряковского цементного завода в 1953 году обеспечил устойчивый миграционный приток, занятость и ускоренный рост в 1950–1970‑е годы. К 1979 году численность достигла 58 193 человек. Позднесоветские 1980‑е характеризовались стабилизацией на уровне 58–60 тысяч жителей на фоне насыщения индустриальной модели и развитой социальной инфраструктуры.
В постсоветский период, с 1990‑х по начало 2000‑х годов, население колебалось в пределах 59–60 тысяч человек. Инерция промышленного ядра и статус районного центра частично компенсировали общероссийский спад рождаемости и экономическую перестройку. С середины 2000‑х началась устойчивая умеренная убыль населения, обусловленная естественным сокращением (старение, малочисленные поколения 1990‑х) и миграционным оттоком молодёжи и специалистов в крупные агломерации. Во второй половине 2010‑х темпы снижения усилились, а в 2020–2021 годах дополнительным негативным фактором стала повышенная смертность из‑за пандемии COVID-19.

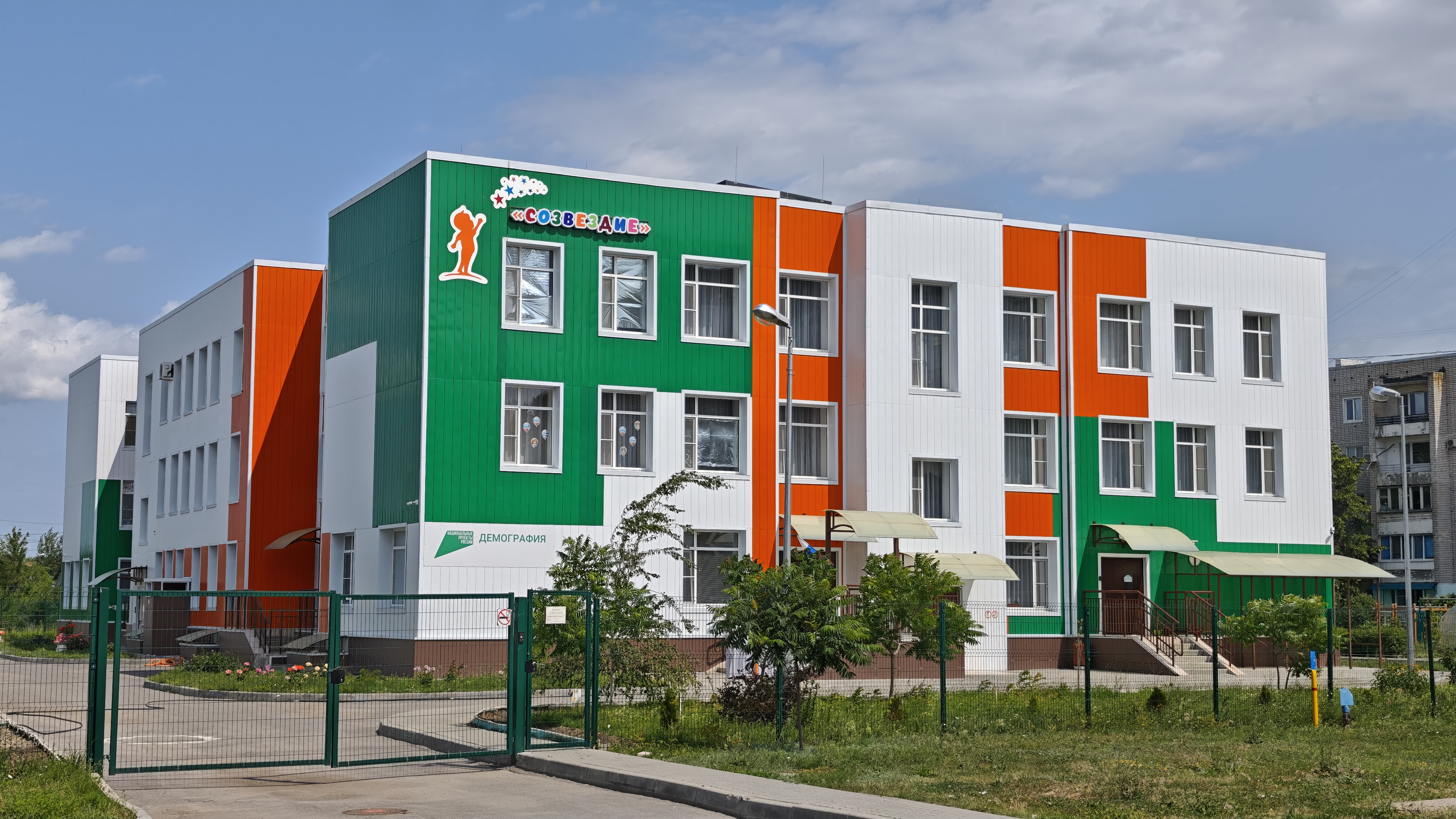
Детский сад Лукоморье, структурное подразделение Созвездие

Предпринимаемые меры по поддержке моногородов и создание территории опережающего социально‑экономического развития способствовали улучшению инвестиционного климата и росту занятости в ряде отраслей. Однако они не смогли переломить демографический тренд: к 2024 году численность населения составила 54 772 человека — примерно на 8,7 % меньше пикового значения 2002 года.

### Национальный состав
Национальный состав городского округа город Михайловка по переписи 2020 года: русские — 78 604 (92,98%); турки — 317 (0,37%); казахи — 268 (0,32%); армяне — 205 (0,24%); азербайджанцы — 188 (0,22%); цыгане — 143 (0,17%); украинцы — 130 (0,15%); другие — 4680 (5,55%).

## Административно-территориальное устройство

### Административная принадлежность

#### Основание слободы и нахождение в составе губерний Российской империи (до 1786 года)
До XVIII века территория современной Михайловки входила в состав Земли Донских казаков — автономного военно-политического образования в составе Русского государства. Устройство Донской Земли основывалось на принципах традиционного казачьего самоуправления: власть осуществлялась через выборных атаманов, старшин и Войсковой круг, игравший роль высшего совещательного и исполнительного органа.
В результате подавления Булавинского восстания (1707–1708) часть казачьих юртов, включая Кобылянский, была упразднена. На территории бывшего Кобылянского юрта 24 мая 1762 года, согласно указу императора Петра III, была основана помещичья слобода Михайловка. Земельный надел площадью около 40 тысяч десятин был пожалован в вечное и потомственное владение полковнику Михаилу Сидоровичу Себрякову за военные заслуги.
Михайловка изначально развивалась в виде частновладельческого сельского поселения и не входила в состав казачьих административных структур. Управление слободой осуществлялось через приказчика помещика, который представлял интересы владельца и осуществлял полный контроль над населением и хозяйственными процессами. Заселение территории происходило под контролем представителей дворянского рода Себряковых. Основную часть населения составили переселенцы из различных регионов — Слободской Украины, а также Воронежской, Курской, Тамбовской и Харьковской губерний. Заселение происходило как за счёт добровольных переселенцев, так и путём приобретения крепостных крестьян, в том числе беглых.
В рамках административных реформ Петра I территория слободы с 1719 года числилась в составе Азовской губернии, а с 1725 года — в Воронежской губернии. В 1783 году на короткий период Михайловка вошла в состав Екатеринославского наместничества.

#### В составе Области Войска Донского (1786–1918)
В 1786 году из состава Екатеринославского наместничества была выделена Земля Войска Донского, получившая статус отдельной административной единицы Российской империи с элементами казачьего самоуправления. Несмотря на это, слобода Михайловка сохраняла статус помещичьего населённого пункта и находилась в частной собственности.

Карта Земли Донского казачьего войска, 1858 год

После административной реформы 1802 года Михайловка вошла в состав Усть-Медведицкого округа Области Войска Донского. Административным центром округа являлась станица Усть-Медведицкая.
Отмена крепостного права в 1861 году предоставила крестьянам Михайловки личную свободу, однако они продолжили нести натуральные и денежные повинности в качестве временнообязанных. Земли остались во владении семьи Себряковых, а введение системы выкупных платежей возложило на крестьян долговые обязательства сроком до 49 лет. Это сохраняло полузависимое положение населения, но одновременно способствовало развитию рыночных отношений и росту хозяйственной активности в поселении.
Во второй половине XIX века Михайловка стала одним из крупнейших торгово-ремесленных центров Усть-Медведицкого округа, уступая окружному центру лишь в административном статусе, но превосходя его по объёмам промышленного производства и торговли. В 1898 году Михайловке был присвоен официальный статус волости, что отражало её возросшую экономическую и административную значимость в регионе.

Михайловка на карте Усть-Медведицкого округа, 1897 год

#### Советский период (1918–1991)
В 1918 году, после установления Советской власти, прежняя система управления была упразднена. Первоначально Михайловка входила в состав Донской области РСФСР.
По постановлению ВЦИК от 4 апреля 1921 года Усть-Медведицкий округ, включая Михайловку, был включён в Царицынскую губернию. В результате административной реформы 21 мая 1928 года был образован Нижне-Волжский край, в состав которого вошёл вновь сформированный Михайловский район с административным центром в слободе Михайловка.
10 января 1934 года край был разделён, и район перешёл в состав Сталинградского края, с 5 декабря 1936 года — в состав Сталинградской области (с 1961 года — Волгоградская область). В 1934 году Михайловка получила статус рабочего посёлка, а в 1948 году — статус города районного подчинения. С 1961 года Михайловка стала городом областного подчинения в составе Волгоградской области.

#### Современный период (с 1991 года)
После распада СССР Михайловка сохранила статус города областного значения.
25 марта 2005 года, в соответствии с Законом Волгоградской области № 1033-ОД, был образован городской округ город Михайловка.
28 июня 2012 года произошла консолидация всех муниципальных образований бывшего Михайловского района и городского округа в единое муниципальное образование — городской округ город Михайловка.
С 1 ноября 2024 года, на основании Закона Волгоградской области от 18 октября 2024 года № 72-ОД, городской округ был преобразован в Михайловский муниципальный округ, в связи с изменениями в федеральном законодательстве. В настоящее время на территории муниципального округа расположено 56 населённых пунктов, объединённых в 14 сельских территорий.

### Структура органов местного самоуправления
Михайловская городская Дума
- Представительный орган муниципального округа.
- Состоит из 21 депутата, избираемых жителями муниципального округа на основе всеобщего равного и прямого избирательного права при тайном голосовании сроком на 5 лет.
- В компетенцию Думы входит принятие нормативных актов, утверждение бюджета, контроль за его исполнением, определение стратегии социально-экономического развития округа, установление местных налогов и сборов, а также другие вопросы, отнесенные к ее ведению Федеральным законом № 131-ФЗ «Об общих принципах организации местного самоуправления в Российской Федерации».

Глава муниципального округа
- Высшее должностное лицо муниципального округа.
- Избирается депутатами Михайловской городской Думы из своего состава сроком на 5 лет.
- Осуществляет руководство деятельностью администрации муниципального округа, представляет округ в отношениях с органами государственной власти, организациями и гражданами, подписывает муниципальные правовые акты, обеспечивает взаимодействие всех органов местного самоуправления.Администрация муниципального округа город Михайловка на улице Обороны

Администрация муниципального округа

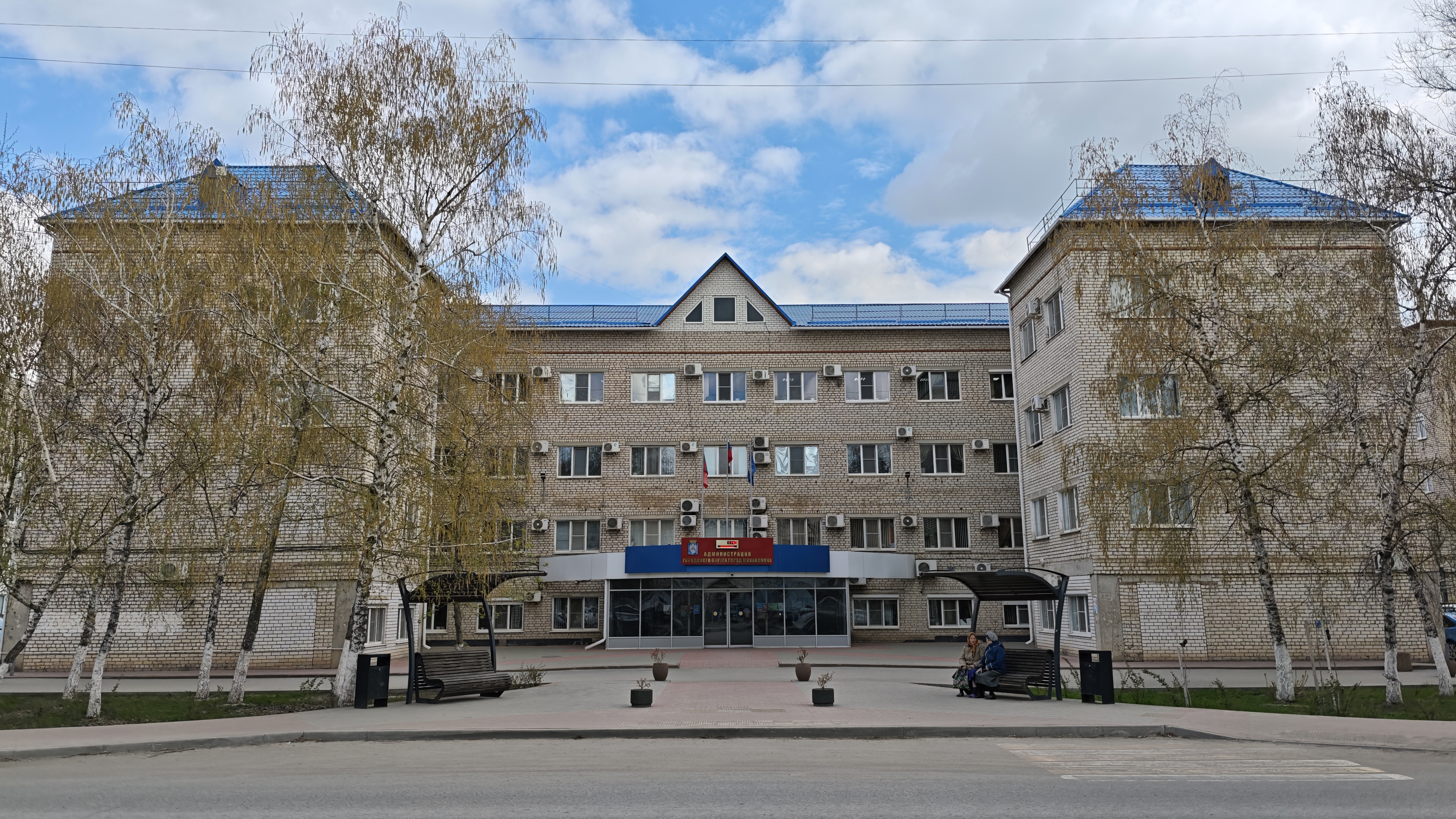
Администрация муниципального округа город Михайловка на улице Обороны

- Исполнительно-распорядительный орган муниципального округа.
- Возглавляется главой администрации, который назначается на должность по контракту на срок полномочий Михайловской городской Думы.
- Осуществляет исполнение решений городской Думы, разрабатывает и исполняет местный бюджет, реализует программы социально-экономического развития округа, управляет муниципальной собственностью, обеспечивает функционирование коммунальной инфраструктуры.Администрация муниципального округа город Михайловка на улице Мира

Контрольно-счетная палата

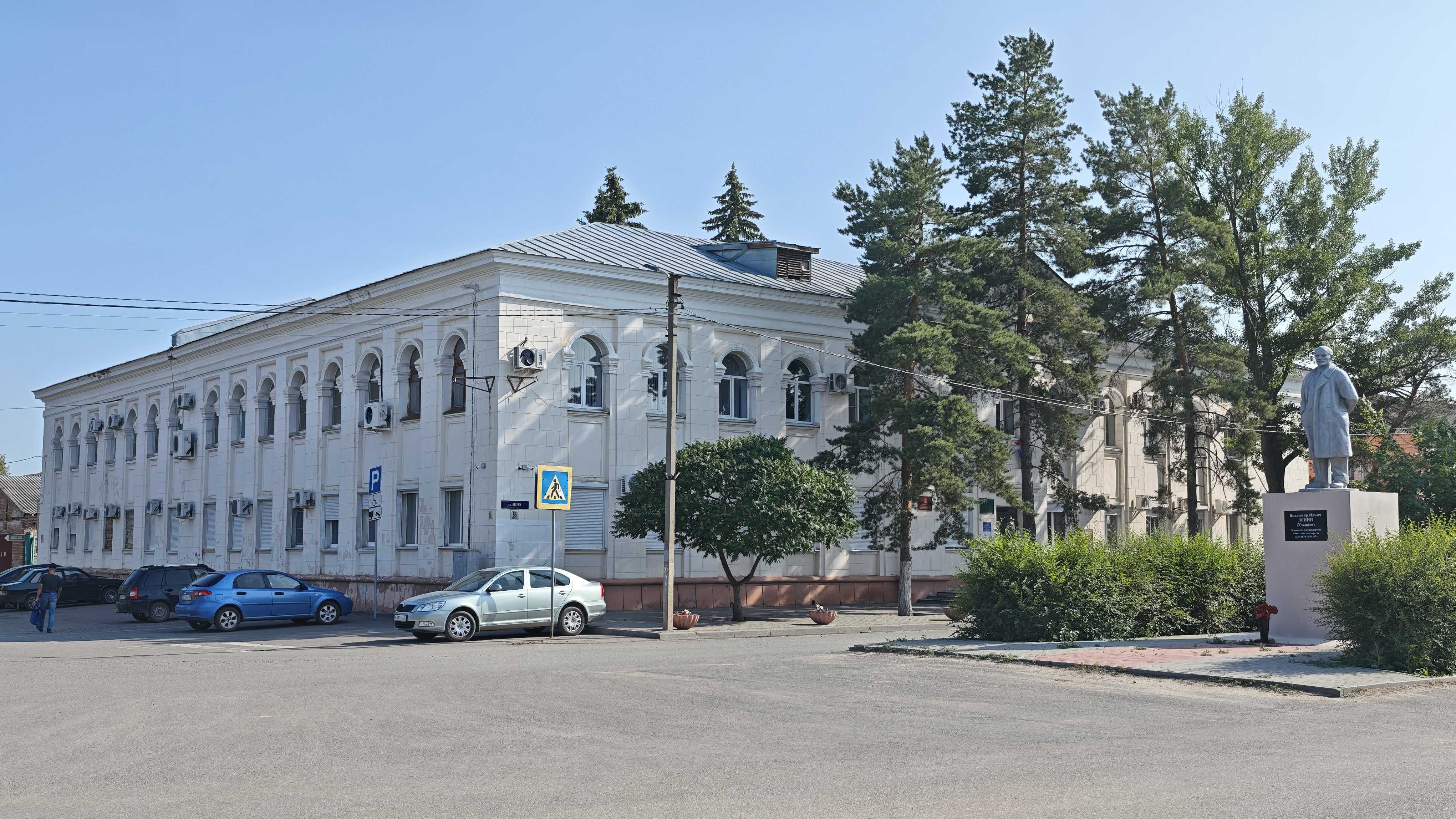
Администрация муниципального округа город Михайловка на улице Мира

- Органы внешнего муниципального финансового контроля.
- Осуществляет контроль за исполнением местного бюджета, использованием муниципальной собственности, а также финансовую экспертизу проектов муниципальных правовых актов.[170]

### Руководители органов местного самоуправления
- Председатель Михайловской городской Думы — Круглов Виталий Александрович[171]
- Глава муниципального округа — Кокин, Юрий Дмитриевич[172]
- Председатель контрольно-счетной комиссии муниципального округа — Тазова Надежда Александровна[173]

### Состав Михайловской городской Думы

Состав Михайловской городской Думы VII созыва
Единая Россия: 16 депутатов
ЛДПР: 2 депутата
КПРФ: 1 депутат
Российская партия пенсионеров за социальную справедливость: 1 депутат
Справедливая Россия: 1 депутат

Седьмой созыв Михайловской городской Думы был избран 11 сентября 2022 года. Постановлением Территориальной избирательной комиссии Михайловского района от 14 сентября 2022 года № 46/211-5 выборы депутатов городской Думы признаны состоявшимися и действительными. 6 октября 2022 года председателем Михайловской городской Думы избран Виталий Александрович Круглов, а его заместителем — Вячеслав Николаевич Бурдынов.
Количество депутатов Михайловской городской думы, избранных по партиям:
- «Единая Россия» — 16 депутатов;
- ЛДПР — 2 депутата;
- КПРФ — 1 депутат;
- «Справедливая Россия — Патриоты — За Правду» — 1 депутат;
- «Российская партия пенсионеров за социальную справедливость» — 1 депутат.

Всего в думу был избран 21 депутат: 11 — по единому избирательному округу и 10 — по одномандатным избирательным округам.

## Главы города

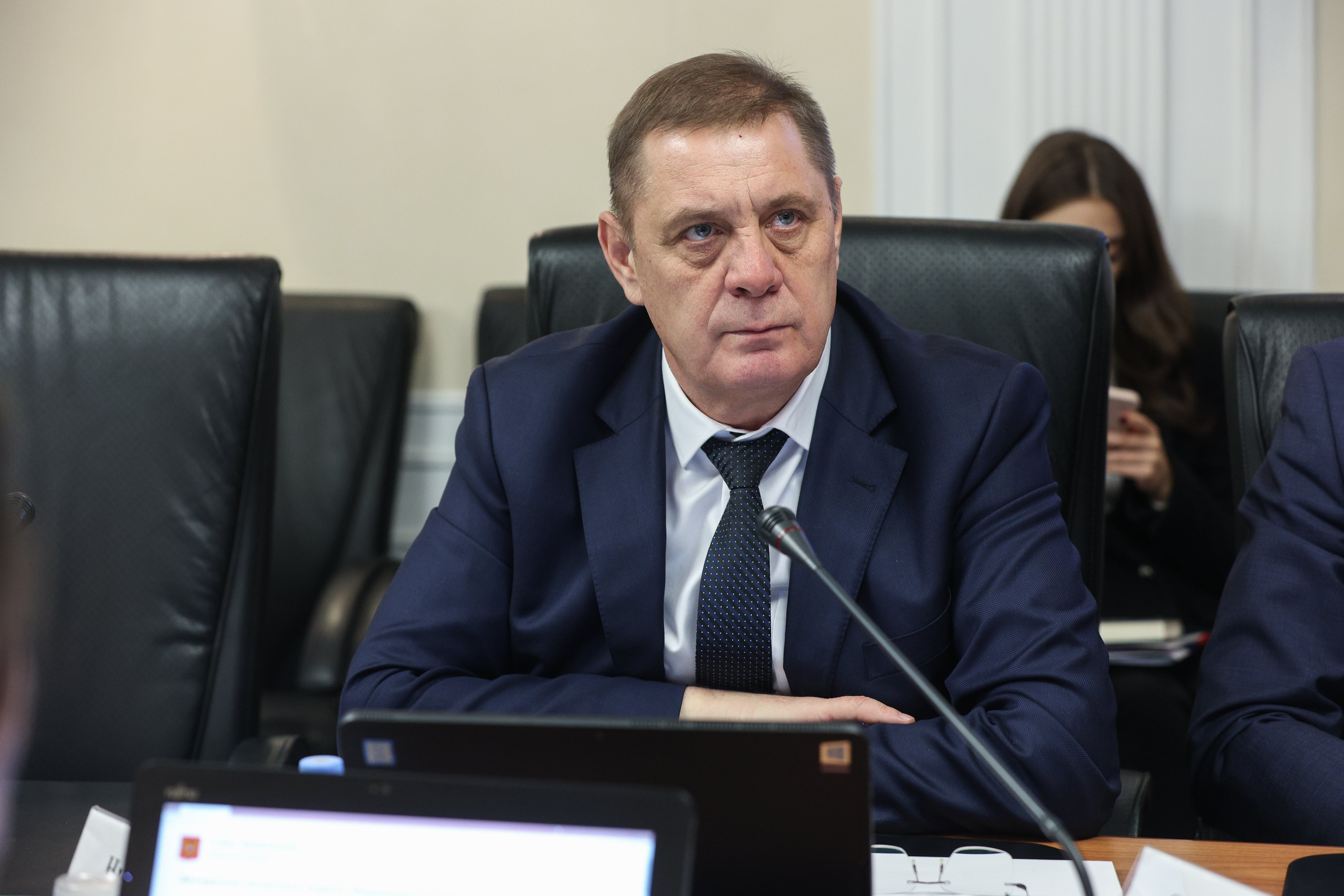
Н. П. Семисотов, сенатор Российской Федерации, глава городского округа с 2012 по 2014 год

- 1948—1950 — Леонов, Александр Арефьевич;
- 1950—1955 — Климов, Сергей Михайлович;
- 1955—1961 — Попов, Михаил Фёдорович;
- 1961—1963 — Шибитов, Николай Иванович;
- 1963—1965 — Свиридов, Александр Иванович;
- 1965—1969 — Давыдов, Николай Павлович;
- 1969—1983 — Тутыгин, Андрей Павлович;
- 1983—1990 — Ломейко, Владимир Павлович;
- 1990—1991 — Воронин, Анатолий Яковлевич (председатель исполкома), Сурков, Александр Михайлович (председатель горсовета);
- 1991 — Кожевников, Геннадий Николаевич (председатель горсовета);
- 1991—2005 — Сурков, Александр Михайлович;
- 2005—2012 — Кожевников, Геннадий Николаевич;
- 2012—2014 — Семисотов, Николай Петрович;
- 2014—2016 — Эфрос, Иосиф Нохимович (глава администрации городского округа город Михайловка);
- 2014—2017 — Ефименко, Надежда Семёновна (глава городского округа город Михайловка);
- 2016—2021 — Фомин, Сергей Анатольевич (с 2016 по 2017 год —  глава администрации городского округа город Михайловка, с 2017 по 2021 год — глава городского округа город Михайловка);
- 2021—2025 — Тюрин, Александр Васильевич;[176]
- с 17 апреля 2025 года —  Кокин, Юрий Дмитриевич[172]

## Символы города
Первый герб города Михайловка был утверждён в 1961 году. В лазоревом поле, пересечённом наискось червлёной перевязью с золотой надписью «г. Михайловка», изображён золотой колос — символ сельского хозяйства. В нижней части герба размещена чёрная шестерёнка, олицетворяющая промышленность. На заднем плане представлено стилизованное изображение здания цементного завода. Композиция герба подчёркивала индустриально-аграрный характер города.
После распада СССР герб был незначительно изменён: в его оформлении появились элементы, выполненные в цветах российского триколора, что подчёркивало принадлежность города к Российской Федерации.
Современный герб Михайловки был принят Решением Михайловской городской Думы № 449 от 30 октября 2009 года. Автором проекта выступил В. Э. Коваль. Позднее, 28 декабря 2009 года, герб был утверждён с внесёнными изменениями (Решение № 481).
Герб города Михайловка
Геральдическое описание: В лазоревом поле герба серебряное изображение Архангела Михаила, попирающего дракона. В правой руке Архангела пламенный меч, вонзенный в пасть дракону, в левой руке червленый овальный, заостренный к низу щит, окантованный серебром и обремененный золотой восьмиконечной звездой. Герб увенчан муниципальной короной установленного образца. Архангел Михаил является святым покровителем города, носящего его имя. Звезда — символ надежды, энергии, славы и вечности. Лазурь — символ красоты, мягкости, величия. Червлень — символ храбрости, мужества и неустрашимости. Серебро —  символ чистоты и невинности. Золото — символ богатства, справедливости, постоянства, великодушия.
Флаг города Михайловка
Геральдическое описание: Прямоугольное полотнище с отношением ширины к длине 2:3, воспроизводящее композицию герба городского округа город Михайловка в синем, белом, красном и жёлтом цветах.

Автор проекта флага — В. Э. Коваль. Утверждён Решением Михайловской городской Думы № 449 от 30 октября 2009 года.

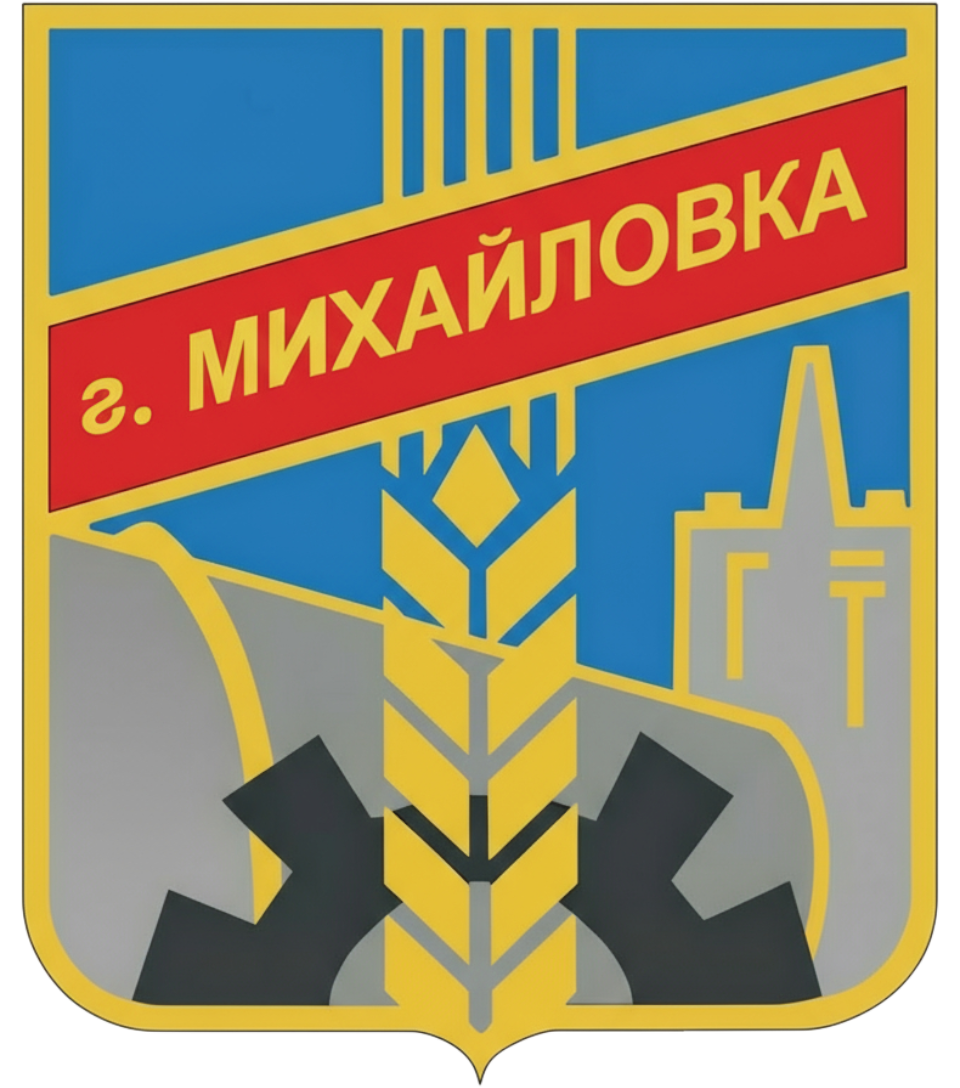
Герб Михайловки 1968 года
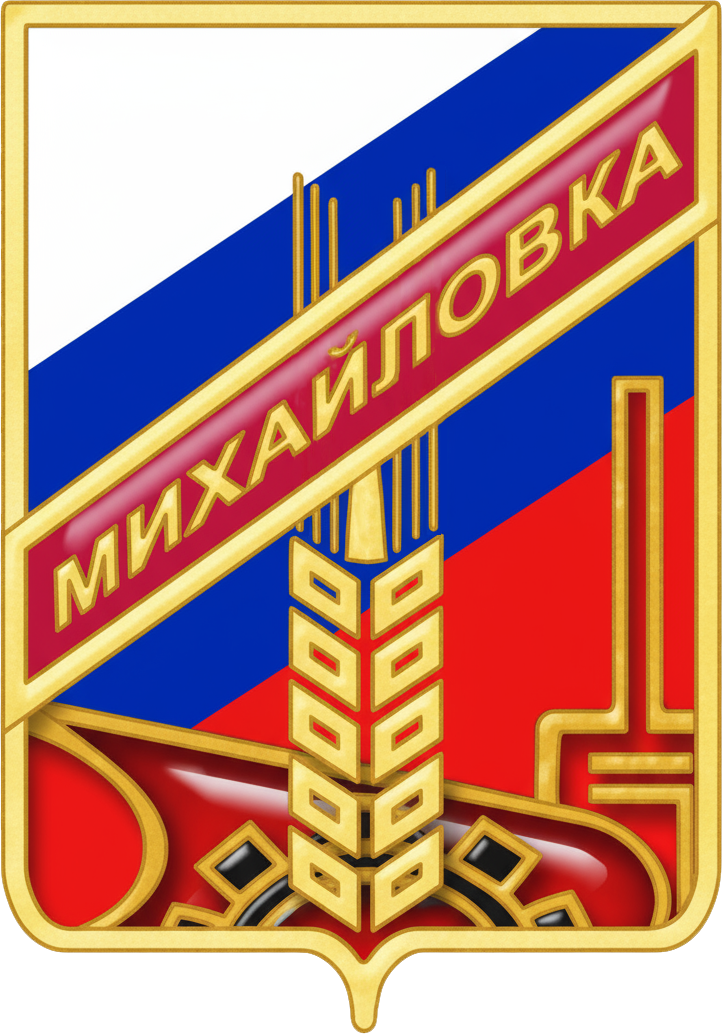
Российский герб Михайловки до 2009 года
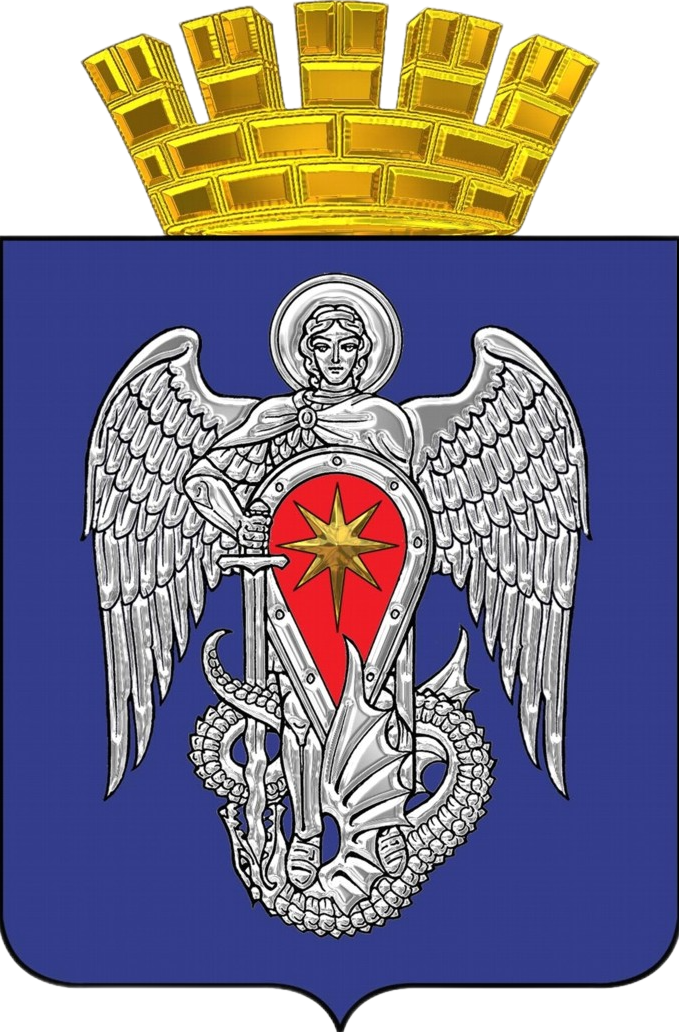
Герб Михайловки
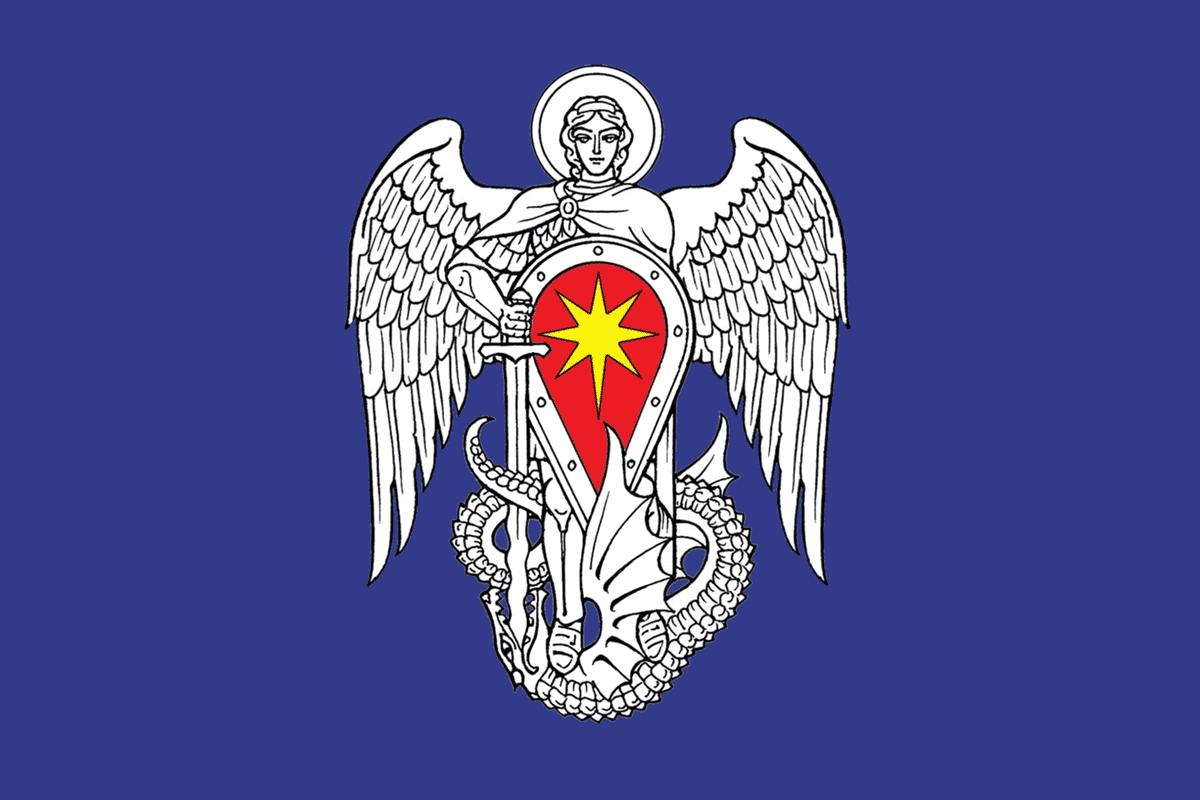
Флаг Михайловки

## Почётные граждане и известные уроженцы

### Почётные граждане
- Себряков Михаил Васильевич — русский поэт, учёный, художник. Являлся Донским областным предводителем дворянства. Имел большую усадьбу в слободе Себрово Усть-Медведицкого округа, внёс большой вклад в становление города Михайловки.
- Смехов Юрий Маркович — бывший первый заместитель министра жилищно-гражданского строительства РСФСР
- Сивокозов Василий Семенович — президент ОАО «Себряковский комбинат асбестоцементных изделий». Заслуженный строитель Российской Федерации
- Арефьева Нина Ивановна —  член творческого Союза художников России и Международной федерации художников
- Рогачёв Сергей Петрович — генеральный директор АО «Себряковцемент». Заслуженный строитель Российской Федерации
- Арнаутов Владимир Владимирович — народный учитель РФ, доктор педагогических наук, профессор
- Ершов Виктор Иванович — ветеран Великой Отечественной войны, заслуженный юрист РСФСР
- Клупов Степан Андреевич — заслуженный агроном РСФСР
- Сурков Александр Михайлович — почетный строитель России[179]

### Известные уроженцы
- Андрусенко Вероника Андреевна —  российская пловчиха, чемпионка Европы 2012 года на короткой воде, многократная чемпионка России на длинной (50 м) и короткой (25 м) воде
- Антошин Иван Панфилович —  генерал-майор Рабоче-крестьянской Красной Армии, участник Гражданской и Великой Отечественной войн
- Байкулов Вадим Владимирович — российский спецназовец, офицер Командования сил специальных операций Генерального штаба Вооружённых Сил Российской Федерации, полковник, Герой Российской Федерации
- Егоров Андрей Павлович — российский актёр театра и кино. Заслуженный артист Российской Федерации
- Железкин Станислав Фёдорович — советский и российский актёр-кукольник, режиссёр и педагог, народный артист России
- Зазулин Николай Афанасьевич —  советский и российский военачальник, генерал-полковник (1992)
- Олексенко Степан Степанович — советский, украинский актёр театра и кино. Народный артист СССР
- Сенякин Иван Николаевич — советский и российский учёный-правовед, доктор юридических наук, профессор кафедры теории государства и права Саратовской государственной юридической академии
- Терновой Пётр Иванович —  старший сержант Рабоче-крестьянской Красной Армии, участник Великой Отечественной войны, Герой Советского Союза
- Топчиев Александр Васильевич —  советский химик-органик, организатор науки, вице-президент АН СССР (1958—1962)
- Фомин Сергей Семёнович — майор Советской Армии, участник Великой Отечественной войны, Герой Советского Союза
- Харламова Марина Владимировна — советская легкоатлетка, специалистка по спринтерскому бегу. Обладательница бронзовой медали чемпионата мира 1983 года
- Чурюмов Василий Семёнович — гвардии старший сержант Красной Армии, участник Великой Отечественной войны, Герой Советского Союза